# Thérèse de Lisieux
 (juillet 2024).
La mise en forme du texte ne suit pas les recommandations de Wikipédia : il faut le « wikifier ».
Les points d'amélioration suivants sont les cas les plus fréquents. Le détail des points à revoir est peut-être précisé sur la page de discussion.
- Les titres sont pré-formatés par le logiciel. Ils ne sont ni en capitales, ni en gras.
- Le texte ne doit pas être écrit en capitales (les noms de famille non plus), ni en gras, ni en italique, ni en « petit »…
- Le gras n'est utilisé que pour surligner le titre de l'article dans l'introduction, une seule fois.
- L'italique est rarement utilisé : mots en langue étrangère, titres d'œuvres, noms de bateaux, etc.
- Les citations ne sont pas en italique mais en corps de texte normal. Elles sont entourées par des guillemets français : « et ».
- Les listes à puces sont à éviter, des paragraphes rédigés étant largement préférés. Les tableaux sont à réserver à la présentation de données structurées (résultats, etc.).
- Les appels de note de bas de page (petits chiffres en exposant, introduits par l'outil «  Source ») sont à placer entre la fin de phrase et le point final[comme ça].
- Les liens internes (vers d'autres articles de Wikipédia) sont à choisir avec parcimonie. Créez des liens vers des articles approfondissant le sujet. Les termes génériques sans rapport avec le sujet sont à éviter, ainsi que les répétitions de liens vers un même terme.
- Les liens externes sont à placer uniquement dans une section « Liens externes », à la fin de l'article. Ces liens sont à choisir avec parcimonie suivant les règles définies. Si un lien sert de source à l'article, son insertion dans le texte est à faire par les notes de bas de page.
- La présentation des références doit suivre les conventions bibliographiques. Il est recommandé d'utiliser les modèles {{Ouvrage}}, {{Chapitre}}, {{Article}}, {{Lien web}} et/ou {{Bibliographie}}. Le mode d'édition visuel peut mettre en forme automatiquement les références.
- Insérer une infobox (cadre d'informations à droite) n'est pas obligatoire pour parachever la mise en page.

Pour une aide détaillée, merci de consulter Aide:Wikification.
Si vous pensez que ces points ont été résolus, vous pouvez retirer ce bandeau et améliorer la mise en forme d'un autre article.
Vous lisez un « article de qualité » labellisé en 2010.
Pour les articles homonymes, voir Thérèse de Jésus (homonymie), Sainte Thérèse et Martin.
Thérèse de Lisieux, (en religion, sœur Thérèse de l'Enfant-Jésus et de la Sainte-Face), plus connue sous les noms de sainte Thérèse de Lisieux et sainte Thérèse de l'Enfant-Jésus, née le 2 janvier 1873 à Alençon (Orne) et morte le 30 septembre 1897 à Lisieux (Calvados), est une religieuse carmélite française.
Déclarée sainte et docteur de l'Église par l'Église catholique, elle est une des plus grandes mystiques du XIXe siècle. Inconnue de son vivant, sa renommée et sa dévotion se sont répandues dans le monde entier après la publication posthume de ses écrits autobiographiques, sous le titre Histoire d'une âme.

## Biographie

### Famille
Le père de Thérèse, Louis Martin, exerce le métier d'horloger, dans lequel il excelle. Sa mère est déjà connue, dans les années 1850, comme dentellière au point d'Alençon. Elle gère bientôt une petite entreprise, sise au 36 rue Saint-Blaise, dont Louis devient l'administrateur en 1870. Il a pour cela vendu son horlogerie à laquelle il était si attaché afin d'assister son épouse dans son entreprise devenue prospère. Elle emploie alors jusqu'à une vingtaine d'ouvrières.
Les deux époux, de très grande piété, font donc partie de la petite bourgeoisie aisée d'Alençon, d'autant que le mari a fait d'excellents placements. Louis aurait voulu devenir chanoine dans la congrégation des chanoines réguliers du Grand Saint-Bernard mais sa méconnaissance du latin l'en empêcha. Zélie-Marie voulait entrer au couvent, comme sa sœur aînée Marie-Louise mais la supérieure la persuade de n'en rien faire.
Louis et Zélie-Marie se rencontrent en 1858 sur le pont Saint-Léonard d'Alençon et se marient le 13 juillet 1858 en l'église Notre-Dame (élevée au rang de basilique mineure en 2009). Ils envisagent de vivre comme frère et sœur dans une continence perpétuelle. Leur confesseur les en ayant dissuadés, ils ont neuf enfants, dont quatre qui meurent en bas âge tandis que les cinq autres, toutes des filles, deviennent religieuses :
- Marie-Louise, née le 22 février 1860, carmélite à Lisieux en 1886 — sœur Marie du Sacré-Cœur — morte le 19 janvier 1940 ;
- Marie-Pauline née le 7 septembre 1861, carmélite à Lisieux en 1882 — sœur puis mère Agnès de Jésus — morte le 28 juillet 1951 ;
- Léonie, née le 3 juin 1863, clarisse en 1886 puis visitandine à Caen en 1894 — sœur Françoise-Thérèse — morte le 16 juin 1941 ;
- Marie-Hélène, née le 13 octobre 1864, morte le 22 février 1870[D 5] ;
- Marie-Joseph-Louis, né le 20 septembre 1866, mort le 14 février 1867 ;
- Marie-Joseph-Jean-Baptiste, né le 19 décembre 1867, mort le 24 août 1868)[1] ;
- Céline, née le 28 avril 1869, carmélite à Lisieux en 1894 — sœur Geneviève de la Sainte-Face — morte le 25 février 1959 ;
- Marie-Mélanie-Thérèse, née le 16 août 1870, morte à sept semaines[2] ;
- Thérèse, née le 2 janvier 1873, carmélite à Lisieux en 1888 — sœur Thérèse de l'Enfant-Jésus et de la Sainte-Face — morte le 30 septembre 1897.

### Enfance
Dernière née de Louis et Zélie Martin, commerçants à Alençon, Thérèse Martin perd sa mère à l'âge de quatre ans. Sa famille s'installe alors à Lisieux, aux Buissonnets. Elle grandit dans un milieu très fervent, entourée de ses quatre sœurs aînées qui entreront toutes au couvent. Marie-Pauline est la première à entrer au carmel de Lisieux, suivie de Marie-Louise. Ayant elle aussi ressenti un appel à la vie religieuse, elle entre à son tour au carmel à l'âge de quinze ans, après être allée en pèlerinage à Rome pour demander au pape Léon XIII une dispense en raison de son jeune âge. Après neuf années de vie religieuse, elle meurt de tuberculose le 30 septembre 1897 à l'âge de vingt-quatre ans.
Dans les deux dernières années de sa vie, Thérèse de l'Enfant-Jésus écrit à la demande de ses supérieures le récit de son parcours spirituel depuis son enfance. La publication posthume de ces manuscrits, sous le titre Histoire d'une âme, rencontre un immense succès en France et à l'étranger. Sa dévotion et sa réputation de sainteté se diffusent rapidement au début du XXe siècle, y compris parmi les poilus pendant la Première Guerre Mondiale.
Elle est béatifiée en 1923 et canonisée en 1925 par le pape Pie XI, qui la déclare sainte patronne des missions en 1927, consacrant son désir de vie missionnaire. Elle est proclamée sainte patronne secondaire de la France en 1944 par le pape Pie XII, au même titre que Jeanne d'Arc, qu'elle admirait. Lors du centenaire de sa mort en 1997, elle est proclamée 33e docteur de l'Église par le pape Jean-Paul II, devenant la troisième sainte élevée à ce rang après Thérèse d'Avila et Catherine de Sienne et avant Hildegarde de Bingen (proclamée en 2012 par Benoît XVI). Elle est fêtée dans l'Église catholique le 1er octobre.
Sa spiritualité de la « petite voie » ou de « l'enfance spirituelle » a inspiré de nombreux croyants dans le monde. Elle consiste à rechercher la sainteté dans les actes de la vie quotidienne, en reconnaissant avec humilité ses imperfections et en s'appuyant, comme un enfant, sur la confiance dans la miséricorde divine. Dans ses écrits, elle met l'amour au centre de la vie chrétienne. Plusieurs thèmes de sa pensée spirituelle seront mis en avant par le concile Vatican II.
La basilique Sainte-Thérèse de Lisieux, construite de 1929 à 1954, reçoit près d'un million de visiteurs par an, faisant de Lisieux le deuxième lieu de pèlerinage français après Lourdes. Les reliques de la sainte, conservées au carmel de Lisieux, ont voyagé dans une soixantaine de pays.
En 2023, sont fêtés le 150e anniversaire de la naissance de Thérèse et le 100e anniversaire de sa béatification. Le 15 octobre 2023, le pape François publie une exhortation apostolique consacrée à Thérèse.

#### Alençon

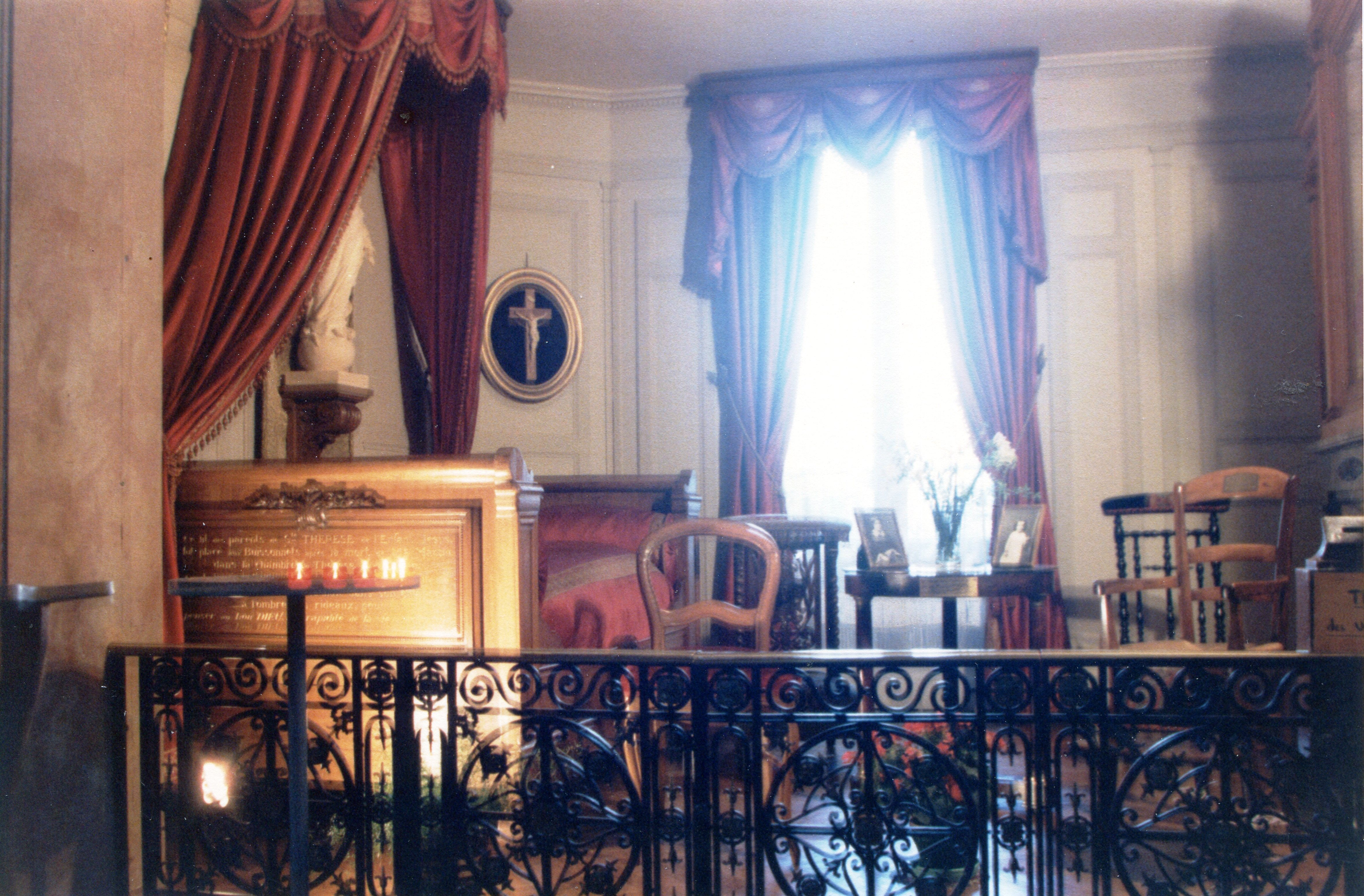
La chambre natale de Thérèse, (photo juillet 1986).

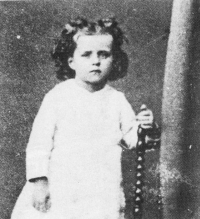
Thérèse à l'âge de trois ans, en juillet 1876.

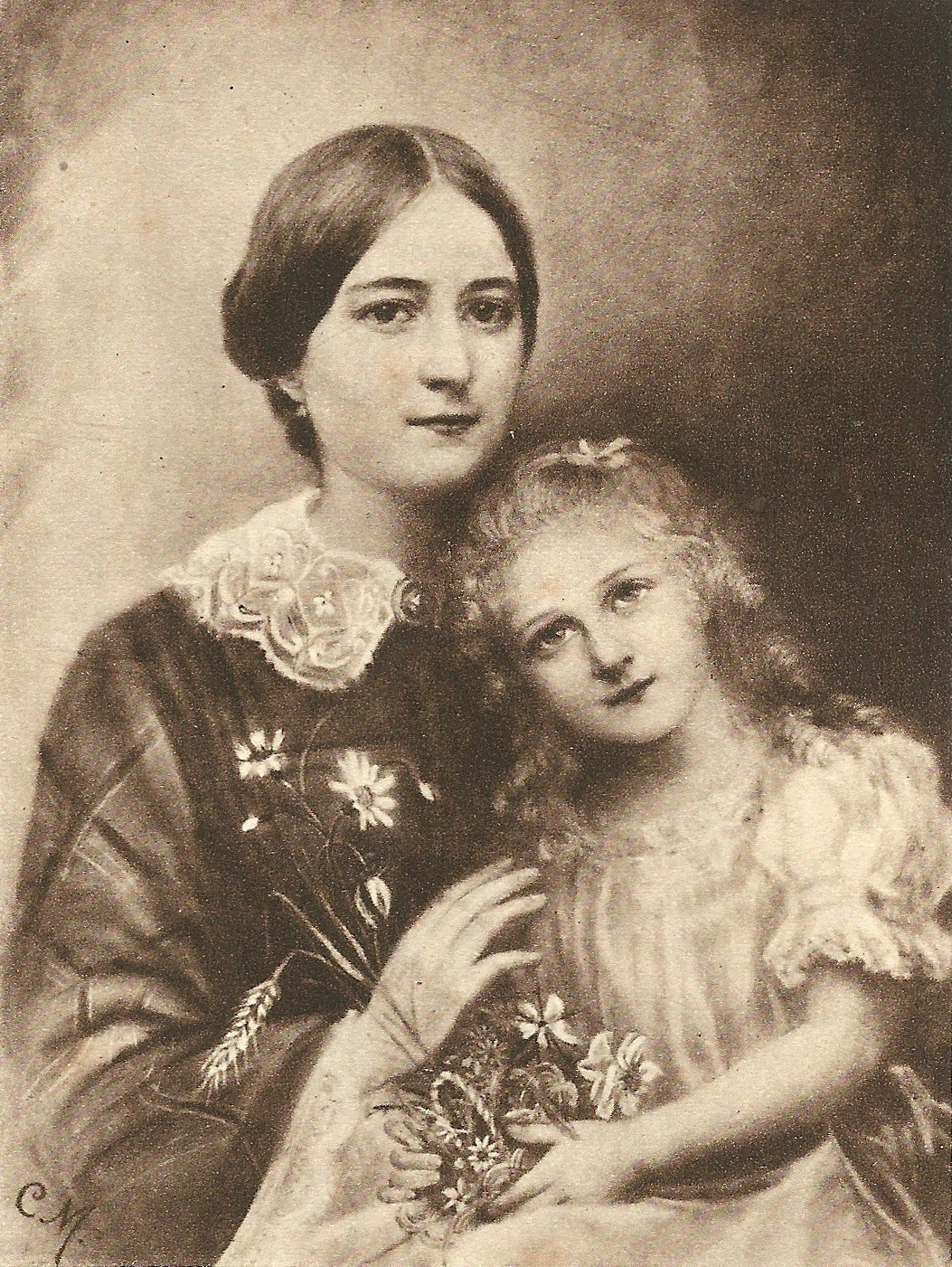
Gravure représentant la petite Thérèse et sa mère, d'après un dessin de sa sœur Céline.

Marie-Françoise-Thérèse Martin naît au 36, rue Saint-Blaise à Alençon le 2 janvier 1873. Elle est baptisée le 4 janvier 1873 à l'église Notre-Dame d'Alençon. Son parrain est Paul Boul, fils d'un ami de la famille et sa marraine, sa sœur aînée Marie ; tous les deux sont âgés de treize ans.

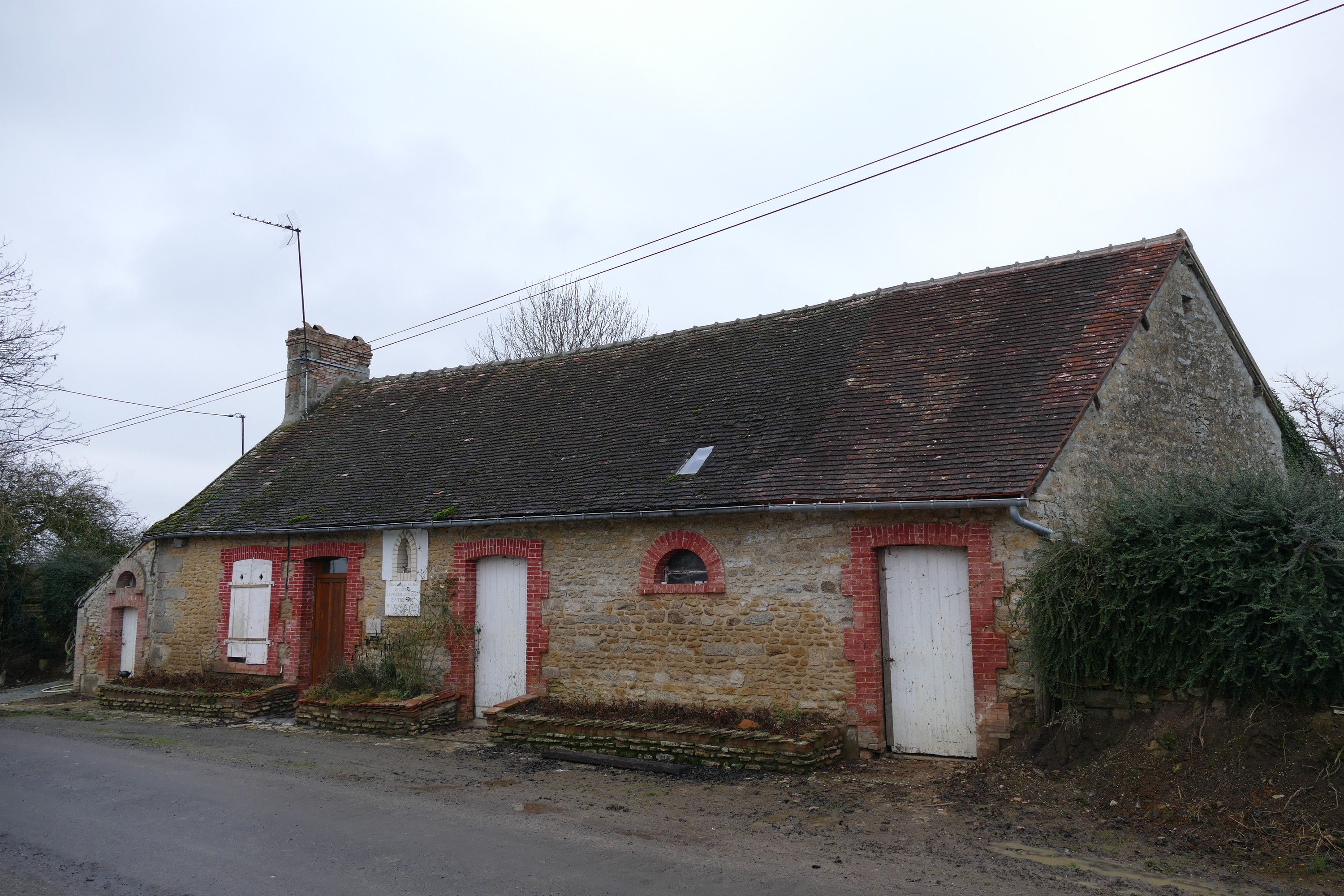
La ferme de Semallé où Thérèse a vécu quelques mois.

En mars, âgée de deux mois, elle frôle la mort et doit être confiée à une nourrice, Rose Taillé, qui a déjà nourri deux enfants du couple Martin. Elle se rétablit et grandit dans la campagne normande, dans cette ferme de Semallé, distante de 8 kilomètres. À son retour à Alençon, le 2 avril 1874, sa famille l'entoure d'affection. Pour sa mère, « elle est d'une intelligence supérieure à Céline mais bien moins douce et surtout d'un entêtement presque invincible. Quand elle dit non, rien ne peut la faire céder ». Espiègle et malicieuse, elle réjouit sa famille par sa joie de vivre, même si elle pleure souvent.
Elle grandit alors dans cette famille de fervents catholiques qui assistent chaque matin à la messe de 5 h 30, respectent rigoureusement le jeûne et prient au rythme de l'année liturgique. Les Martin pratiquent également la charité et accueillent à l'occasion un vagabond à leur table, visitent les malades et les vieillards. Même si elle n'est pas la petite fille modèle décrite plus tard par ses sœurs, Thérèse est sensible à cette éducation. Ainsi, elle joue à la religieuse, cherche souvent à « faire plaisir à Jésus » et s'inquiète de savoir s'il est content d'elle. Un jour, elle va jusqu'à souhaiter à sa mère de mourir ; grondée, elle explique que c'est parce qu'elle lui souhaite le bonheur du paradis.
En 1865, Zélie Martin ressent une douleur au sein,. En décembre 1876, un médecin lui révèle la gravité de cette « tumeur fibreuse » : il est trop tard pour tenter une opération,. Le 24 février 1877, Zélie perd sa sœur Marie-Louise, morte de la tuberculose au couvent de la Visitation du Mans, où elle vivait sous le nom de sœur Marie-Dosithée. Après cette mort, le mal empire et la malade souffre de plus en plus, même si elle le cache à sa famille.
En juin 1877, Zélie part à Lourdes en pèlerinage dans l'espoir d'y être guérie mais le miracle n'a pas lieu. Elle meurt le 28 août 1877, après plusieurs jours d'agonie.
À quatre ans et demi, Thérèse est orpheline de mère. Elle en est profondément marquée. Plus tard, elle considère que « la première partie de sa vie s'est arrêtée ce jour-là ». Elle choisit alors sa sœur Pauline, âgée de presque 16 ans, comme mère de substitution.

#### Arrivée à Lisieux

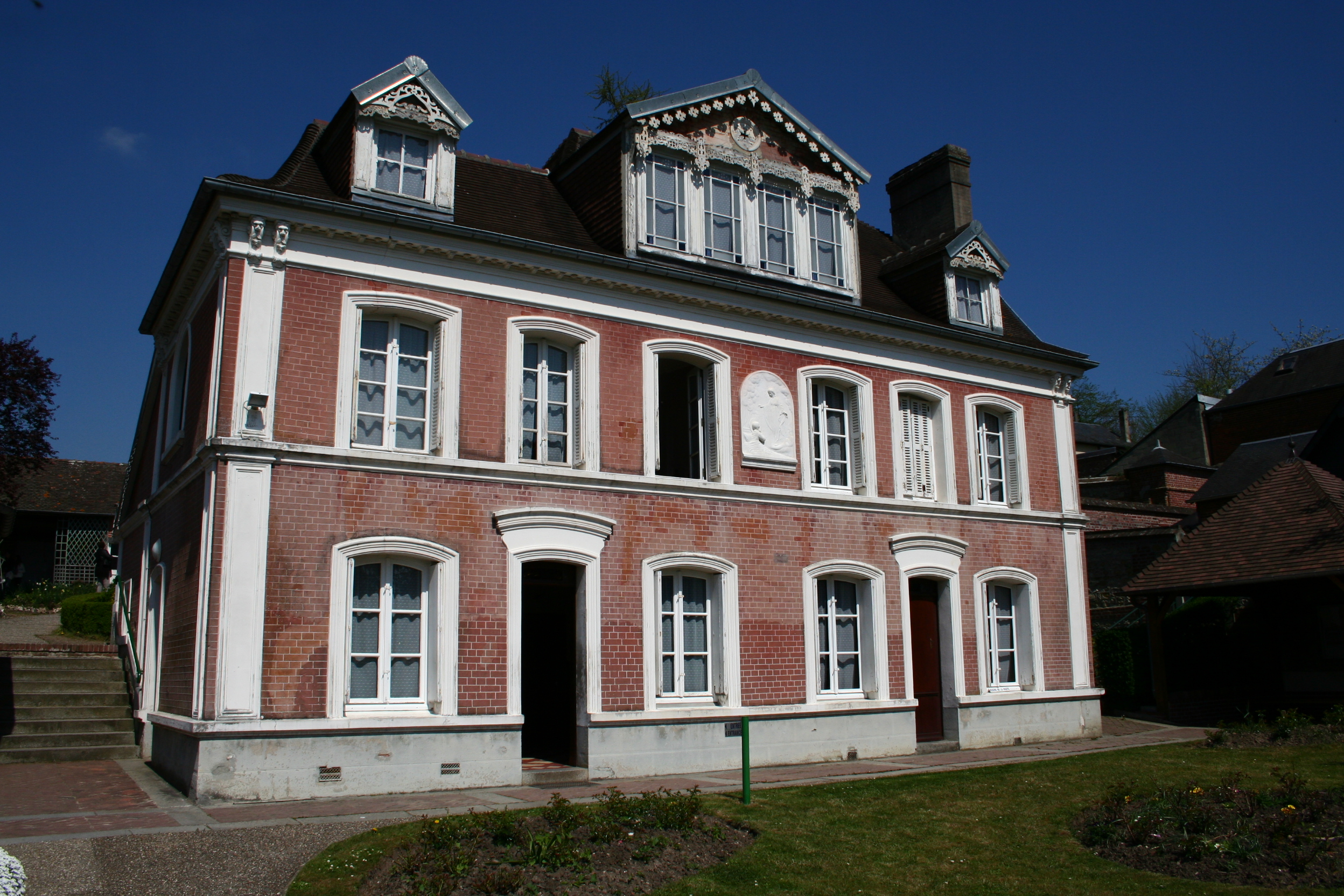
Les Buissonnets.

En novembre 1877, Louis et ses cinq filles s’installent à Lisieux, bourgade de 16 000 habitants, pour se rapprocher d'Isidore Guérin, pharmacien et frère de Zélie, qu'un conseil de famille a désigné subrogé tuteur des enfants. Isidore Guérin et son épouse sont persuadés que c'est la solution la plus sage. Ils sont parvenus à convaincre Louis, d'abord réticent, de faire ce voyage. Pour accueillir la famille Martin, ils ont trouvé une maison bourgeoise entourée d'un parc : les Buissonnets. L'oncle Isidore, pharmacien à Lisieux, est actif politiquement : monarchiste convaincu, il défend le pape Léon XIII et le développement du catholicisme social.
Louis, qui a vendu le commerce familial d'Alençon et vit désormais de ses rentes, se consacre à ses filles et en particulier à Thérèse, qu'il appelle sa « petite reine ». Il l'emmène souvent en promenade aux alentours. Marie, âgée de dix-sept ans, prend en main le fonctionnement de la maison avec l'aide d'une bonne (domestique). Pauline, seize ans, s'occupe quant à elle de l'éducation des deux petites, spécialement de Thérèse.
Thérèse ressent profondément le changement d'atmosphère : à l'animation de la boutique d'Alençon, toujours pleine de clientes et d'ouvrières, succèdent le silence et la solitude de cette demeure retirée où l'on reçoit peu. Sa mère lui manque d'autant plus ; elle écrit : « À partir de la mort de maman, mon heureux caractère changea complètement ; moi si vive, si expansive, je devins timide et douce, sensible à l'excès ». Malgré l'amour que lui prodiguent son père et Pauline, sa « maman », la vie est austère aux Buissonnets. C'est pour elle, « la seconde période de son existence, la plus douloureuse des trois ».
Les dimanches et les fêtes mettent un peu de fantaisie dans la vie bien réglée de la fillette : on assiste à la messe à la cathédrale Saint-Pierre, où l'on retrouve les Guérin, puis c'est un joyeux repas chez eux. Thérèse passe parfois l'après-midi avec l'une de ses sœurs, chez ses cousines Jeanne et Marie.
À sept ans, en 1880, Thérèse se confesse pour la première fois. Elle ignore alors crainte et scrupules : « Depuis je retournais me confesser pour toutes les grandes fêtes et c'était une vraie fête pour moi chaque fois que j'y allais ». Le 13 mai 1880, c'est la première communion de Céline, dont elle partage la joie : « Je crois que j'ai reçu de grandes grâces ce jour-là et je le considère comme un des plus beaux de ma vie ». Elle a hâte de recevoir à son tour la communion et décide de profiter des trois années qui l'en séparent pour se préparer à l'événement.
Un incident inquiétant survient au cours d'un après-midi d'été (en 1879 ou 1880). Elle voit, d'une fenêtre donnant sur le jardin, « un homme vêtu absolument comme son père, ayant la même taille et la même démarche, seulement il était beaucoup plus courbé. Sa tête était couverte d'une espèce de tablier de couleur indécise en sorte qu'elle ne peut voir son visage. Il portait un chapeau semblable à ceux de son père. Elle le voit s'avancer d'un pas régulier, longeant son petit jardin. Aussitôt un sentiment de frayeur surnaturelle envahit son âme ». Apeurée, elle appelle son père, absent ce jour-là. Ses sœurs tentent de la rassurer ; on interroge la bonne, on fouille le jardin mais en vain. Les sœurs Martin ne trouveront de sens à cette vision que quinze ans plus tard, avec la maladie de leur père, atteint de paralysie cérébrale.

#### Scolarité chez les bénédictines

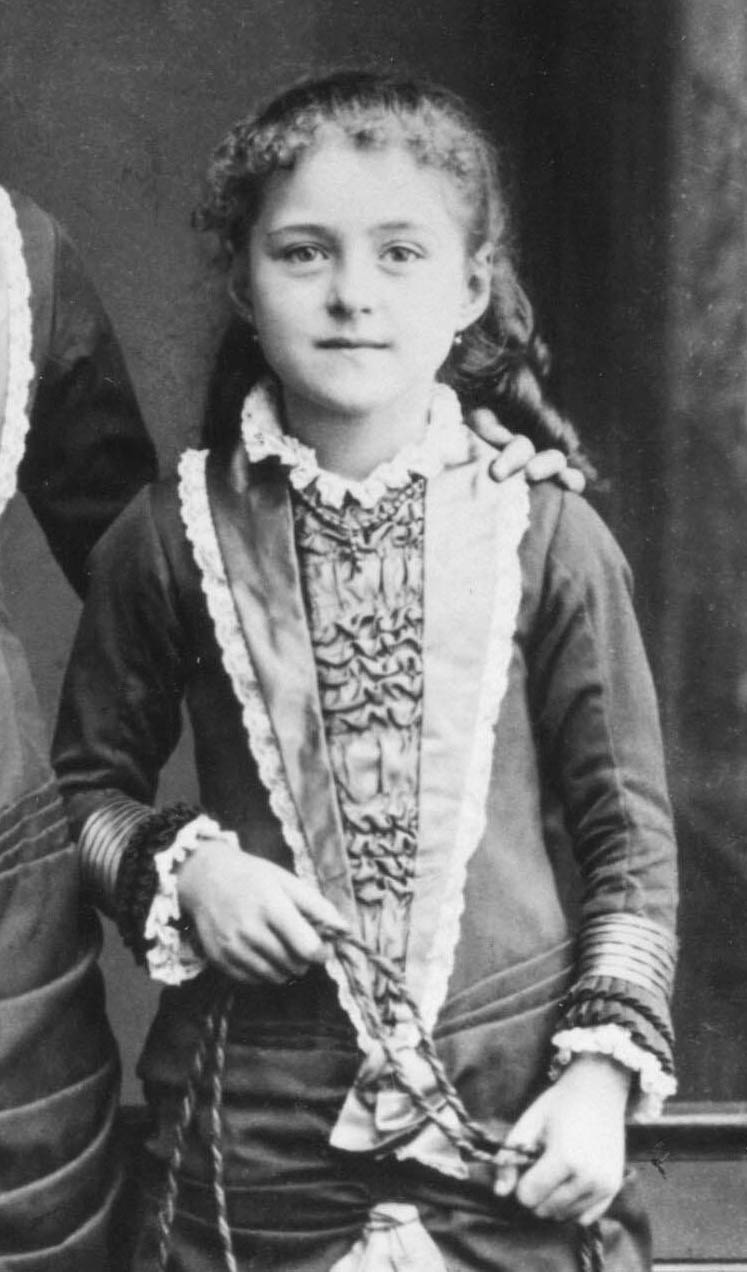
Thérèse en 1881 à l'âge de huit ans.

À huit ans et demi, le 3 octobre 1881, Thérèse entre à son tour au pensionnat des bénédictines de Lisieux. Elle revient le soir chez elle, le pensionnat étant proche du domicile familial. Les leçons de Pauline et de Marie lui ont donné de bonnes bases et elle se retrouve en tête de classe.
Cependant, elle découvre la vie collective à laquelle elle n'est pas préparée. Persécutée par des camarades plus âgées qui la jalousent, elle pleure et n'ose se plaindre. Elle n'aime pas l'agitation bruyante des récréations. Son institutrice la décrit comme une élève obéissante, calme et paisible, parfois songeuse ou même triste. Selon l'intéressée, ces cinq années sont les plus tristes de sa vie ; elle ne trouve alors de réconfort que dans la présence de sa « Céline chérie ».
Thérèse vit comme un soulagement le retour aux Buissonnets le soir après l'école : elle retrouve alors sa famille, son univers familier, sa joie de vivre. Les jeudis et les dimanches deviennent des jours importants. Avec sa cousine Marie Guérin, elle invente un nouveau jeu : vivre en solitaire au fond du jardin. Ce sont alors des temps de silence, d'oraison, des rituels inventés auprès de petits autels installés à la buanderie.
Elle aime également la lecture, qui répond à son besoin de calme. Passionnée par les récits chevaleresques, elle éprouve une grande admiration pour Jeanne d'Arc. Elle pense être, elle aussi, née pour la gloire mais une gloire cachée : « Le Bon Dieu me fit comprendre que ma gloire à moi ne paraîtrait pas aux yeux des mortels, qu'elle consisterait à devenir une grande sainte ! »

### Départ de Pauline au Carmel
Au cours de l'été 1882, alors qu'elle a neuf ans, Thérèse apprend fortuitement que sa sœur Pauline va entrer au Carmel,. La perspective du départ de sa « seconde maman », la pousse au désespoir : « L'ayant appris par surprise, ce fut comme si un glaive s'était enfoncé dans mon cœur ».
Pauline, cherchant à la consoler, décrit à sa sœur la vie d'une carmélite. Thérèse se sent alors appelée elle aussi au Carmel : « Je sentis que le Carmel était le désert où le Bon Dieu voulait que j’aille aussi me cacher. Je le sentis avec tant de force qu’il n'y eut pas le moindre doute dans mon cœur : ce n'était pas un rêve d'enfant qui se laisse entraîner mais la certitude d’un appel divin ; je voulais aller au Carmel, non pour Pauline mais pour Jésus seul ».
Un dimanche, à l'occasion d'une visite au carmel de Lisieux, elle parvient à parler seule à la supérieure, mère Marie de Gonzague. Celle-ci « croit à sa vocation » mais n'accepte pas de postulante âgée de moins de seize ans. Thérèse accepte de patienter : elle sait désormais qu'elle a trouvé sa voie. Désormais, toutes les Carmélites de Lisieux partagent l'intention confidentielle de Thérèse. Cette dernière, en sachant qu'il y a déjà une sœur Thérèse, trouve le nom de Thérèse de l'Enfant-Jésus, soutenu par la mère supérieure.
C'est le lundi 2 octobre 1882 que Pauline entre au carmel de Lisieux, où elle prend le nom de « sœur Agnès de Jésus », journée d'autant plus triste pour Thérèse, qu'elle doit également reprendre le chemin de l'école pour une nouvelle année. Sautant une classe, elle entre en 3e, où l'on prépare la première communion. L'instruction religieuse est l'une des matières importantes, une matière dans laquelle Thérèse excelle. La perspective de la communion, tant attendue, est pour elle un rayon de soleil mais, comble de malheur, elle en est exclue à cause d'un règlement récent de l'évêché, qui fixe l'âge des communiantes. L'oncle Isidore n'hésite pas à se rendre à Bayeux pour solliciter une dispense de l'évêque mais rentre bredouille.
Même la demi-heure que la supérieure accorde à Pauline pour rencontrer sa famille au parloir chaque jeudi devient pour Thérèse un supplice. La jeune carmélite la néglige un peu et il ne reste souvent que deux ou trois minutes pour lui parler : « Ah ! ce que j'ai souffert à ce parloir du carmel ! ». À dix ans, il lui semble perdre sa mère pour la seconde fois : « Je me disais au fond de mon cœur : Pauline est perdue pour moi ! »

### Une étrange maladie
Vers le mois de décembre 1882, la santé de Thérèse se dégrade étrangement : elle est prise continuellement de maux de tête, de douleurs au côté. Elle mange peu, dort mal ; des boutons apparaissent. Son caractère change également : elle se fâche parfois avec Marie et se chamaille même avec Céline, pourtant si proche d'elle. Au parloir du carmel, Pauline s'inquiète pour sa jeune sœur, à qui elle prodigue conseils et réprimandes affectueuses.
Pendant les vacances de Pâques 1883, Louis Martin organise un voyage à Paris avec Marie et Léonie. L'oncle Guérin accueille de son côté Céline et Thérèse. Le 25 mars, soir de Pâques, on évoque au repas le souvenir de Zélie. Thérèse s'effondre alors en larmes et on doit la coucher. Elle passe une nuit très agitée ; son oncle inquiet fait appel le lendemain à un médecin. Celui-ci diagnostique « une maladie très grave dont jamais aucune enfant n'a été atteinte ». Devant la gravité de son état, on adresse un télégramme à Louis, qui revient en hâte de Paris.
Plusieurs fois par jour, elle souffre de tremblements nerveux, d'hallucinations et de crises de frayeur. Puis elle est prise d'un grand état de faiblesse et, bien qu'elle garde toute sa lucidité, on ne peut la laisser seule. Pourtant, la malade répète qu'elle veut assister à la prise d'habit de Pauline, prévue le 6 avril. Le matin du jour fatidique, après une crise particulièrement forte, Thérèse se lève comme par miracle et, apparemment guérie, se rend avec sa famille au carmel. Elle passe ainsi toute la journée, pleine de gaieté et d'entrain mais le lendemain, c'est une rechute brutale : la malade délire et semble privée de sa raison. Le médecin, très inquiet, ne trouve toujours pas l'origine de son mal. Louis Martin se demande si sa « pauvre petite fille » ne va pas mourir ou sombrer dans la folie.
Toute la famille prie pour Thérèse, on fait dire une neuvaine de messes à l'église Notre-Dame des Victoires à Paris, on place dans sa chambre une statue de la Vierge. Cependant la malade ne retrouve provisoirement la raison que lorsqu'elle reçoit une lettre de sa sœur carmélite, qu'elle lit et relit maintes fois.
Le 13 mai 1883, jour de la Pentecôte, Léonie, Marie et Céline tentent de calmer Thérèse qui ne les reconnaît pas. Impuissantes à la soulager, elles s'agenouillent au pied du lit et se tournent vers la statue de la Vierge. « Ne trouvant aucun secours sur la terre », la petite Thérèse se tourne elle aussi vers sa « Mère du Ciel ». Thérèse est alors bouleversée par la beauté de la statue et surtout par le sourire qu'elle lui adresse : « Ah ! Pensais-je, la sainte Vierge m'a souri, que je suis heureuse ». À ce moment, la malade se détend devant ses sœurs stupéfaites. Dès le lendemain, toute trace de la maladie disparaît, si ce n'est deux petites alertes dans le mois suivant. Thérèse demeure fragile mais elle ne souffre à l'avenir d'aucune nouvelle manifestation de ces troubles.
Le médecin ayant conseillé à la famille d'éviter à la fillette toute émotion forte, elle est désormais choyée à l'excès par son entourage.
Fin mai 1883, elle peut reprendre les visites à Pauline, au parloir du carmel. Questionnée par sa sœur Marie, Thérèse qui s'était pourtant promis de garder le secret du sourire de la Vierge finit par tout lui raconter. Les carmélites crient au miracle et la pressent de questions. Sa joie se change alors en souffrance : elle s'imagine avoir trahi la Vierge. D'autant qu'un doute insidieux s'infiltre en elle : n'a-t-elle pas simulé sa maladie ? « Je me figurais avoir menti. Je ne pouvais me regarder sans un sentiment de profonde horreur. Ah ! Ce que j'ai souffert, je ne pourrai le dire qu'au ciel ! » Le doute et la culpabilité la harcèlent ainsi pendant cinq années.

### Première communion et confirmation
Par prudence, on prolonge la convalescence de Thérèse jusqu'aux grandes vacances, qui sont l'occasion pour elle de quitter Lisieux et de faire son « entrée dans le monde ». Pour la première fois, elle retrouve Alençon et les lieux de son enfance mais aussi la tombe de sa mère. Partout, les Martin sont reçus par les amis de la famille, la bonne bourgeoisie d'Alençon : « Tout était fête autour de moi, j'étais fêtée, choyée, admirée ». Thérèse, qui paraît bien remise de sa maladie, apprécie particulièrement ce monde nouveau pour elle, plein de charmes et de tentations. Elle se laisse éblouir mais n'oublie pas pour autant Pauline et le carmel de Lisieux.
En octobre 1883, c'est la rentrée scolaire avec, enfin, la perspective tant attendue de la première communion. Tout au long de l'année, Thérèse est première en catéchisme. Elle se prépare également aux Buissonnets. Chaque semaine, Pauline lui écrit du carmel : elle conseille à sa sœur des sacrifices quotidiens et des prières à offrir à Jésus. Thérèse prend ces listes très au sérieux et s'applique à les suivre scrupuleusement. Elle se confie à Marie, qui l'aide en suivant la spiritualité de saint François de Sales. La communion est fixée au 8 mai 1884, jour de la profession de Pauline. C'est une période « sans nuage » pour Thérèse.
Pendant la messe de première communion, Thérèse pleure abondamment : larmes de joie et non de peine. Elle décrit toute l'intensité de cette première rencontre mystique : « Ah ! Qu'il fut doux le premier baiser de Jésus à mon âme ! Ce fut un baiser d'amour, je me sentais aimée et je disais aussi : Je vous aime, je me donne à vous pour toujours. Il n'y eut pas de demande, pas de lutte, pas de sacrifice ; depuis longtemps, Jésus et la pauvre petite Thérèse s'étaient regardés et s'étaient compris ». En recevant l'hostie, elle se sent également et pour toujours en communion avec sa mère au ciel et sa sœur au carmel. La profondeur spirituelle de cette journée n'empêche pas la communiante d'apprécier la fête de famille ainsi que les nombreux cadeaux qu'elle reçoit.
Thérèse a hâte de pouvoir à nouveau recevoir l'Eucharistie mais la communion est soumise à la permission du confesseur. Contre toute espérance, l'abbé Domin l'autorise à communier pour la seconde fois deux semaines plus tard : le 22 mai 1884, jour de l'Ascension. Pendant l'année qui suit, elle reçoit de grandes grâces mais aussi l'intuition que des souffrances l'attendent. Elle se sent prête à les affronter et éprouve même « un grand désir de la souffrance », tandis que les doutes et scrupules nés de sa maladie disparaissent.
Le 14 juin 1884, elle est confirmée par Flavien Hugonin, évêque de Lisieux. Sa marraine de confirmation est sa sœur Léonie. En recevant le Saint-Esprit, la jeune confirmée est émerveillée par ce « sacrement d'Amour » qui, elle en est sûre, lui donnera la « force de souffrir ».
Les vacances de l'été 1884 sont splendides : Thérèse passe le mois d'août chez la mère de sa tante. Ce séjour dans la campagne normande ravit la jeune fille, comme en témoigne Mme Guérin dans une lettre à son mari : « La figure de Thérèse est toujours rayonnante de bonheur ».
Après ces excellentes vacances, la jeune fille fait sa rentrée en octobre 1884, une année scolaire sans histoire, même si elle souffre toujours de la dissipation de certaines camarades de classe.

### Les scrupules
En mai 1885, Thérèse se prépare à ce qu'on appelle alors la deuxième communion. Lors de la retraite, suivant la tonalité d'une partie du clergé de l'époque, l'abbé Domin insiste sur les fautes à ne pas commettre, les péchés mortels, la mort et le jugement dernier,.
Les « peines d'âme », qui avaient tant tourmenté Thérèse et qui semblaient avoir disparu, se réveillent brusquement. La jeune fille, si fragile, sombre à nouveau dans la « terrible maladie des scrupules ». Thérèse se croit en faute et développe un fort sentiment de culpabilité à propos de tout. Actions et pensées les plus simples deviennent pour elle sujet de trouble. Elle n'ose se confier à Pauline, qui lui paraît si lointaine dans son carmel. Il lui reste Marie, sa « dernière mère », à qui elle raconte désormais tout, y compris ses pensées les plus « extravagantes ». Celle-ci l'aide à préparer ses confessions en laissant de côté toutes ses peurs. Docile, Thérèse lui obéit. Cela a pour effet de cacher sa « vilaine maladie » à ses confesseurs, la privant ainsi de leurs conseils,.
Les vacances d'été sont un moment de diversion pour Thérèse. Avec sa sœur Céline, elles passent quinze jours à Trouville, au bord de la mer. La rentrée en octobre 1885 ne commence pas sous les meilleurs auspices. En effet, Céline, la compagne de jeu, la grande sœur toujours prête à la défendre, a terminé ses études. Sa cousine Marie, souvent souffrante, ne reprend pas l'école. Thérèse est seule à l'abbaye. Elle s'efforce de se lier avec des camarades mais en vain. En outre, l'année commence avec une retraite où l'on insiste encore sur le péché, l'enfer et la mort.
Au début de l'année 1886, Thérèse, âgée de treize ans, commence à souffrir de maux de tête. Début mars, les maux de tête deviennent continuels ; devant les absences répétées de la jeune fille, son père se résout à la retirer de l'abbaye. Désormais, elle se rend trois ou quatre fois par semaine chez Mme Papineau pour des leçons particulières. C'est une ambiance très différente chez cette dame de cinquante ans, « bien bonne personne, très instruite mais ayant un peu des allures de vieille fille », qui vit avec sa mère et son chat.
La jeune fille profite de ses nombreux temps libres pour aménager une mansarde des Buissonnets : un « vrai bazar ». Elle y est chez elle et passe des heures à étudier, à dévorer des livres, à méditer et prier.
En juin, on l'envoie de nouveau à Trouville mais sans Céline, elle s'ennuie et tombe malade. Inquiète, sa tante la ramène à Lisieux. Aussitôt, elle recouvre la santé : « Ce n'était que la nostalgie des Buissonnets », reconnaît-elle.
En octobre 1886, sa sœur aînée Marie entre également au carmel de Lisieux et devient sœur Marie du Sacré-Cœur, tandis que Léonie se fait admettre chez les clarisses. Surpris et peiné, Louis Martin ne conserve avec lui aux Buissonnets que ses deux cadettes. Après le départ de sa « troisième maman », Thérèse passe par une période dépressive et pleure fréquemment.
Ses crises de scrupules atteignent leur paroxysme et elle ne sait à qui se confier, maintenant que Marie est partie au carmel. Elle prie alors spontanément ses quatre frères et sœurs décédés en bas âges. Elle s'adresse à eux avec simplicité, leur demandant d'intercéder pour qu'elle recouvre la paix qui l'a quittée. La réponse ne se fait pas attendre et elle se sent aussitôt apaisée : « Je compris que si j'étais aimée sur la terre, je l'étais aussi dans le ciel ».
Malgré cette guérison qui fait disparaître ses scrupules, Thérèse est toujours excessivement émotive : « J'étais vraiment insupportable par ma trop grande émotivité ». L'adolescente qui va avoir quatorze ans peine à sortir de l'enfance.

### La conversion de Noël 1886

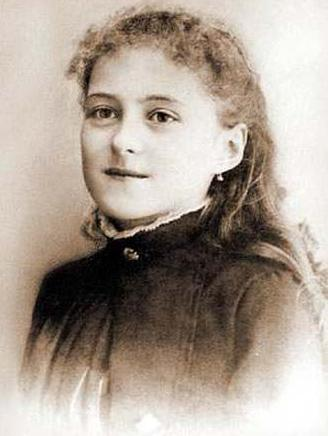
Thérèse à treize ans.

Le soir de Noël, Louis Martin et ses filles assistent à la messe de Minuit à la cathédrale mais le cœur n'y est pas. De retour aux Buissonnets, comme chaque année, Thérèse place ses souliers devant la cheminée pour qu'on y dépose ses cadeaux. Fatigué et agacé par cet enfantillage, Louis dit à Céline : « Heureusement que c'est la dernière année ! » Thérèse commence à pleurer puis, brusquement, se reprend. Joyeuse, elle ouvre alors ses cadeaux devant Céline qui n'en revient pas.
Elle explique le mystère de cette conversion dans ses écrits. Parlant de Jésus, elle affirme ainsi qu'« en cette nuit où Il se fit faible et souffrant pour mon amour, il me rendit forte et courageuse ». Elle découvre alors la joie dans l'oubli d'elle-même et ajoute : « Je sentis, en un mot, la charité entrer dans mon cœur, le besoin de m'oublier pour faire plaisir et depuis lors je fus heureuse ». Brusquement, elle est libérée des défauts et imperfections de son enfance : cette grâce reçue le soir de Noël la fait grandir et entrer dans l'âge adulte. Elle a retrouvé « la force d'âme qu'elle avait perdue » lors de la mort de sa mère et c'était « pour toujours qu'elle devait la conserver ».
Beaucoup de choses changent après cette nuit de Noël 1886, qui marque le début de la troisième partie de sa vie, « la plus belle ». Elle l'appelle la « nuit de [sa] conversion » : « Depuis cette nuit bénie, je ne fus vaincue en aucun combat, mais au contraire je marchai de victoires en victoires et commençai, pour ainsi dire, une course de géant ».
Quelques semaines avant sa mort, elle reparle de cet événement : « J'ai pensé aujourd'hui à ma vie passée, à l'acte de courage que j'avais fait autrefois à Noël ! Et la louange adressée à Judith m'est revenue à la mémoire : « Vous avez agi avec un courage viril et votre cœur s'est fortifié ». Bien des âmes disent : « mais je n'ai pas la force d'accomplir tel sacrifice ». Qu'elles fassent donc ce que j'ai fait : un grand effort ! Le bon Dieu ne refuse jamais cette première grâce qui donne le courage d'agir ; après cela, le cœur se fortifie et l'on va de victoires en victoires ».

### Exécution de Pranzini
Transformée et épanouie, Thérèse se développe sur tous les plans. Elle se rapproche alors de Céline, sa nouvelle confidente. Avec la permission de son confesseur, elle communie quatre à cinq fois par semaine, ce qui la fait pleurer de joie : « Je sentais en mon cœur des élans inconnus jusqu'alors, parfois j'avais de véritables transports d'amour ». Tout l'intéresse et elle lit énormément, notamment L'Imitation de Jésus-Christ qu'elle connaît par cœur et qu'on s'amuse à lui faire réciter quand elle se rend chez les Guérin.
Elle ressent à cette époque le besoin de prier pour la conversion des pécheurs. Les journaux parlent alors abondamment d'un condamné à mort, Henri Pranzini, qu'ils présentent comme un monstre car il n'a jamais exprimé le moindre regret de ses meurtres. L'exécution doit avoir lieu au cours de l'été 1887, et Thérèse décide d'obtenir sa conversion. Elle fait pour cela des sacrifices et prie plus intensément encore. Confiante dans la miséricorde de Dieu, elle lui demande un simple signe de conversion afin d'être encouragée dans ses prières. Lors de son exécution, Pranzini refuse de voir le prêtre mais, au dernier moment, il se retourne et embrasse la croix avant de mourir.
Le récit de la mort de Pranzini, qu'elle lit dans le journal de son père, marque Thérèse et conforte sa vocation : elle doit consacrer sa vie au Carmel et devenir religieuse, afin de prier pour tous les pécheurs. Elle poursuit ses prières pour Pranzini et demande que des messes soient célébrées pour celui qu'elle appelle son « premier enfant ».
Cet épisode éclaire un aspect capital de la théologie thérésienne, celle de la miséricorde divine : elle est certaine que Dieu a pardonné à Pranzini. Cette vision est d'autant plus radicale que l'opinion publique et les journaux de l'époque n'ont que très peu d'indulgence envers les criminels.

### Candidature au carmel
Thérèse se sent désormais prête à entrer au carmel de Lisieux, elle en a même fixé la date : le 25 décembre 1887, jour anniversaire de sa conversion. Elle sait également qu'il lui faudra surmonter de nombreux obstacles et, songeant peut-être à Jeanne d'Arc, elle se déclare décidée à « conquérir la forteresse du carmel à la pointe de l'épée ».
Il lui faut d'abord obtenir le consentement de sa famille et notamment de son père. Déterminée mais timide, elle hésite avant de lui confier son secret, d'autant que Louis Martin a subi quelques semaines plus tôt une petite attaque qui l'a laissé paralysé pendant plusieurs heures. Le 29 mai 1887, jour de la Pentecôte, après avoir prié toute la journée, elle lui présente sa requête le soir, dans le jardin des Buissonnets. Louis lui objecte sa jeunesse mais il se laisse vite convaincre par sa fille. Il ajoute que Dieu lui fait « un grand honneur de lui demander ainsi ses enfants ».
Ses sœurs sont partagées : Marie cherche à retarder la décision, tandis que Pauline l'encourage. Céline, qui souffre par avance du départ de sa sœur, la soutient néanmoins.
Un obstacle de taille se dresse en octobre 1887 : l'oncle Isidore, subrogé tuteur des filles Martin, met son veto au projet de sa nièce. Prudent, le pharmacien de Lisieux craint le « qu'en-dira-t-on » et, s'il ne met pas en doute la vocation religieuse de Thérèse, il lui demande d'attendre l'âge de dix-sept ans. La jeune fille, confiante malgré tout, se confie à Pauline. Cependant, du 19 au 22 octobre, elle éprouve pour la première fois de sa vie une aridité intérieure. Cette « nuit profonde de l'âme » la désoriente, elle qui a reçu tant de grâces depuis Noël. Devant son désarroi au parloir, Pauline se décide à écrire à Isidore Guérin. Celui-ci, par estime pour sa filleule, donne finalement son accord le 22 octobre.
Thérèse n'est pourtant pas au bout de ses peines, puisqu'elle se heurte maintenant au refus catégorique du chanoine Delatroëtte, supérieur du carmel. Échaudé par l'échec d'une affaire semblable, dont tout le monde parle à Lisieux, il n'accepte plus de postulante de moins de vingt-et-un ans. Seul l'évêque pourrait le faire fléchir. Pour consoler sa fille en larmes, Louis promet de lui faire rencontrer Flavien Hugonin. Celui-ci reçoit Thérèse à Bayeux le 31 octobre et l'écoute exprimer le vœu de se consacrer à Dieu, qu'elle éprouve depuis qu'elle est enfant. Cependant il remet sa décision à plus tard, quand il aura pris l'avis du chanoine Delatroëtte.
Il ne reste plus qu'un espoir : le pape Léon XIII, que Louis Martin doit rencontrer prochainement au cours d'un pèlerinage à Rome organisé par le diocèse de Coutances. Thérèse et Céline seront du voyage, dont le départ est fixé au 4 novembre 1887.

### Pèlerinage à Rome
Le pèlerinage auquel se joint la famille Martin est organisé à l'occasion du jubilé de Léon XIII. Emmené par l'évêque de Coutances, il réunit près de deux cents pèlerins, dont soixante-quinze prêtres. En l'absence de Flavien Hugonin, c'est l'abbé Révérony, son vicaire général, qui le représente. Le prix du voyage a opéré une sélection sévère : le quart des pèlerins appartient à la noblesse.
Le rendez-vous étant fixé à Paris, Louis Martin profite de l'occasion pour faire visiter la capitale à ses filles. C'est pendant une messe à Notre-Dame des Victoires, une église chère à Louis, que Thérèse est enfin délivrée du dernier de ses doutes : c'est bien la Vierge qui lui a souri et l'a guérie de sa maladie. Elle lui confie le voyage et sa vocation.
Un train spécial les conduit en Italie, après avoir traversé la Suisse. La jeune fille ne se lasse pas d'admirer les paysages qu'elle découvre pendant le voyage. Elle est consciente de ce qu'elle perdra : « Je me disais : plus tard, à l'heure de l'épreuve, lorsque prisonnière au Carmel, je ne pourrai contempler qu'un petit coin de ciel étoilé, je me souviendrai de ce que je vois aujourd'hui ».
Les pèlerins sont reçus dans les meilleurs hôtels. Autrefois timide et réservée, Thérèse se montre très à l'aise dans tout ce luxe, au milieu de cette bonne société. La benjamine du pèlerinage, vive et jolie avec ses belles toilettes, ne passe pas inaperçue.
Les visites s'enchaînent : Milan, Venise, Bologne, Notre-Dame de Lorette ; enfin, c'est l'arrivée à Rome. Au Colisée, Thérèse brave les interdictions et entre dans l'arène pour baiser le sable où le sang des martyrs a coulé. Elle demande la grâce d'être martyre pour Jésus, puis ajoute : « Je sentis au fond de l'âme que ma prière était exaucée. » Elle cherche à tout voir, tout visiter… les journées ne sont pas assez longues. D'ailleurs, sa fougue juvénile ne plaît pas à certains ecclésiastiques.
Cependant Thérèse n'oublie pas le but de son voyage. Une lettre reçue de sa sœur Pauline l'encourage à présenter sa requête au pape. Elle lui répond : « C'est demain, dimanche, que je parlerai au Pape ». Le 20 novembre 1887, de bon matin, les pèlerins assistent dans la chapelle pontificale à une messe célébrée par le pape. Puis c'est le moment tant attendu de l'audience : le vicaire général présente chacun à son tour au pape mais le vieil homme de soixante-dix-sept ans étant fatigué, on défend aux pèlerins de lui parler. Malgré tout, son tour venu, Thérèse s'agenouille et dit en pleurant : « Très Saint-Père, j'ai une grande grâce à vous demander. » Le vicaire explique qu'il s'agit d'une jeune fille qui veut entrer au Carmel. « Mon enfant, faites ce que les supérieurs vous diront », répond le pape. La jeune fille insiste : « Oh ! Très Saint-Père, si vous disiez oui, tout le monde voudrait bien. » Léon XIII lui rétorque : « Allons… allons… vous entrerez si le Bon Dieu le veut ! » Mais Thérèse souhaite une parole décisive et attend, les mains jointes sur les genoux du pape. Deux gardes doivent alors la porter jusqu'à la sortie.
Le soir même, elle écrit à Pauline pour lui raconter l'échec : « J'ai le cœur bien gros. Cependant, le Bon Dieu ne peut pas me donner des épreuves qui sont au-dessus de mes forces. Il m'a donné le courage de supporter cette épreuve ». Bien vite, tout le pèlerinage connaît le secret de Thérèse, et même Lisieux puisqu'un journaliste du journal l'Univers publie l'incident,.
Le voyage se poursuit : on visite Pompéi, Naples, Assise ; puis c'est le retour par Pise et Gênes. À Nice, qu'elle atteint le 28 novembre 1887, une lueur d'espoir pour Thérèse : le vicaire général promet d'appuyer sa demande. Le 2 décembre, c'est l'arrivée à Paris et, enfin, le lendemain, le retour à Lisieux.
Certainement, le courage de Thérèse lors de l'audience a bouleversé la situation. Sur le manuscrit autographe folio A65r, elle a écrit : « Ma demande n'avait pas produit un mauvais effet, au contraire. » Ainsi, Monseigneur Legoux, vicaire général de Coutances, lui a dit en souriant : « Eh bien, comment va notre petite carmélite. » De surcroît, ce voyage est arrivé à point nommé pour sa personnalité en plein développement ; il lui a « plus appris que de longues années d'études ». Pour la première et dernière fois de sa vie, elle a quitté sa Normandie natale : elle a traversé la France, la Suisse, et visité toute l'Italie. Attentive à tout ce qu'elle voyait et entendait, elle a compris quelque chose de l'histoire des peuples et de l'Église. Notamment, elle qui ne connaissait les prêtres que dans l'exercice de leur ministère, elle les a côtoyés, elle a entendu leurs conversations, pas toujours édifiantes. Elle a découvert qu'ils ne sont pas parfaits, que ce sont simplement des hommes et parfois « des hommes faibles et fragiles ». Elle sait désormais pourquoi le Carmel prie spécialement pour eux : « J'ai compris ma vocation en Italie ».
Elle a appris également à mieux se connaître : elle s'est révélée gaie, pleine d'humour, très à l'aise dans le monde. Elle a pris conscience de sa féminité et de sa beauté, auxquelles les jeunes Italiens ne sont pas restés indifférents. Elle sent qu'elle pourrait choisir la voie d'un brillant mariage : « Facilement, mon cœur se laisserait prendre à l'affection. » Mais sa résolution n'en est que plus forte, et c'est « librement » qu'elle accepte de se faire « prisonnière par amour » au carmel. De retour à Lisieux, elle le reconnaît : « Il y avait de quoi ébranler une vocation peu affermie ».

### Autorisation de l'évêque
Dès le lendemain du retour, Thérèse se rend au parloir du carmel, où l'on met au point une stratégie. Mais le chanoine Delatroëtte reste intraitable et se méfie des manœuvres des carmélites. Il rabroue mère Geneviève, la fondatrice du carmel de Lisieux, et mère Marie de Gonzague, l'actuelle mère supérieure, venues plaider la cause de Thérèse. M. Guérin intervient à son tour, mais en vain. Le 14 décembre, Thérèse écrit à Flavien Hugonin et à son vicaire général, à qui elle rappelle la promesse faite à Nice. Humainement, tout a été tenté ; il faut désormais attendre et prier.
Le soir de Noël, date anniversaire de sa conversion, Thérèse assiste à la messe de minuit. Elle ne peut retenir ses larmes, mais elle sent que l'épreuve fait grandir sa foi et son abandon à la volonté divine : elle a eu tort de vouloir imposer une date.
Enfin, le 1er janvier 1888, veille de ses quinze ans, elle reçoit une lettre de mère Marie de Gonzague : l'évêque s'en remet à sa décision. Thérèse est donc attendue au carmel mais, ultime délai fixé sur les conseils de Pauline, elle ne pourra entrer qu'en avril, après les rigueurs du carême. Cette attente est une nouvelle épreuve pour la future postulante, qui y voit pourtant une occasion de se préparer intérieurement.
La date de son départ est finalement fixée au 9 avril 1888, jour de l'Annonciation. Thérèse aura alors quinze ans et trois mois. On peut noter qu'à l'époque, une jeune fille pouvait faire sa profession religieuse à dix-huit ans. Il n'était donc pas rare de voir, dans les ordres religieux, des postulantes et des novices ayant à peine seize ans. La précocité de Thérèse, au regard des habitudes de l'époque, n'est donc pas exceptionnelle.

### Vie au carmel

#### Le carmel de Lisieux en 1888

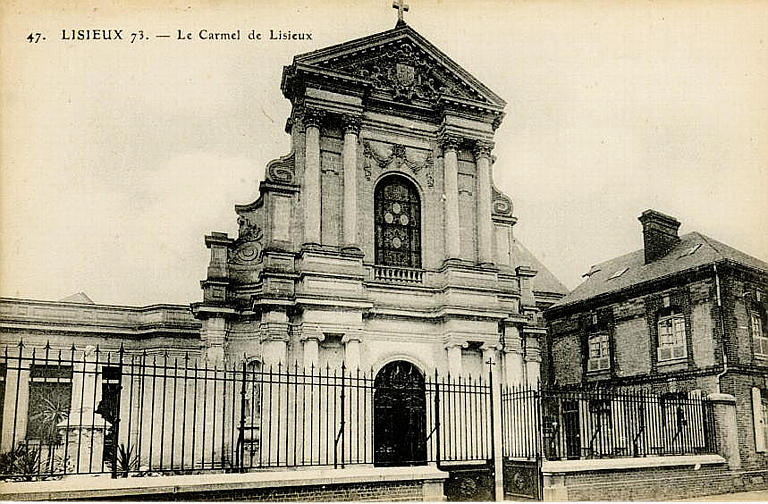
Carte postale figurant le carmel de Lisieux.

L'ordre du Carmel a été réformé au XVIe siècle par Thérèse d'Avila. La vie au carmel est essentiellement consacrée à la prière personnelle et collective. Les temps de silence et de solitude y sont nombreux, mais la fondatrice a prévu aussi des temps pour le travail ou la détente en commun. L'austérité de cette vie ne doit pas faire obstacle à des relations fraternelles et joyeuses. Toutefois, au cours des siècles, une certaine dérive est apparue, allant dans le sens d'un esprit de pénitence parfois excessif et d'un moralisme étroit. Le carmel de Lisieux n'échappe pas à ces travers, présents dans le christianisme français au XIXe siècle.
Fondé en 1838, le carmel de Lisieux compte en 1888 vingt-six religieuses. La moyenne d'âge est de quarante-sept ans. Ces femmes, appelées à prier et vivre en communauté, sont issues de classes sociales et de milieux très divers. Leur scolarité s'étant arrêtée tôt, le niveau culturel des religieuses est assez pauvre. Quelques-unes ont pu bénéficier de plus d'instruction ; c'est par exemple le cas des sœurs Martin, de la mère prieure Marie de Gonzague, et de deux ou trois autres religieuses.
Les horaires sont les suivants : en été, lever à 4 h 45. Prière personnelle de 5 h à 6 h. De 6 h à 8 h : office liturgique et messe. À 8 h, petit déjeuner puis travail. À 10 h : déjeuner, suivi d'un temps de détente en commun. À midi, sieste, temps libre en silence. À 13 h, travail pendant une heure, suivi de l'office liturgique des vêpres. À 14 h 30 : lecture spirituelle. 15 h : travail. 17 h : prière personnelle. 18 h : dîner, suivi d'une heure de récréation et de l'office des complies. À 20 h, temps libre en silence. À 21 h, office liturgique. Vers 22 h 30 ou 23 h : coucher.
Les religieuses gardent le silence pendant les repas, où une lecture spirituelle à haute voix est faite. L'hiver, le lever est retardé d'une heure et la sieste de midi supprimée.
On le voit, cette vocation est essentiellement contemplative, avec deux heures de prière personnelle, quatre heures et demie d'offices liturgiques, une demi-heure de lecture spirituelle. Restent cinq heures pour le travail manuel (lessive, cuisine, couture, sacristie…), deux heures de temps libre, en silence, et deux heures de temps de détente en commun.
Pendant la majorité de la vie de Thérèse de Lisieux, la prieure est mère Marie de Gonzague ; de 1874 à 1882, puis de 1886 à 1893 et de 1896 jusqu'à sa mort en 1904. La prieure, responsable de la communauté, était élue pour trois ans et devait obligatoirement céder sa place tous les six ans. Lorsque Thérèse entre au carmel, mère Marie de Gonzague a cinquante-quatre ans. C'est une femme distinguée, convaincante, et dont le jugement est apprécié par les prêtres de Lisieux. Elle est cependant d'humeur changeante. Jalouse de son autorité, elle l'exerce parfois de façon trop hâtive ou capricieuse, ce qui a pour effet un certain relâchement dans le respect des règles établies.

#### La période du postulat

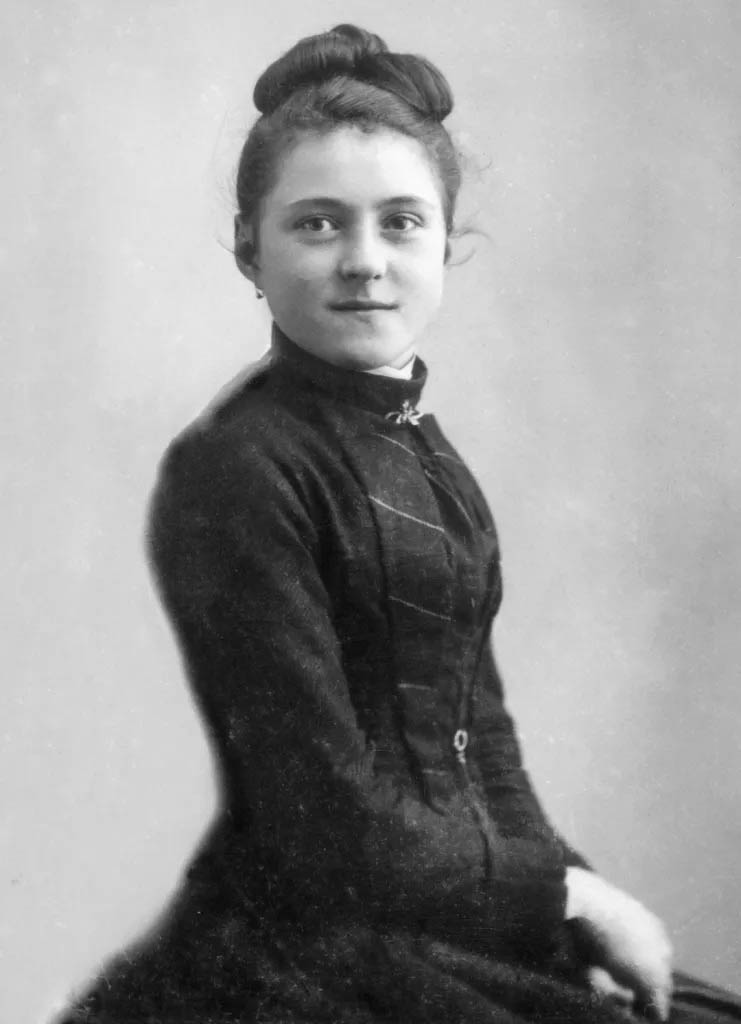
Thérèse à quinze ans, en avril 1888.

Le postulat de Thérèse commence avec son accueil au carmel, le 9 avril 1888. Dès son entrée, le chanoine Delatroëtte lui rappelle qu'il s'y est toujours personnellement opposé. Cependant, son arrivée a été désirée par de nombreuses sœurs, à commencer par mère Marie de Gonzague. Dès lors, Thérèse ne va-t-elle pas trop attirer l'attention sur elle ? Encore si sensible et choyée peu de temps auparavant, réussira-t-elle à s'habituer à ce mode de vie austère ? De plus, avec sœur Agnès de Jésus (Pauline) et sœur Marie du Sacré-Cœur (Marie), les sœurs Martin sont désormais trois dans la communauté. Ne vont-elles pas chercher à recréer l'ambiance familiale des Buissonnets ?
Mais la jeune postulante s'adapte bien à son nouvel environnement : « Les illusions, le Bon Dieu m'a fait la grâce de n'en avoir aucune en entrant au Carmel : j'ai trouvé la vie religieuse telle que je me l'étais figurée, aucun sacrifice ne m'étonna […] ». Ses deux sœurs aînées veulent s'occuper d'elle comme si elles étaient encore aux Buissonnets. C'est alors Thérèse qui les aide à prendre leurs distances,. Elle cherche surtout à se conformer à la règle et aux habitudes du carmel, qu'elle apprend chaque jour avec quatre religieuses novices. Plus tard, devenue assistante de la maîtresse des novices, elle répète à quel point le respect de la règle est important, faisant de son expérience une maxime : « Quand toutes manqueraient à la Règle, ce n’est pas une raison pour nous justifier. Chacune devrait agir comme si la perfection de l’Ordre dépendait de sa conduite personnelle ». Thérèse affirme aussi le rôle essentiel de l'obéissance dans la vie religieuse : « Lorsqu'on cesse de regarder la boussole infaillible [de l'obéissance] […], aussitôt l'âme s'égare dans des chemins arides où l'eau de la grâce lui manque bientôt ».
Dès le 17 mai, mère Marie de Gonzague écrit d'elle : « […] Jamais je n'aurais pu croire à un jugement aussi avancé en quinze années d'âge ! Pas un mot à lui dire, tout est parfait ». Pourtant, la mère prieure ne la ménage pas. À chaque rencontre, elle l'humilie d'une façon ou d'une autre, voulant peut-être éprouver sa vocation ou réduire son orgueil. C'est d'autant plus douloureux pour Thérèse qu'elle admire la prieure. Elle aimerait se confier davantage à elle, ou lui demander l'une ou l'autre permission. Elle résiste pourtant à ce désir,,.
Elle choisit comme père spirituel un prêtre jésuite, le père Pichon. Lors de leur première rencontre, elle fait une confession générale, revenant sur tous ses péchés passés. Elle en ressort profondément délivrée. Ce prêtre, qui a lui-même souffert de la maladie des scrupules, la comprend et la rassure. Il lui dit : « En présence du bon Dieu, de la sainte Vierge, et de tous les saints, je déclare que jamais vous n'avez commis un seul péché mortel ». Quelques mois plus tard, le père Pichon part en mission au Canada. Thérèse ne peut alors lui demander conseil que par écrit et ses réponses se font rares.
Pendant son postulat, Thérèse doit aussi subir quelques brimades d'autres sœurs, en raison de son manque d'aptitude aux travaux manuels. Comme toute religieuse, elle découvre les aléas de la vie en communauté, liés aux différences de tempéraments, de caractères, aux problèmes de susceptibilité ou aux infirmités.
La souffrance la plus vive vient de l'extérieur. Le 23 juin 1888, deux mois après l'entrée au Carmel de la plus jeune de ses filles, Louis Martin, 65 ans, disparaît de son domicile. Le lendemain, il envoie un télégramme du Havre, sans laisser d'adresse. On le retrouve le 27 juin, dans le bureau de poste du Havre. Il est redevenu lucide, mais sa santé mentale n'en est pas moins affectée. Pour Thérèse, qui a toujours aimé et admiré profondément son père, le coup est douloureux. S'y ajoutent la culpabilité de ne pouvoir être à ses côtés pour l'aider et les rumeurs de la ville dont le carmel se fait l'écho : « Si monsieur Martin est devenu fou, n'est-ce pas dû au départ de toutes ses filles en religion, surtout de la plus jeune qu'il aimait tant ? » Sur la base des symptômes notés à l'époque, les médecins pensent aujourd'hui que Louis Martin souffrait en fait d'athérosclérose cérébrale.
La fin du postulat de Thérèse a lieu le 10 janvier 1889, avec sa prise d'habit, qui marque son entrée en noviciat. La cérémonie est présidée par l'évêque, Flavien Hugonin. Louis Martin, dont l'état s'est provisoirement stabilisé, peut y assister. Elle porte désormais l'habit des carmélites : la bure brune et le voile (qui est blanc pour les novices). Elle choisit le nom de « sœur Thérèse de l'Enfant Jésus et de la Sainte Face ».

#### Le noviciat

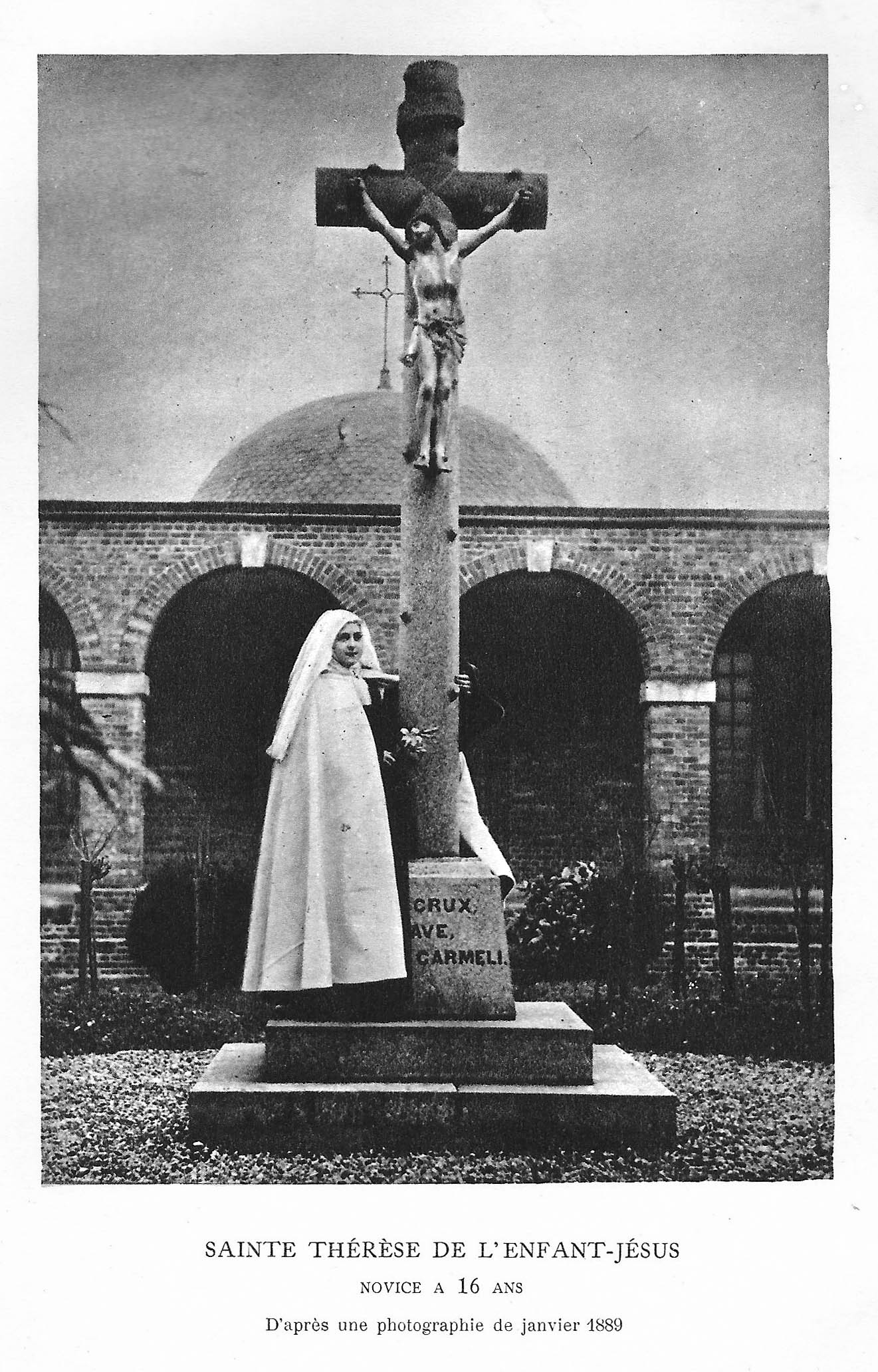
Thérèse novice, en janvier 1889.

Douze jours à peine après sa prise d'habit, son père a une crise particulièrement grave. Il délire, se croit sur un champ de bataille, empoigne un revolver… Il doit être désarmé de force et est interné à l'asile du Bon Sauveur à Caen. Pour les sœurs Martin, qui ont toujours vénéré leur père, l'épreuve est terrible, voire incompréhensible. Face à tous les commentaires, Thérèse opte pour le silence. Elle s'appuie sur la prière, s'aidant de versets de la Bible. L'analyse graphologique, faite au XXe siècle, de ses lettres la montre dans un état de grande tension, parfois au bord de la rupture.
Durant cette période, elle approfondit le sens de sa vocation : mener une vie cachée, prier et offrir ses souffrances pour les prêtres, oublier son amour-propre, multiplier les actes discrets de charité. Elle qui veut devenir une grande sainte ne se fait pas d'illusion sur elle-même : « Je m'appliquais surtout à pratiquer les petites vertus, n'ayant pas la facilité d'en pratiquer les grandes ». Elle s'imprègne de l'œuvre de Jean de la Croix, lecture spirituelle peu commune à l'époque, surtout pour une si jeune religieuse.
La contemplation de la Sainte Face nourrit sa vie intérieure. Il s'agit d'une image représentant le visage défiguré de Jésus lors de sa passion. Elle approfondit sa connaissance et son amour pour le Christ en méditant sur son abaissement à l'aide du passage du Livre d'Isaïe sur le serviteur souffrant (Isaïe 53, 1-2). Cette méditation l'aide aussi à comprendre la situation humiliante de son père. Elle avait toujours vu ce dernier comme une figure de son « Père du Ciel ». Elle découvre désormais l'épreuve de Louis Martin à travers celle du Christ, humilié et méconnaissable,.
Thérèse trouve un réconfort dans l'amitié spirituelle forte qu'elle entretient avec la fondatrice du carmel de Lisieux, mère Geneviève. Celle-ci l'aide et la guide à plusieurs reprises dans sa vie de religieuse. Thérèse en fait plus tard l'éloge : « […] Je ne vous ai encore rien dit de mon bonheur d'avoir connu notre sainte mère Geneviève. C'est une grâce inappréciable que celle-là ; eh bien, le Bon Dieu qui m'en avait déjà tant accordé a voulu que je vive avec une « Sainte », non point inimitable, mais une Sainte sanctifiée par des vertus cachées et ordinaires ». Ainsi, mère Geneviève lui conseille de servir Dieu, « avec paix et avec Joie, rappelez-vous, mon enfant, que notre Dieu, c'est le Dieu de la paix ».
Le 8 septembre 1890, à dix-sept ans et demi, elle fait sa profession religieuse. Cette cérémonie se passe à l'intérieur du carmel. La jeune carmélite rappelle pourquoi elle répond à cette vocation : « Je suis venue pour sauver les âmes et surtout afin de prier pour les prêtres ». Le 24 septembre 1890 a lieu la cérémonie, publique cette fois, de la prise de voile. Son père ne peut y assister, ce qui attriste fortement Thérèse. C'est toutefois, d'après mère Marie de Gonzague, une religieuse accomplie qui prend le voile : « […] Cette ange d'enfant a dix-sept ans et demi et la raison de trente ans, la perfection religieuse d'une vieille novice, consommée dans l'âme et la possession d'elle-même, c'est une parfaite religieuse […] ».

#### La vie discrète d'une carmélite
Les années qui suivent sont celles de la maturation de sa vocation. Thérèse prie sans grandes émotions sensibles, mais avec fidélité. Elle évite de se mêler des débats qui troublent parfois la vie communautaire. Elle multiplie les petits actes de charité et d'attention aux autres, rendant de menus services, sans les signaler. Elle accepte en silence les critiques, même celles qui peuvent être injustes et sourit aux sœurs qui sont déplaisantes avec elle. Elle essaie de tout faire, y compris les plus petites choses, par amour et avec simplicité. Elle prie toujours beaucoup pour les prêtres, et particulièrement pour le père Hyacinthe Loyson, célèbre prédicateur qui a été excommunié en 1869 et a ensuite quitté l'Église catholique.
L'aumônier du carmel, l'abbé Youf, est un homme scrupuleux, qui insiste beaucoup sur la peur de l'enfer. Des prédicateurs de retraites spirituelles partagent le même défaut. Cela n'aide pas Thérèse qui vit, en 1891, de « grandes épreuves intérieures de toutes sortes »,. Mais la retraite d'octobre 1891 est cette fois prêchée par le père Alexis Prou, qui insiste sur la miséricorde, la confiance et l'abandon entre les mains d'un Dieu aimant. Cela confirme Thérèse dans ses intuitions profondes, : « Il me lança à pleine voile sur les flots de la confiance et de l'amour qui m'attiraient si fort mais sur lesquels je n'osais avancer ».
Durant l'hiver 1891-1892, la pandémie de grippe russe s'abat sur le carmel de Lisieux. Quatre religieuses meurent de cette maladie. Toutes les sœurs sont atteintes, à l'exception de trois d'entre elles, dont Thérèse. Celle-ci se dépense sans compter pour ses sœurs alitées. Elle prodigue des soins, participe à l'organisation de la vie du carmel, fait preuve de courage et force d'âme dans l'adversité, notamment quand elle doit préparer l'enterrement de religieuses décédées. La communauté, qui la jugeait parfois peu utile et empruntée, la découvre désormais sous un autre jour,.
Sa vie spirituelle se nourrit de plus en plus des Évangiles, qu'elle porte toujours sur elle. Cette habitude n'est pas courante à l'époque. On préfère lire les commentaires de la Bible que de se référer directement à cette dernière. Thérèse y cherche directement « la parole de Jésus », qui l'éclaire dans ses oraisons et sa vie quotidienne,.

#### Élection de mère Agnès

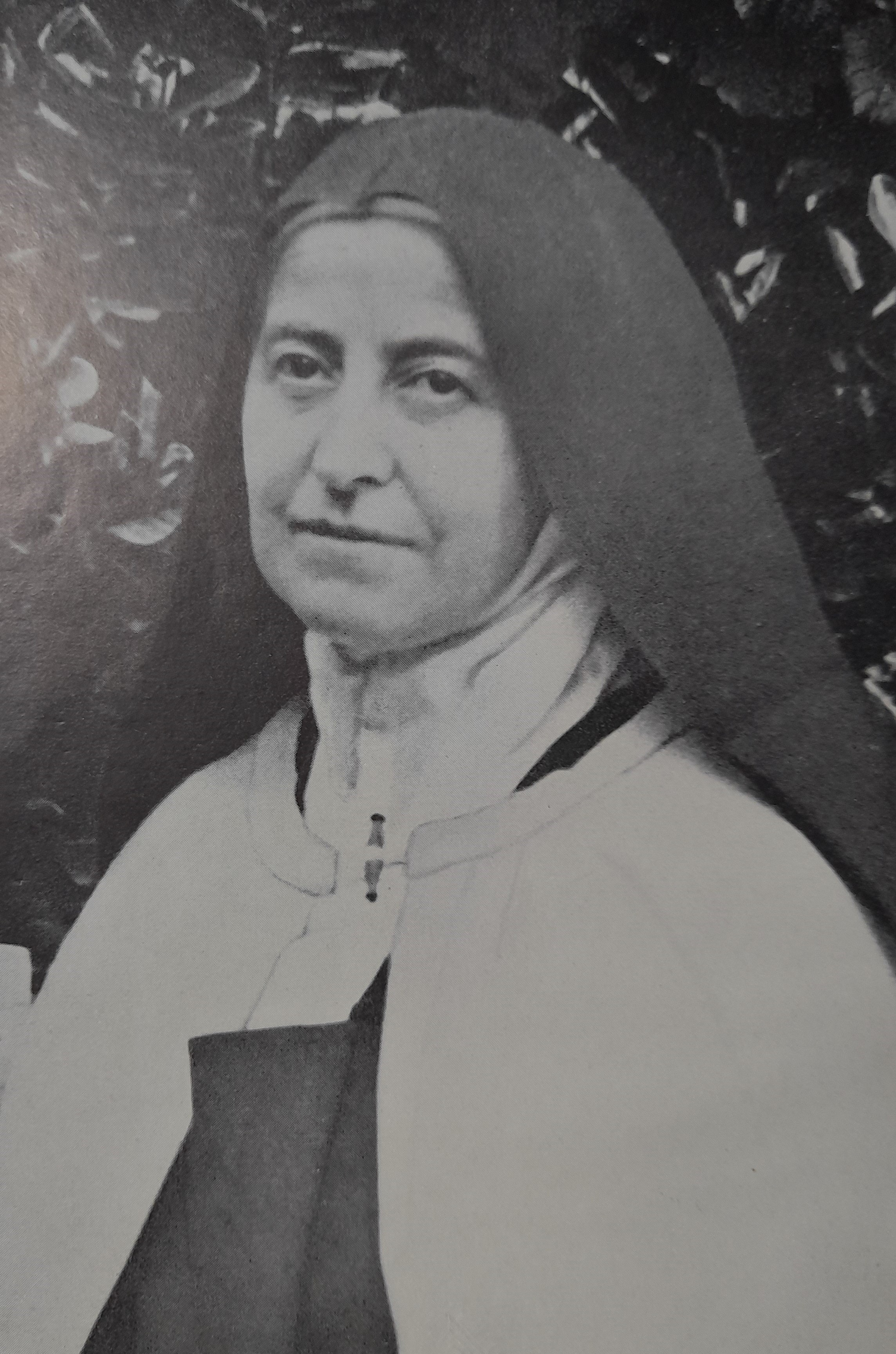
Mère Agnès de Jésus au début du XX.

En 1893, mère Marie de Gonzague arrive au terme de son deuxième mandat consécutif de prieure. Elle ne peut donc se représenter. C'est Pauline, sœur Agnès de Jésus en religion, qui est élue, le 20 février 1893, prieure du carmel pour trois ans. Cette situation n'est pas des plus faciles pour Pauline, désormais appelée mère Agnès, et ses sœurs. Mère Marie de Gonzague compte toujours exercer son influence. De plus, le chanoine Delatroëtte encourage publiquement mère Agnès à se laisser conseiller par l'ancienne prieure. Elle doit donc se montrer particulièrement diplomate. En outre, elle ne doit pas donner l'impression de favoriser ses deux sœurs, Marie du Sacré-Cœur et Thérèse,.
Mère Marie de Gonzague devient pendant cette période maîtresse des novices. Mère Agnès demande à Thérèse de l'aider dans cette tâche. Son rôle consiste à apprendre aux novices la vie religieuse. Thérèse se trouve dans une situation délicate. Elle doit à la fois obéir à sa sœur, devenue prieure, et à mère Marie de Gonzague, les deux femmes étant parfois en désaccord,. Sa conception de l'obéissance en fait une assistante docile, même si elle n'hésite pas à donner son point de vue, quand on le lui demande. Ainsi, elle donne un avis contraire à celui de mère Marie de Gonzague, qui refusait à l'une des novices de faire profession.
Alors qu'une carmélite quitte le noviciat après trois ans, Thérèse demande, le 8 septembre 1893, à y rester définitivement. Elle garde donc un statut inférieur à la plupart des autres religieuses, ne pouvant exercer de charges importantes. Ce statut s'accompagne de permissions à demander, ainsi que d'un horaire et de réunions obligatoires propres aux sœurs du noviciat.
En 1894, Thérèse écrit ses premières Récréations pieuses. Ce sont de petites pièces de théâtre, jouées par quelques religieuses pour le reste de la communauté, à l'occasion de certaines fêtes. Sa première création est consacrée à Jeanne d'Arc, qu'elle a toujours admirée, et dont la cause de béatification vient d'être introduite. Son talent pour l'écriture étant reconnu, d'autres pièces lui sont confiées, dont une seconde sur Jeanne d'Arc, réalisée en janvier 1895. Elle écrit également des poèmes spirituels à la demande des autres religieuses,.
Au début de cette même année, elle commence à être prise de maux de gorge et de douleurs dans la poitrine. Malheureusement, mère Agnès n'ose pas faire appel à un autre médecin que le docteur de Cornière, grand ami de mère Marie de Gonzague, et médecin officiel de la communauté. Le cousin par alliance de Thérèse, Francis la Néele, médecin à Lisieux, ne peut donc l'examiner.
Le 29 juillet 1894, Louis Martin décède. Toujours malade, il était gardé et soigné par Céline, sa quatrième fille. Celle-ci pense aussi, depuis plusieurs années, au carmel. Soutenue par les lettres de Thérèse, elle a entretenu ce désir de se consacrer à Dieu malgré deux demandes en mariage. Céline hésite pourtant encore entre la vie de carmélite et une vie plus active, au service d'une mission menée par le père Pichon au Canada. Finalement, suivant le conseil de ses sœurs, elle choisit le Carmel. Elle rentre au carmel de Lisieux le 14 septembre 1894. En août 1895, les quatre sœurs Martin sont rejointes par leur cousine, Marie Guérin.

#### Thérèse et les carmélites de Compiègne
En 1894 est célébré le centenaire du martyre des carmélites de Compiègne. Cet événement a une grande répercussion dans toute la France et encore plus dans les carmels de France. Les religieuses du Carmel de Compiègne demandent aux sœurs de Lisieux de contribuer à la décoration de leur chapelle. Thérèse de l'Enfant-Jésus et Thérèse de Saint-Augustin vont broder des oriflammes. Cette dernière témoignera, au procès de béatification de Thérèse, du zèle et du dévouement de celle-ci en cette circonstance. La petite Thérèse déclarait même : « Quel bonheur si nous avions le même sort ! Quelle grâce ».
Le 8 septembre 1896, l'évêque Roger du Teil, qui instruit alors le procès en béatification des carmélites de Compiègne, vient faire un exposé à Lisieux sur la vie et la mort de ces religieuses. C'est précisément durant cette période que Thérèse écrit dans son Manuscrit B : « Le Martyre, voilà le rêve de ma jeunesse, ce rêve il a grandi avec moi sous les cloîtres du Carmel mais là encore je sens que mon rêve est une folie, car je ne saurais me borner à désirer un genre de martyre… Pour me satisfaire il me les faudrait tous… » On a retrouvé trois images représentant les carmélites de Compiègne dans les livres utilisés par Thérèse. Les images étaient annotées par Thérèse. Dans ses Derniers entretiens, en date du 17 juillet, elle inscrit une note concernant sœur Constance de Jésus.

#### Découverte de la «petite voie»

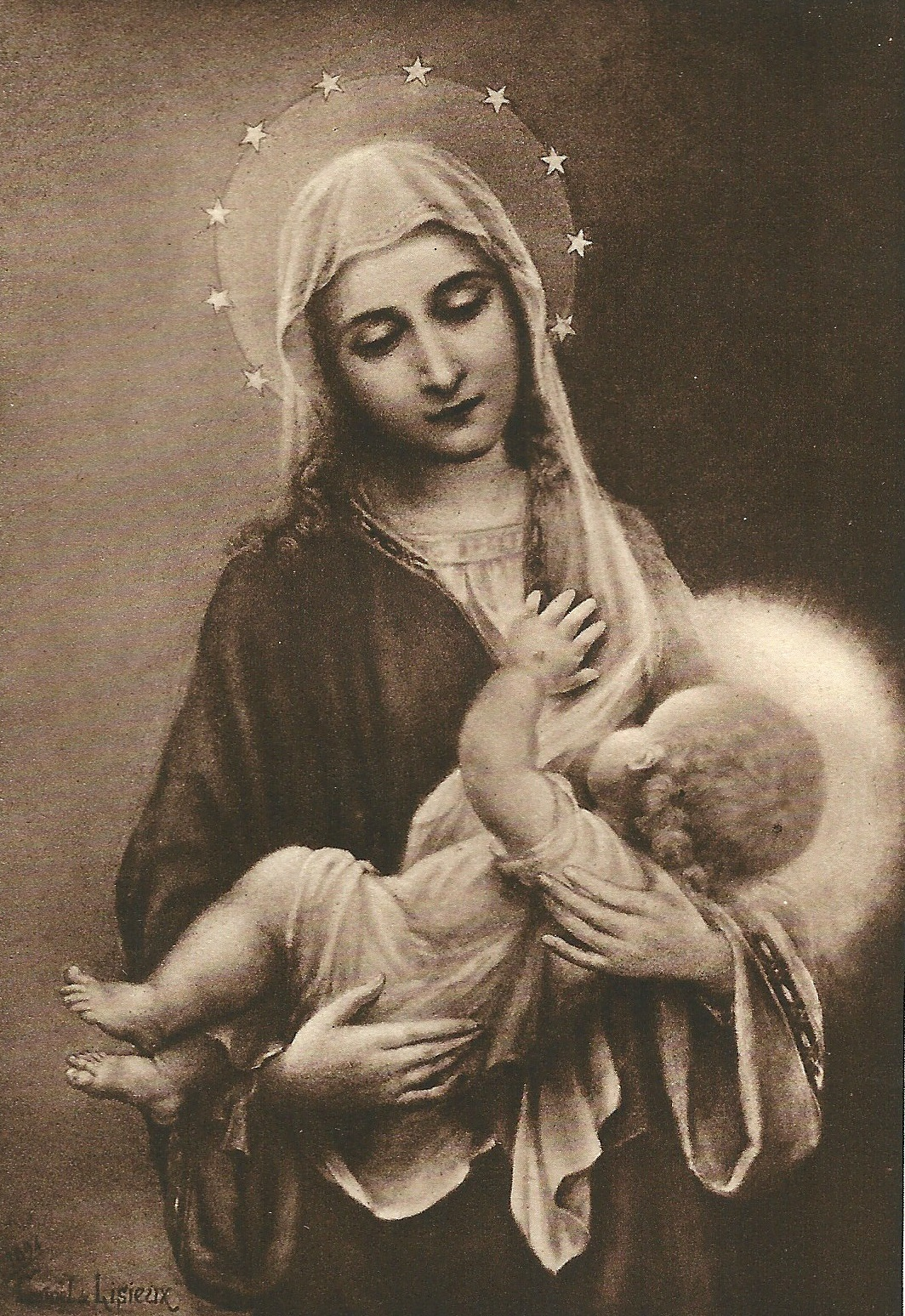
La Vierge-Mère, reproduction d'un tableau de Céline, peint en 1894 à la demande de Thérèse.

Thérèse est entrée au carmel avec le désir de devenir une grande sainte. Mais, fin 1894, au bout de six années, force lui est de reconnaître que cet objectif est pratiquement impossible à atteindre. Elle a encore de nombreuses imperfections et n'a pas le charisme de Thérèse d'Avila, Paul de Tarse et tant d'autres. Surtout, elle dont le caractère est très volontaire, voit bien les limites de tous ses efforts. Elle reste petite et bien loin de cet amour sans faille qu'elle voudrait pratiquer. Elle comprend alors que c'est sur cette petitesse même qu'elle peut s'appuyer pour demander l'aide de Dieu. Dans la Bible, le verset « Si quelqu'un est tout petit, qu'il vienne à moi ! » (Livre des Proverbes, ch. 9, verset 4) lui donne un début de réponse. Elle qui se sent si petite et incapable peut se tourner vers Dieu avec confiance. Mais alors, que va-t-il se passer ? Un passage du Livre d'Isaïe lui donne une réponse qui l'encourage profondément : « Comme une mère caresse son enfant, ainsi je vous consolerai, je vous porterai sur mon sein et je vous balancerai sur mes genoux. » (Livre d'Isaïe, 66, 12-13) Elle conclut que Jésus lui-même va la porter au sommet de la sainteté : « L'ascenseur qui doit m'élever au ciel, ce sont vos bras, ô Jésus ! Pour cela, je n'ai pas besoin de grandir, au contraire, il faut que je reste petite, que je le devienne de plus en plus ».
La petitesse de Thérèse, ses limites deviennent ainsi motifs de joie, plus que de découragement. Car c'est là que va s'exercer l'amour miséricordieux de Dieu pour elle. Dans ses manuscrits, elle donne à cette découverte le nom de « petite voie ». Dès février 1895, elle signe régulièrement ses lettres en ajoutant « toute petite » devant son nom,. Jusque-là, Thérèse employait le vocabulaire de la petitesse pour rappeler son désir d'une vie cachée et discrète. À présent, elle l'utilise aussi pour manifester son espérance : plus elle se sent petite devant Dieu, plus elle peut compter sur lui.
C'est aussi pendant cette période qu'elle commence, à la demande de mère Agnès, à écrire ses mémoires. Elle poursuit dans le même temps l'écriture de pièces de théâtre et de cantiques, dont le plus connu est Vivre d'amour,.

#### Offrande à l'amour miséricordieux
Le 9 juin 1895, lors de la fête de la sainte Trinité, Thérèse a l'inspiration soudaine qu'il lui faut s'offrir en victime à « l'amour miséricordieux ». À l'époque, certaines religieuses s'offraient comme victimes à la justice de Dieu. Leur intention était de souffrir, à l'image du Christ, et en union avec lui, pour suppléer aux pénitences que ne faisaient pas les pécheurs. Ces religieuses qui s'offraient de la sorte pouvaient être atteintes de maladies particulièrement longues et douloureuses et on ne manquait pas de faire le lien entre leur souffrance et l'offrande qu'elles avaient faite. La veille, le 8 juin, Thérèse a encore entendu, au carmel, la vie et la terrible agonie d'une d'entre elles, sœur Marie de Jésus, carmélite de Luçon, qui s'était bien souvent offerte comme victime à la justice divine. Tout en admirant la générosité de cette offrande, Thérèse ne se voit pas la faire elle-même. La petite voie qu'elle vient de découvrir quelques mois auparavant l'encourage à innover en s'offrant plutôt à l'amour et à la miséricorde de Dieu. Elle a l'intuition que Dieu est une fontaine intarissable d'amour mais que ces flots de tendresse sont comme comprimés car les hommes ne les accueillent pas. Elle s'offre alors, le 11 juin, à l'amour miséricordieux afin de recevoir de Dieu cet amour qui lui manque pour accomplir tout ce qu'elle voudrait faire : « Oh mon Dieu ! Trinité Bienheureuse, je désire vous Aimer et vous faire Aimer, travailler à la glorification de la Sainte Église en sauvant les âmes […]. Je désire accomplir parfaitement votre volonté et arriver au degré de gloire que vous m'avez préparé dans votre royaume, en un mot, je désire être Sainte, mais je sens mon impuissance et je vous demande, oh mon Dieu ! d'être vous même ma sainteté »,,. Quelques jours plus tard, alors qu'elle prie le chemin de croix, elle est prise d'un amour intense pour le « bon Dieu » : « Je brûlais d'amour et je sentais qu'une minute, une seconde de plus, je n'aurais pu supporter cette ardeur sans mourir ». Elle voit dans cet épisode, qui est rapidement suivi du sentiment de sécheresse spirituel qu'elle connaît habituellement, la confirmation que son acte d'offrande est accepté par Dieu.
En octobre, un jeune séminariste, l'abbé Maurice Bellière, demande au carmel de Lisieux qu'une religieuse soutienne, par la prière et les sacrifices, sa vocation missionnaire. Mère Agnès désigne Thérèse, qui, ayant toujours rêvé d'avoir un frère prêtre, en est ravie. Elle multiplie les petits sacrifices qu'elle offre pour la mission du futur prêtre, et l'encourage par ses lettres. En février 1896, elle connaît une autre joie avec la profession religieuse de sa sœur Céline (sœur Geneviève, au carmel).
Le 21 mars 1896 a lieu l'élection de la prieure. Après ces trois années où, comme l'imposait le règlement, elle a dû céder la place, mère Marie de Gonzague s'attend à retrouver sa charge de prieure mais les élections sont tendues et mère Marie de Gonzague ne l'emporte que de justesse, devant mère Agnès. Émue par ce qui vient de se passer, mère Marie de Gonzague décide de garder, tout en étant prieure, la fonction de maîtresse des novices. Elle choisit, comme adjointe, Thérèse. Celle-ci est, de fait, responsable de la formation du noviciat, sans en avoir officiellement le titre. Les autres novices le savent et sont en majorité ses aînées. Thérèse vit cette mission délicate avec pédagogie, s'adaptant à la personnalité de chacune mais sans faire de concession. Elle veut aider les religieuses à devenir de vraies carmélites, même si le prix à payer est d'être jugée parfois trop sévère.
Vis-à-vis de mère Marie de Gonzague, Thérèse reste dans la plus grande obéissance, accomplissant à la lettre, selon le témoignage d'une de ses novices, « la multitude de petits règlements que mère Marie de Gonzague établissait ou détruisait au gré de ses caprices, règlements instables dont la communauté tenait peu de compte ».

#### Maladie et nuit de la foi

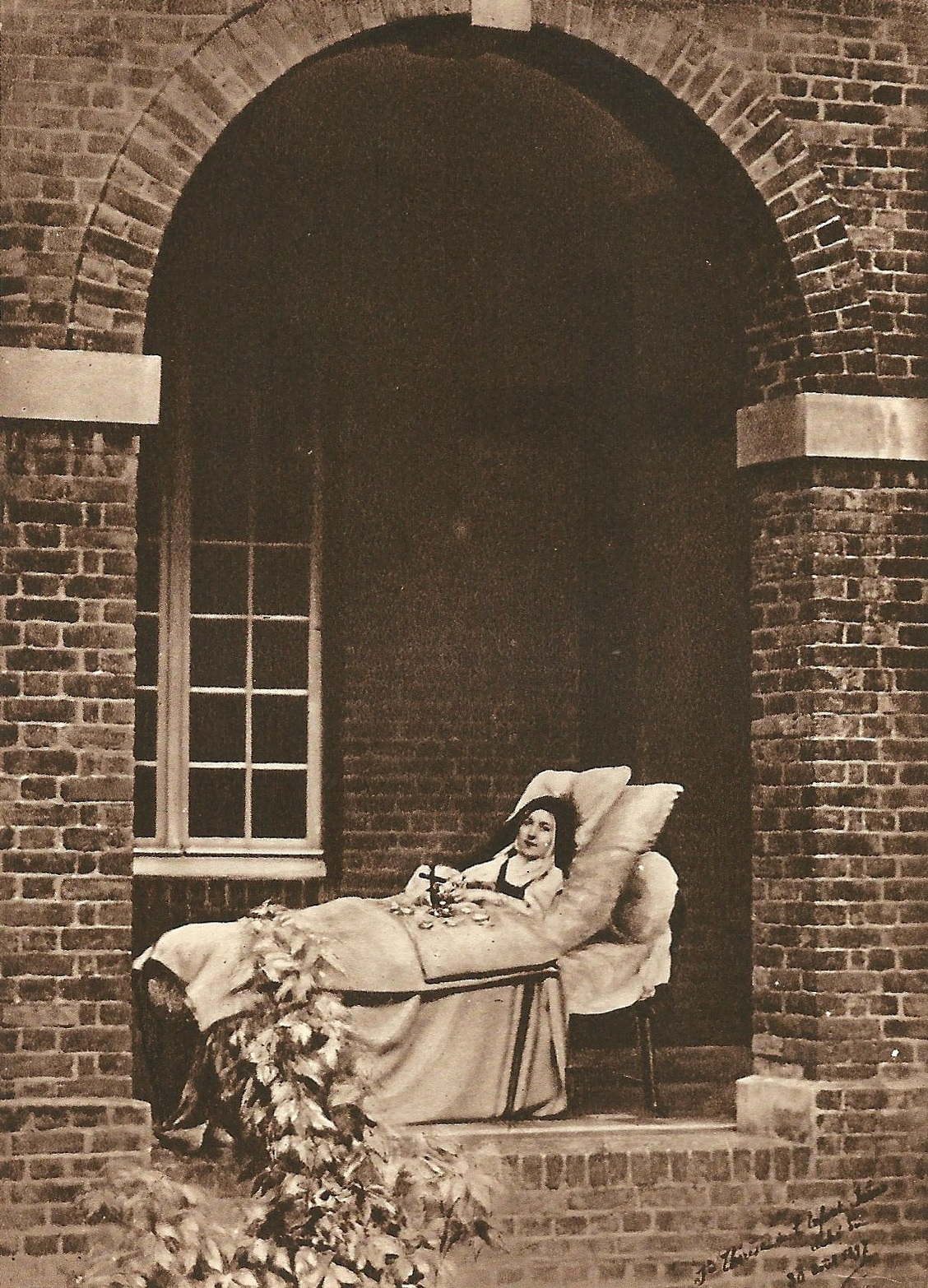
Thérèse effeuillant des roses sur son crucifix. Photographie prise dans le cloître, à la porte de l'infirmerie, le 30 août 1896.

Pendant le carême 1896, Thérèse suit rigoureusement les exercices et les jeûnes. Dans la nuit du Jeudi au Vendredi saint, elle est victime d'une première crise d'hémoptysie. Elle signale celle-ci à mère Marie de Gonzague, tout en insistant sur le fait qu'elle ne souffre pas et n'a besoin de rien. Une seconde crise se reproduit la nuit suivante. Cette fois, la prieure s'inquiète et autorise son cousin, le docteur La Néele, à l'ausculter. Celui-ci pense que le saignement a pu provenir de la rupture d'un vaisseau sanguin dans la gorge. Thérèse ne se fait aucune illusion sur son état de santé mais elle n'éprouve aucune crainte. Bien au contraire car la mort va bientôt lui permettre de monter au ciel et de retrouver celui qu'elle est venue chercher au carmel : sa joie est à son comble. Elle continue de participer à toutes les activités du carmel, sans ménager ses forces.
Cette période difficile est aussi une période de déréliction, ou « nuit de l'âme ». Pendant la semaine sainte 1896, elle entre soudain dans une nuit intérieure. Le sentiment de foi qui l'animait depuis tant d'années, qui la faisait se réjouir de « mourir d'amour » pour Jésus a disparu en elle. Dans ses ténèbres, il lui semble entendre une voix intérieure se moquer d'elle et du bonheur qu'elle attend dans la mort, alors qu'elle avance vers « la nuit du néant ». Ses combats ne portent pas sur l'existence de Dieu mais sur la croyance en la vie éternelle. Une seule impression en elle désormais : elle va mourir jeune, pour rien. Elle n'en poursuit pas moins sa vie de carmélite. Seuls les cantiques et les poésies, qu'elle continue à composer à la demande des sœurs, laissent entrevoir son combat intérieur : « Mon Ciel est de sourire à ce Dieu que j'adore, lorsqu'Il veut se cacher pour éprouver ma foi ». Les ténèbres ne la quitteront plus et persisteront jusqu'à sa mort, un an plus tard. Pourtant, elle vit cette nuit comme l'ultime combat, l'occasion de prouver malgré tout son indéfectible confiance en Dieu. Refusant de céder à cette peur du néant, elle multiplie les actes de foi. Elle signifie par là qu'elle continue à croire, bien que son esprit soit envahi par les objections. Ce combat est d'autant plus douloureux qu'elle a toujours manifesté son désir d'être active et de faire beaucoup de bien après sa mort.
À partir de mai 1896, à la demande de mère Marie de Gonzague, Thérèse parraine un second missionnaire : le père Roulland,. Sa correspondance avec ses frères spirituels est l'occasion de développer sa conception de la sainteté : « Ah ! Mon frère, que la bonté, l'amour miséricordieux de Jésus sont peu connus ! Il est vrai que pour jouir de ces trésors, il faut s'humilier, reconnaître son néant, et voilà ce que beaucoup d'âmes ne veulent pas faire ».
En septembre 1896, Thérèse éprouve toujours de nombreux désirs : elle veut être à la fois missionnaire, martyr, prêtre, docteur de l'Église. Elle lit alors les écrits de saint Paul. Dans la Première épître aux Corinthiens, l'hymne à la charité, au chapitre 13, l'éclaire profondément. Comme un éclair qui la traverse, le sens profond de sa vocation lui apparaît soudain : « Ma vocation enfin je l'ai trouvée, ma vocation c'est l'amour ! ». En effet, la vocation à la charité englobe toutes les autres ; c'est donc elle qui répond à tous les désirs de Thérèse. « Je compris que l'Amour renfermait toutes les vocations, que l'Amour était tout, qu'il embrassait tous les temps et tous les lieux. En un mot qu'il est Éternel ». Thérèse s'évertue alors, de plus en plus, à vivre tout par amour. De nombreux exemples la montrent cherchant à faire le bien des religieuses, tout particulièrement de celles au tempérament difficile. Le père Roulland lui fait connaître Théophane Vénard. Elle découvre ses écrits en novembre 1896 et Théophane devient pour elle un modèle de prédilection. Elle trouve dans sa correspondance de nombreux points communs avec elle : « Ce sont mes pensées ; mon âme ressemble à la sienne ». Elle recopiera plusieurs passages de Théophane Vénard dans son testament.

#### Aggravation de la maladie et mort
En janvier 1897, Thérèse vient d'avoir vingt-quatre ans et écrit : « Je crois que ma course ne sera pas longue ». Pourtant, malgré l'aggravation de la maladie pendant l'hiver, Thérèse parvient encore à donner le change aux carmélites et à tenir sa place dans la communauté mais au printemps, les vomissements, les fortes douleurs à la poitrine, les crachements de sang deviennent quotidiens et Thérèse s'affaiblit.
En avril 1897, elle subit le contrecoup de l'affaire Diana Vaughan. Celle-ci est connue depuis 1895 par ses mémoires, racontant son passage dans les milieux sataniques, suivi de sa conversion grâce à l'exemple de Jeanne d'Arc. Thérèse, frappée comme beaucoup de catholiques par ce témoignage et admirative d'une prière composée par Diana Vaughan, lui a envoyé quelques lignes,. Mère Agnès a joint au courrier une photo de Thérèse jouant le rôle de Jeanne d'Arc. Thérèse a aussi écrit, en juin 1896, une courte pièce de théâtre, s'inspirant de la conversion de Diana Vaughan et intitulée Le Triomphe de l'humilité. Diana Vaughan vivant cachée, c'est un nommé Léo Taxil, ancien anticlérical, converti lui aussi, qui est son intermédiaire auprès de la presse mais, à partir de 1896, on se met à douter de sa sincérité. Léo Taxil annonce alors, pour le 19 avril 1897, une conférence qu'il donne avec la célèbre jeune femme. Lors de cette séance publique, il révèle que Diana Vaughan n'a jamais existé et que cette histoire est un canular monté de toutes pièces. L'assistance est scandalisée. Au Carmel, on apprend la nouvelle le 21 avril. Le 24, Thérèse découvre que la photo la représentant en Jeanne d'Arc a été projetée lors de la conférence. Elle vit cet épisode comme une humiliation et une épreuve, surtout dans cette période où elle est tenaillée par les doutes.
En juin, mère Marie de Gonzague lui demande de poursuivre la rédaction de ses mémoires,. Il lui arrive d'écrire dans le jardin, sur la chaise d'infirme utilisée par son père dans les dernières années de sa maladie, et cédée ensuite au carmel. Son état empirant, elle est placée le 8 juillet 1897 à l'infirmerie, où elle reste pendant douze semaines jusqu'à sa mort.
Se sachant condamnée et vivant toujours cette nuit de la foi qui la prive de l'impression intérieure d'une vie après la mort, Thérèse n'en continue pas moins de dire, à plusieurs reprises, son espérance. Le 17 juillet, elle confie : « Je sens que je vais entrer dans le repos mais je sens surtout que ma mission va commencer, ma mission de faire aimer le bon Dieu comme je l'aime, de donner ma petite voie aux âmes. Si le bon Dieu exauce mes désirs, mon ciel se passera sur la terre jusqu'à la fin du monde. Oui, je veux passer mon ciel à faire du bien sur la terre ».

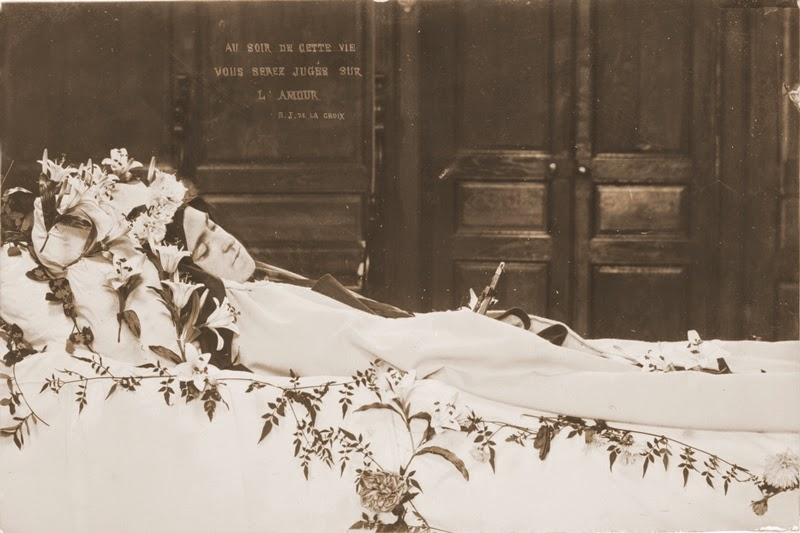
Le corps de Thérèse de Lisieux avant son inhumation.

Le 17 août, le docteur La Néele examine Thérèse. Son diagnostic est sans appel : c'est une tuberculose au stade le plus avancé, un poumon est perdu et l'autre atteint, les intestins sont touchés. Ses souffrances sont alors extrêmes (« C'est à en perdre la raison ») puis elles s'apaisent dans une dernière phase de rémission ; Thérèse reprend quelques forces, elle retrouve même son humour. Ses sœurs consignent ses paroles. Elles lui demandent comment l'invoquer quand elles prieront plus tard ; elle répond qu'il faudra l'appeler « petite Thérèse »,. Malgré la gravité de son état elle n'est pas transportée à l'hôpital. La prieure Gonzague refuse les piqûres de morphine que le médecin propose pour Thérèse, estimant que ce traitement, assez nouveau à l'époque, ne convient pas à une carmélite qui doit accepter la souffrance héroïquement subie.
À partir du 29 septembre 1897, son agonie commence. Elle passe une dernière nuit difficile, veillée par ses sœurs. Au matin, elle leur dit : « C'est l'agonie toute pure, sans aucun mélange de consolation ». Elle demande à être préparée spirituellement à mourir. Mère Marie de Gonzague la rassure, lui disant qu'ayant toujours pratiqué l'humilité, sa préparation était faite. Thérèse réfléchit un instant puis répond : « Oui, il me semble que je n'ai jamais cherché que la vérité ; oui, j'ai compris l'humilité du cœur ». Sa respiration est de plus en plus courte, elle étouffe. Après plus de deux jours d'agonie, elle est épuisée par la douleur : « Jamais je n'aurais cru qu'il était possible de tant souffrir ! Jamais ! Jamais ! Je ne puis m'expliquer cela que par le désir ardent que j'ai eu de sauver des âmes ». Vers sept heures du soir, elle prononce ses dernières paroles « Oh ! je l'aime ! Mon Dieu… Je vous aime… ». Elle s'affaisse, puis rouvre une dernière fois les yeux. D'après les carmélites présentes, elle a une extase qui dure l'espace d'un credo avant de rendre le dernier soupir. Elle meurt le 30 septembre 1897 à 19 h 20, à l'âge de vingt-quatre ans. « Je ne meurs pas, j'entre dans la vie », écrivait-elle dans l'une de ses dernières lettres.
Elle est inhumée le 4 octobre au cimetière de Lisieux, dans une nouvelle concession acquise pour le Carmel. Les carmélites ne peuvent quitter le couvent et c'est un « fort petit » cortège qui suit le corbillard.

## Postérité

### Les écrits de Thérèse

#### Histoire d'une âme

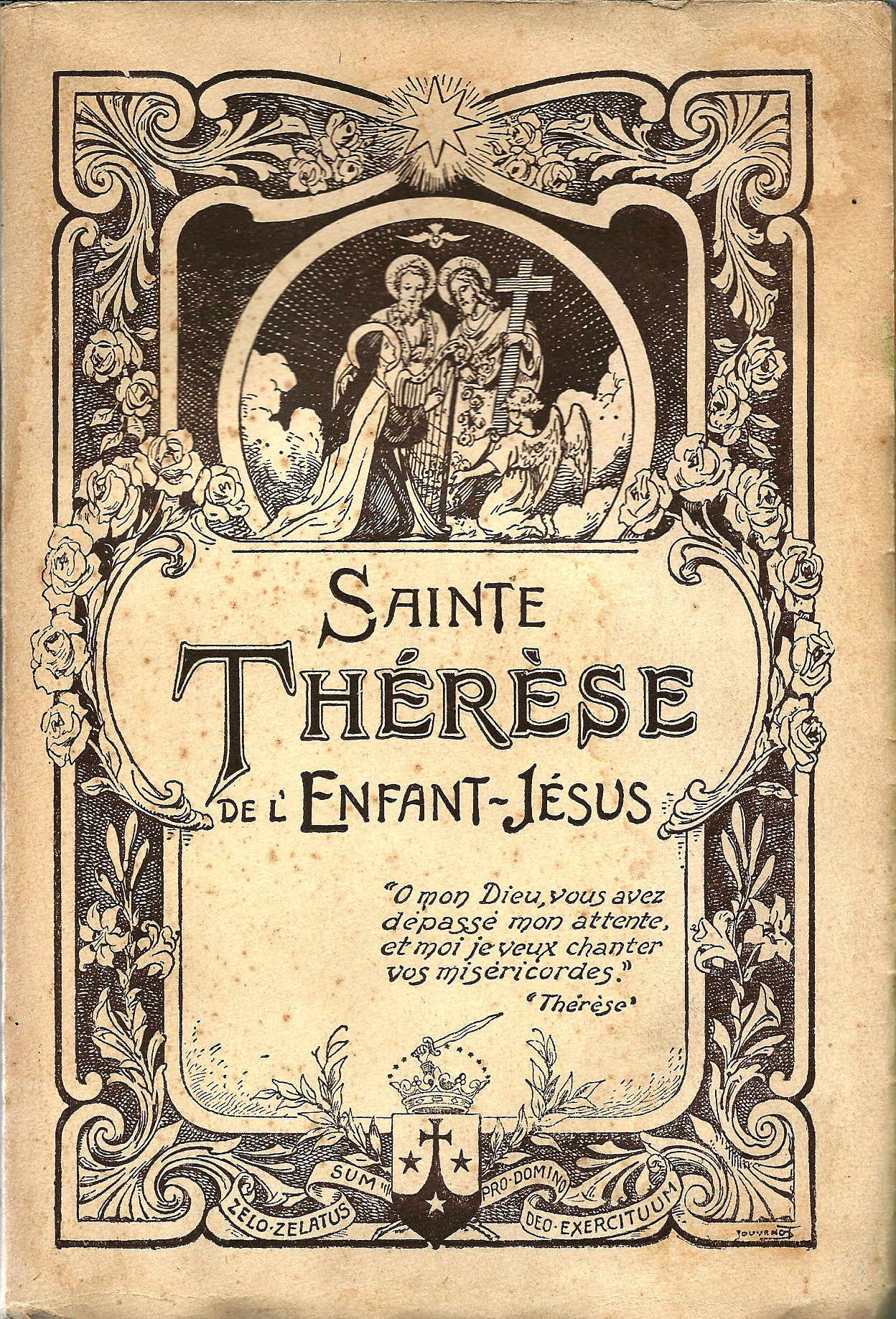
La couverture du livre Histoire d'une âme écrit par elle-même, Lisieux, édition 1940.

À la mort de Thérèse, mère Agnès dispose de différents écrits autobiographiques, que l'on désigne sous le terme de Manuscrits A, B et C.
- Le Manuscrit A est rédigé à la demande de mère Agnès pendant l'année 1895. Au cours de l'hiver 1894, la sœur de Thérèse, prieure du carmel, lui ordonne d'écrire tous ses souvenirs d'enfance. Fin janvier 1895, Thérèse achète un petit cahier d'écolier et s'attelle à la tâche, écrivant généralement le soir après l'office de complies. Avec humour et sur un ton allègre, sans plan établi, elle n'écrit pas l'histoire de sa vie mais bien l'« histoire de son âme », qu'elle intitule Histoire printanière d'une petite fleur blanche. Cette relecture lui est bénéfique car elle l'aide à mieux comprendre le sens de ce qu'elle a vécu. Ce sont finalement six cahiers qu'elle remplit au long de l'année 1895[D 106] et qu'elle remet à la prieure le 20 janvier 1896[D 107].
- Le Manuscrit B est un ensemble de lettres adressées à la marraine de Thérèse, sa sœur Marie. En septembre 1896, alors que Thérèse connaît la gravité de sa maladie et qu'elle est entrée dans une nuit de la foi, elle commence sa retraite annuelle. Elle profite des temps de silence et de méditation pour écrire des lettres qu'elle adresse directement à Jésus. Elle décrit ce qu'elle vit depuis quelques mois mais surtout les grâces reçues en septembre 1896 et la grande découverte qu'elle fait alors : l'amour est sa vocation. Marie lui ayant demandé de rédiger une présentation de sa « petite doctrine », elle lui remet ces lettres qui constituent « la charte de la petite voie d'enfance »[D 108].
- Le Manuscrit C est écrit en obéissance à mère Marie de Gonzague. En réalité c'est mère Agnès, réalisant que sa sœur va mourir, qui incite la prieure à obtenir de Thérèse la suite du récit de sa vie. C'est sur un petit carnet à la couverture noire, à partir du 3 ou 4 juin 1897, que la malade rédige ses souvenirs : « Pour écrire ma « petite vie », je ne me casse pas la tête ; c'est comme si je pêchais à la ligne : j'écris ce qui vient au bout »[D 99]. Elle y décrit les grâces qu'elle a reçues au cours de sa vie, les découvertes spirituelles qu'elle a faites, notamment la « petite voie ». Début juillet, prise par une fièvre de plus en plus forte, elle ne peut plus tenir son porte-plume et continue avec un petit crayon[D 109]. Fin août, rongée par la maladie, elle doit abandonner la rédaction du carnet[D 110].

Peu avant sa mort, Thérèse sait que ses écrits seront diffusés, au moins dans les carmels sous la forme d'une circulaire et peut-être même publiés comme le propose Pauline en juillet 1897. Elle lui déclare d'ailleurs avec confiance : « Ma Mère, ces pages feront beaucoup de bien. On connaîtra mieux ensuite la douceur du bon Dieu ». Elle lui confie par avance la tâche de corriger les écrits à sa guise, consciente du nécessaire travail de relecture et de correction.
Sans perdre de temps, mère Agnès se met au travail après la mort de Thérèse : sous la responsabilité de mère Marie de Gonzague, elle fond les trois manuscrits en un seul volume, qu'elle découpe en chapitres. Elle reprend largement le texte, corrige ce qui lui paraît incorrect. Comme l'affirme le père François de Sainte-Marie, spécialiste des manuscrits thérésiens, « elle a pratiquement réécrit l'autobiographie ». Le 30 septembre 1898, un an jour pour jour après la mort de Thérèse, paraît Histoire d'une âme, un volume relié de 475 pages, publié à 2 000 exemplaires. Financée par l'oncle Guérin, la publication a reçu l'imprimatur de Flavien Hugonin. Le livre est envoyé dans tous les carmels et à quelques personnalités ecclésiastiques. Malgré certaines réticences initiales, l'accueil est élogieux et les rééditions se succèdent, puis suit la traduction en anglais (The Little Flower of Jesus en 1901) et dans de nombreuses langues. En 1915, 211 000 volumes ont été diffusés ainsi que 710 000 exemplaires d'une version abrégée. Les carmélites de Lisieux et mère Agnès elle-même sont stupéfaites de ce raz-de-marée.
Des milliers de lecteurs sont profondément touchés. Des prêtres témoignent que cette lecture leur fait beaucoup de bien spirituellement. Ainsi, le père Marie-Joseph Lagrange, fondateur de l'École biblique de Jérusalem, dira en 1927 : « Je dois à sainte Thérèse de ne pas être devenu un vieux rat de bibliothèque. Je lui dois tout, car sans elle j'aurais dû me racornir, me dessécher l'esprit ». La lecture d'Histoire d'une âme inspire aussi de nombreuses vocations, pour le Carmel mais également dans les autres ordres religieux. Les études sur l'œuvre de Thérèse se multiplient et l'attente de pouvoir lire les cahiers originaux devient de plus en plus forte. Cependant il faut attendre 1956 pour qu'à la demande du pape Pie XII, le père François de Sainte-Marie publie les Manuscrits autobiographiques en fac-similé puis, à partir de 1957, dans une édition imprimée. Histoire d'une âme est actuellement traduit en plus de quarante langues et dialectes.

#### Autres écrits

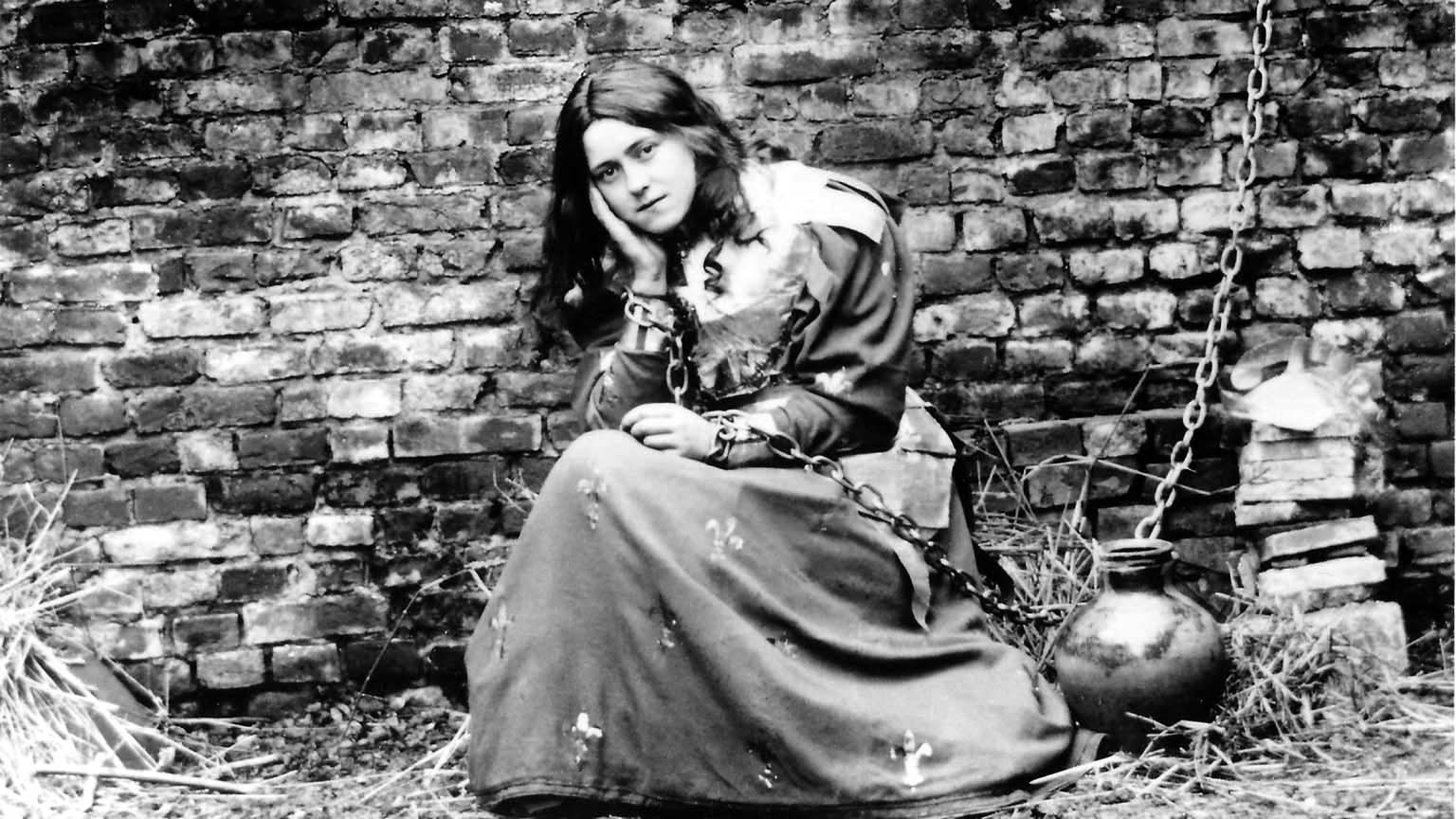
Thérèse jouant Jeanne d'Arc dans la pièce qu'elle a elle-même écrite.

Thérèse de Lisieux a écrit plus de 250 lettres, 62 poésies, 8 récréations pieuses (pièces de théâtre) et 21 prières.
Au début de l'année 1893, mère Agnès demande à Thérèse de composer un cantique. Cette première poésie religieuse sera suivie de nombreuses autres, dans lesquelles la religieuse exprime le fond de son cœur.
En janvier 1894, c'est une récréation théâtrale qu'elle doit écrire pour la fête de la prieure. Elle choisit le thème de Jeanne d'Arc, qu'elle considère comme sa « sœur chérie » et dont la béatification est alors en cours. Elle est applaudie par les carmélites qui découvrent son talent et la sollicitent désormais fréquemment, la considérant comme le « poète de la communauté ». Elle compose très librement, puise son inspiration dans ses lectures, notamment le Cantique des cantiques et exprime ses désirs, ses craintes, son amour de Jésus, sans « s'inquiéter du style ».
L'année suivante, elle écrit et met en scène Jeanne d'Arc accomplissant sa mission, une pièce spectaculaire avec seize personnages costumés. Elle-même joue le rôle de Jeanne, puis pose pour Céline, que la prieure a autorisée à conserver son appareil photographique, fait exceptionnel dans un carmel à cette époque. Le 11 juin 1895, Thérèse et Céline prononcent un Acte d'offrande à l'Amour Miséricordieux, que Thérèse a rédigé le 9 juin. Dès avril 1896, elle entre dans une profonde nuit de la foi mais elle n'en laisse rien paraître. Seuls les cantiques qu'elle continue à écrire expriment ses ténèbres : « Appuyée sans aucun appui, sans lumière et dans les ténèbres, je vais me consumant d'amour ».
Pendant sa vie religieuse, Thérèse a également écrit de nombreuses lettres qui nous éclairent sur le développement de sa spiritualité, en particulier celles adressées à sa sœur Céline et à ses frères spirituels : les pères Roulland et Bellière.
Alitée les dernières semaines de sa vie, Thérèse consacre plus de temps à l'écriture mais la maladie l'épuise et, le 16 juillet, elle rédige ses dernières lettres d'adieu. Mère Agnès, qui veille la malade, note sur un petit carnet jaune les paroles de Thérèse, jusqu'à son dernier jour,.
À partir de 1971, les écrits de la sainte sont publiés conformément aux originaux.

### Notoriété et influence

#### Diffusion de sa dévotion
Parallèlement au succès du livre Histoire d'une âme (vendu à 500 millions d'exemplaires,), une dévotion populaire à Thérèse de Lisieux se développe rapidement, en France et dans le monde. Elle s'accompagne de témoignages de conversions et de guérisons physiques. Dès la fin du XIXe siècle, on prie « la petite sainte » bien avant que l'Église ne la canonise.
Pendant la Première Guerre mondiale, les demandes d'intercession à Thérèse se multiplient et sa renommée grandit, même du côté allemand. L'anthologie restreinte des témoignages envoyés au carmel de Lisieux entre 1914 et 1918 comporte à elle seule 592 pages. En 1914, le carmel de Lisieux reçoit en moyenne 500 lettres par jour. Durant la guerre, des soldats français, belges, anglais ou même allemands écrivent pour témoigner de miracle ou de protection qu'ils attribuent à la petite Thérèse. Après la guerre, le carmel reçoit des milliers de lettres témoignant de la gratitude des soldats survivants. Les poilus ont joué un rôle important dans l'avancement de la cause de sainte Thérèse car ils sont nombreux à avoir envoyé une supplique au pape Benoît XV pour demander sa béatification.
Dans les années 1923-1925, le nombre de lettres reçues par le carmel passe à huit cents par jour.
Vers 1920, Édith, une fillette atteinte d'une kératite, est emmenée par sa grand-mère à Lisieux, sur la tombe de Thérèse. Elle recouvre la vue et, devenue Édith Piaf, elle vouera toute sa vie une véritable dévotion à Thérèse de Lisieux — qui est en fait sa cousine au quatorzième degré —, pour ce qu'elle considère comme un miracle.
La ferveur populaire est rejointe par la reconnaissance de l'Église, qui canonise Thérèse en 1925.
Le 30 septembre 1957, veille de son exécution, Jacques Fesch, meurtrier converti en prison, écrit sa dernière lettre en citant Thérèse.

#### Influence spirituelle
L'influence de la nouvelle sainte ne se limite pas à son pays natal. En 1931, une jeune Albanaise prononce ses vœux en Inde, en se plaçant sous le patronage de sainte Thérèse de Lisieux. À la différence de sa patronne, mère Teresa aura une longue vie, mais une vie de missionnaire au service des plus petits que n'aurait pas reniée Thérèse.
Marthe Robin, mystique française, rapporta qu'elle était là pour continuer la mission de Thérèse de Lisieux et était spirituellement très liée à cette dernière.
Dina Bélanger, mystique québécoise, religieuse de la congrégation Jésus-Marie, née quelques mois avant la mort de Thérèse, prend celle-ci comme modèle, vingt-six ans plus tard. Elle s'engage à son tour dans la « petite voie », bien qu'elle ne soit pas carmélite. Elle sera béatifiée en 1993 par Jean-Paul II
La spiritualité de Thérèse de Lisieux a également touché au cours du XXe siècle des philosophes comme Henri Bergson, Jean Guitton, Emmanuel Mounier… des hommes politiques de tous bords tels Marc Sangnier ou Charles Maurras. De nombreux écrivains se sont intéressés à elle, parmi lesquels on peut citer Paul Claudel, Georges Bernanos, Gilbert Cesbron, Julien Green, Maurice Clavel, sans que cette liste soit exhaustive.
La spiritualité thérésienne dépasse également les limites de l'Ordre du Carmel. En 1933 sont fondées les « Oblates de Sainte-Thérèse » et, en 1944, une congrégation d'hommes : les « Missionnaires de Sainte-Thérèse ». Le cardinal Suhard, fondateur en 1941 de la Mission de France, entend réaliser « une partie de la mission de la sainte ». Le séminaire de la Mission de France s'installe à Lisieux en octobre 1942.
Plus de 50 congrégations dans le monde se réclament de la spiritualité de sainte Thérèse, parmi lesquels :
- 1909 : Carmélites missionnaires de Sainte Thérèse de l’Enfant-Jésus. Elles sont rattachées à l'Ordre du Carmel[37].
- 1923 : Petites sœurs de Sainte Thérèse de l'Enfant Jésus.
- 1924 : Oblates de Sainte Thérèse de l'Enfant Jésus.
- 1931 : Congrégation de Sainte Thérèse de l'Enfant Jésus.
- 1958 : Sœurs missionnaires catéchistes de Sainte Thérèse de l'Enfant Jésus

### Reconnaissance par l'Église

#### Béatification et canonisation
Frappés du nombre de témoignages de prières exaucées par l'intercession de Thérèse de l'Enfant Jésus, des fidèles du monde entier demandent qu'elle soit reconnue comme sainte. Le 15 mars 1907, le pape Pie X souhaite également sa glorification. Le procès ordinaire de béatification, sous la responsabilité de l'évêque de Bayeux et Lisieux, Thomas-Paul-Henri Lemonnier, s'ouvre le 3 août 1910. Trente-sept témoins viennent déposer sur la vie de Thérèse, dont neuf carmélites de Lisieux. Son corps est exhumé le 6 septembre 1910, en présence de plusieurs centaines de personnes. La cause est introduite officiellement par Pie X le 10 juin 1914.

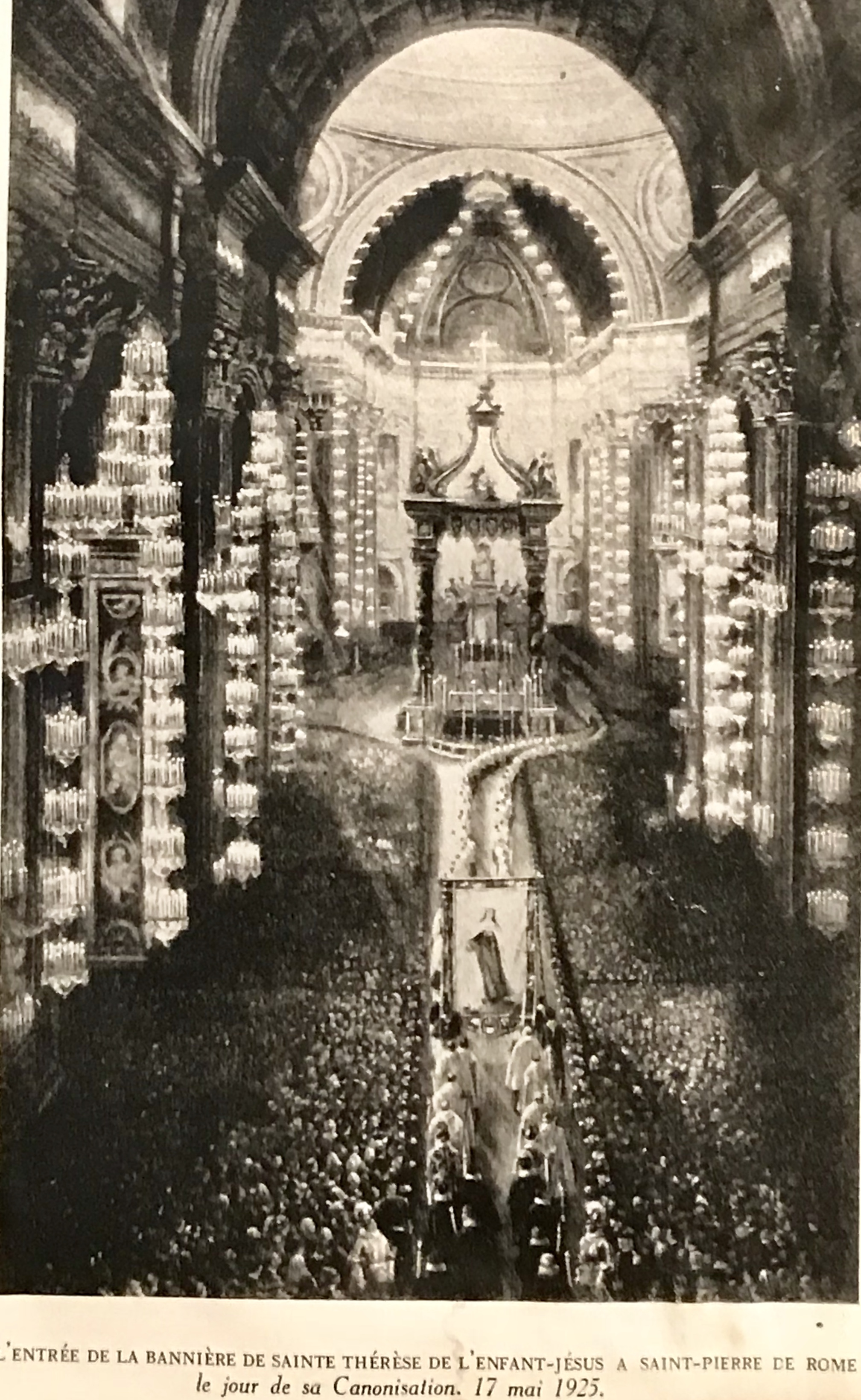
Canonisation de Thérèse de Lisieux le 17 mai 1925 dans la basilique Saint-Pierre de Rome.

Le procès apostolique, mandaté par le Saint-Siège, commence alors à Bayeux en 1915. Retardé par la guerre, il se termine en 1917. À l'époque, un délai de cinquante ans est nécessaire avant une canonisation, mais le pape Benoît XV exempte la cause de Thérèse de ce délai. Le 14 août 1921, il promulgue le décret sur l'héroïcité des vertus,.
Deux miracles sont nécessaires à la cause de béatification. On retient donc deux guérisons qu'on soumet à une enquête. La première concerne un jeune séminariste, Charles Anne, atteint de tuberculose pulmonaire en 1906, et dont l'état était jugé désespéré par le médecin. Après deux neuvaines adressées à sœur Thérèse de l'Enfant Jésus, sa santé se rétablit brusquement. Une étude radiographique réalisée en 1921 montre la stabilité de la guérison, le trou dans le poumon ayant disparu. Le second cas étudié est celui d'une religieuse souffrant d'une affection de l'estomac, dégénérant en ulcère trop avancé pour être opéré. Louise de Saint-Germain prie Thérèse pendant deux neuvaines, à l'issue desquelles son état s'améliore. Deux médecins confirment la guérison. Thérèse est béatifiée le 29 avril 1923.
Les faits remarquables survenus après la béatification ne manquent pas, et l'on en choisit deux : le cas d'une jeune Belge, Mlle Maria Pellemans, souffrant d'une tuberculose pulmonaire et intestinale avancée, et miraculeusement guérie sur la tombe de Thérèse. L'autre cas est celui d'une Italienne, sœur Gabrielle Trimusi, qu'une arthrite du genou et une tuberculose des vertèbres obligent à porter un corset ; elle est brusquement soulagée de ses infirmités et quitte son corset après un triduum célébré en l'honneur de Thérèse. Le décret d'approbation des miracles est publié en mars 1925. Thérèse de Lisieux est canonisée le 17 mai 1925, en présence de cinq cent mille personnes, par Pie XI qui l'appelle « l'étoile de son pontificat ». Lors de la canonisation, Pie XI affirmera de Thérèse de Lisieux :

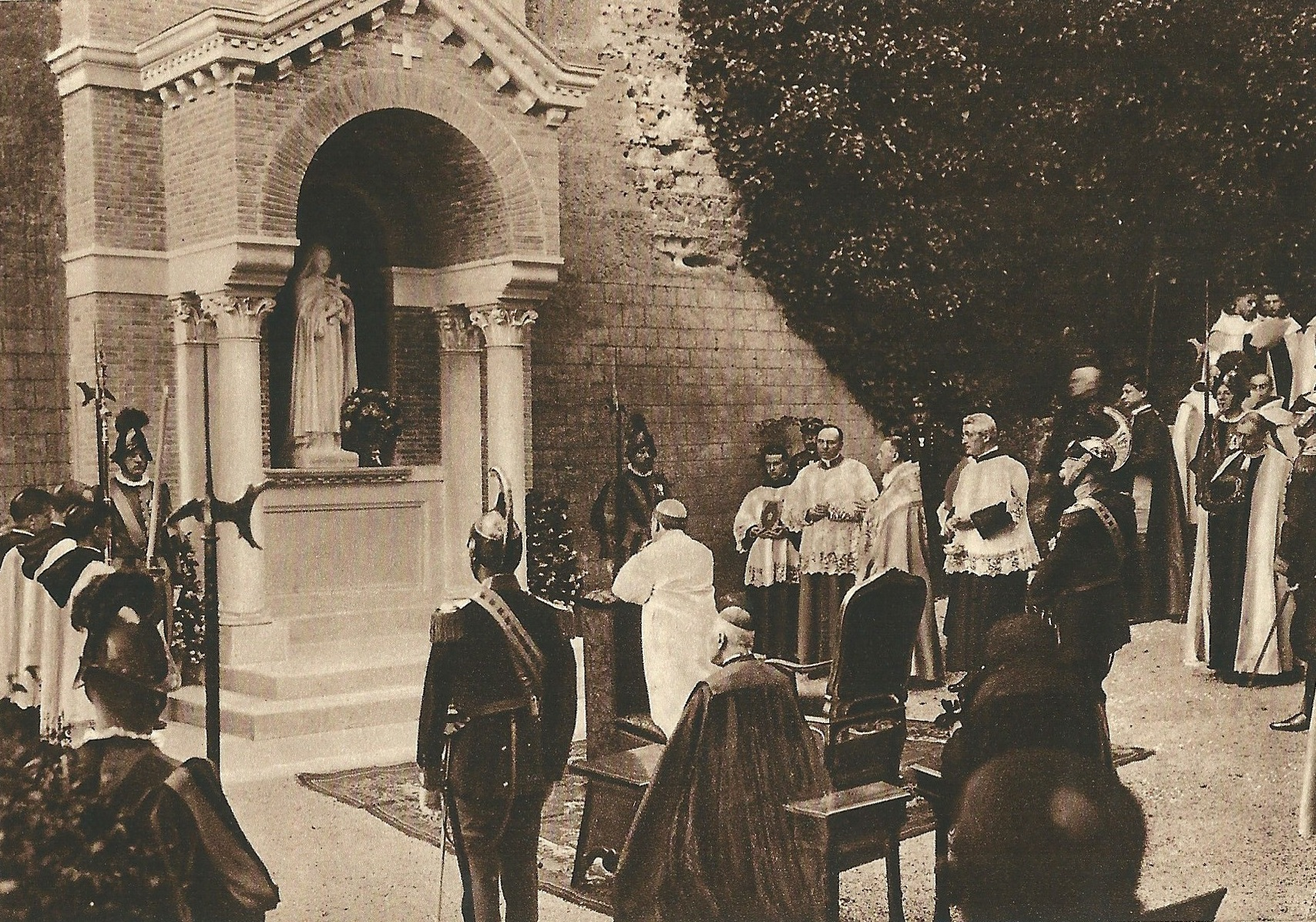
Le pape Pie XI en prière devant la statue de sainte Thérèse, inaugurée dans les jardins du Vatican, le 17 mai 1927.

« L'Esprit de Vérité lui ouvrit et lui fit connaître ce qu'il a coutume de cacher aux sages et aux savants pour le révéler aux tout-petits. Ainsi, selon le témoignage de notre prédécesseur immédiat, elle a possédé une telle science des réalités d'en-haut qu'elle peut montrer aux âmes une voie sûre pour le salut. »

#### Distinctions et titres
Le 30 septembre 1925, pour la première fois, l'Église universelle célèbre « sainte Thérèse de l'Enfant Jésus et de la sainte Face », plus communément appelée « sainte Thérèse de Lisieux ». À cette occasion, le pape Pie XI offre à la sainte la Rose d'or qui, traditionnellement, honore les chefs d'État ou leur épouse. C'est la première fois également que ce présent pontifical est offert à une personne décédée.
Thérèse de Lisieux est proclamée sainte patronne des Missions à l'égal de Saint François-Xavier le 14 décembre 1927, puis sainte patronne secondaire de la France, comme Sainte Jeanne d'Arc le 3 mai 1944 par Pie XII.
Le cardinal Suhard, archevêque de Paris, fonde en 1941 le Grand Séminaire de la Mission de France à Lisieux et le place avec l'accord de l'Assemblée des cardinaux et archevêques de France et de Mère Agnès, prieure du carmel de Lisieux, sous le patronage de Sainte Thérèse.
S'il ne nomme pas expressément Thérèse, le concile Vatican II, qui se tient entre 1962 et 1965, est dans la droite ligne de ses intuitions. Il prône ainsi le retour à la parole de Dieu ; il met en avant la pratique de la foi, de l'amour et de l'espérance dans la vie quotidienne ; il appelle chaque baptisé à la sainteté.
Paul VI avait une grande dévotion pour Sainte Thérèse, remarquant « Je suis né à l'Église le jour où la sainte est née au ciel » : le jour de son baptême est celui-même de la mort de la sainte.

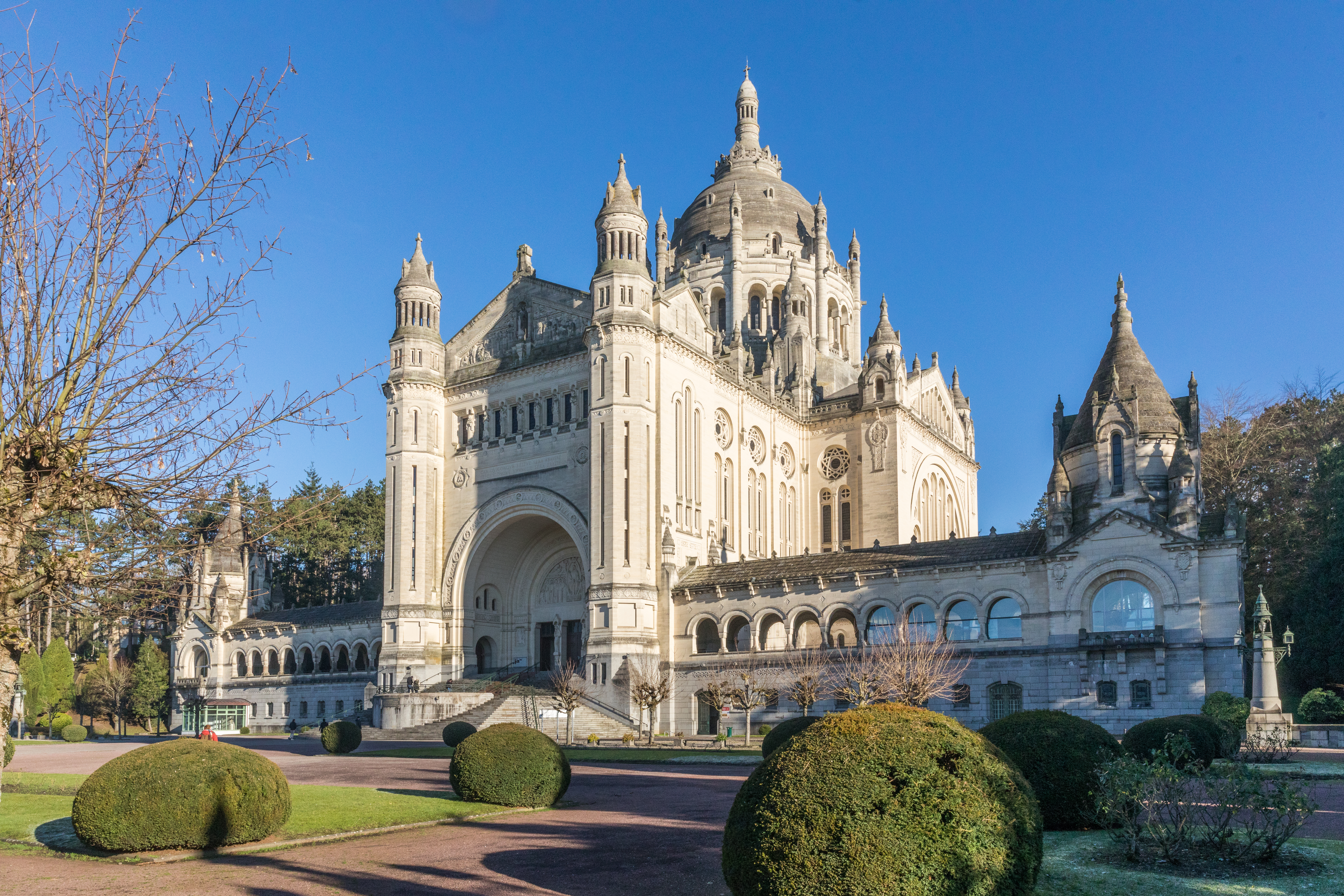
La basilique Sainte-Thérèse de Lisieux.

En 1980, Jean-Paul II, lors de sa visite en France, décide de venir à la basilique de Lisieux.
Le 19 octobre 1997, année du centenaire de sa mort, sainte Thérèse est proclamée docteur de l'Église par Jean-Paul II. Dans sa lettre apostolique Divini amoris scientia, ce dernier explique :

« Dans les écrits de Thérèse de Lisieux, sans doute ne trouvons-nous pas, comme chez d'autres docteurs, une présentation scientifiquement organisée des choses de Dieu, mais nous pouvons y découvrir un témoignage éclairé de la foi qui, en accueillant d'un amour confiant la condescendance miséricordieuse de Dieu et le salut dans le Christ, révèle le mystère et la sainteté de l'Église. »

Âgée de vingt-quatre ans lors de son décès, elle est la plus jeune des trente-trois docteurs de l'Église. Dans le monde, plus de 1 700 églises sont dédiées à Thérèse de Lisieux. De nombreuses écoles catholiques et chapelles portent également son nom.
Les parents de sainte Thérèse, Louis et Zélie Martin, sont béatifiés le 19 octobre 2008 à Lisieux, puis canonisés à Rome le 18 octobre 2015.

#### Célébration liturgique
Dans la liturgie catholique, Thérèse de l'Enfant-Jésus est fêtée le 1er octobre. C'est une fête inscrite au calendrier universel de l'Église. Elle a rang de « mémoire obligatoire »,, un degré de célébration liturgique associé aux principaux saints du calendrier. Dans l'Ordre du Carmel, elle est célébrée avec le rang plus élevé de « fête » et chez les carmélites de France avec le rang de « solennité », le plus élevé dans la liturgie catholique.
La prière propre à la messe célébrée en sa mémoire, est la suivante : « Dieu, qui ouvres ton Royaume aux petits et aux humbles, donne-nous de marcher avec confiance sur les pas de sainte Thérèse de l'Enfant-Jésus, pour obtenir ainsi la révélation de ta gloire ».
Les passages de la Bible lus lors de l'eucharistie ont été choisis en fonction de sa spiritualité. Ils évoquent essentiellement l'« esprit d'enfance spirituelle » que Thérèse a développé dans sa vie et ses écrits. La première lecture est tirée du Livre d'Isaïe (ch. 66, 10-14). Ces versets sont ceux qui l'ont aidée, fin 1894, à trouver la spiritualité de la « petite voie », dont elle témoignera ensuite : « […] Vous serez comme des nourrissons que l'on porte sur son bras, que l'on caresse sur ses genoux. De même qu'une mère console son enfant, moi-même, je vous consolerai, dans Jérusalem, vous serez consolés […] ». Une lecture alternative est l’Épître aux Romains 8, 14-17 : « […] L'Esprit que vous avez reçu ne fait pas de vous des esclaves, des gens qui ont encore peur ; c'est un Esprit qui fait de vous des fils ; poussés par cet Esprit, nous crions vers le Père en l'appelant : « Abba ! » […] ». Cette lecture est suivie du Psaume 130 (129) « […] mais je tiens mon âme égale et silencieuse ; mon âme est en moi comme un enfant, comme un petit enfant contre sa mère […] ».
L'évangile fait aussi référence à l'enfance et à l'humilité : « […] Celui qui se fera petit comme cet enfant, c'est celui-là qui est le plus grand dans le royaume des cieux » (Matthieu 18, 1-4),.
D'autres textes liturgiques propres sont également proposés dans le sanctoral (Is 66,10-14 ; Ps 103,1-18 ; 1 Jn 4,7-16 ; Mt 11,25-30).

### Iconographie

#### Représentation traditionnelle

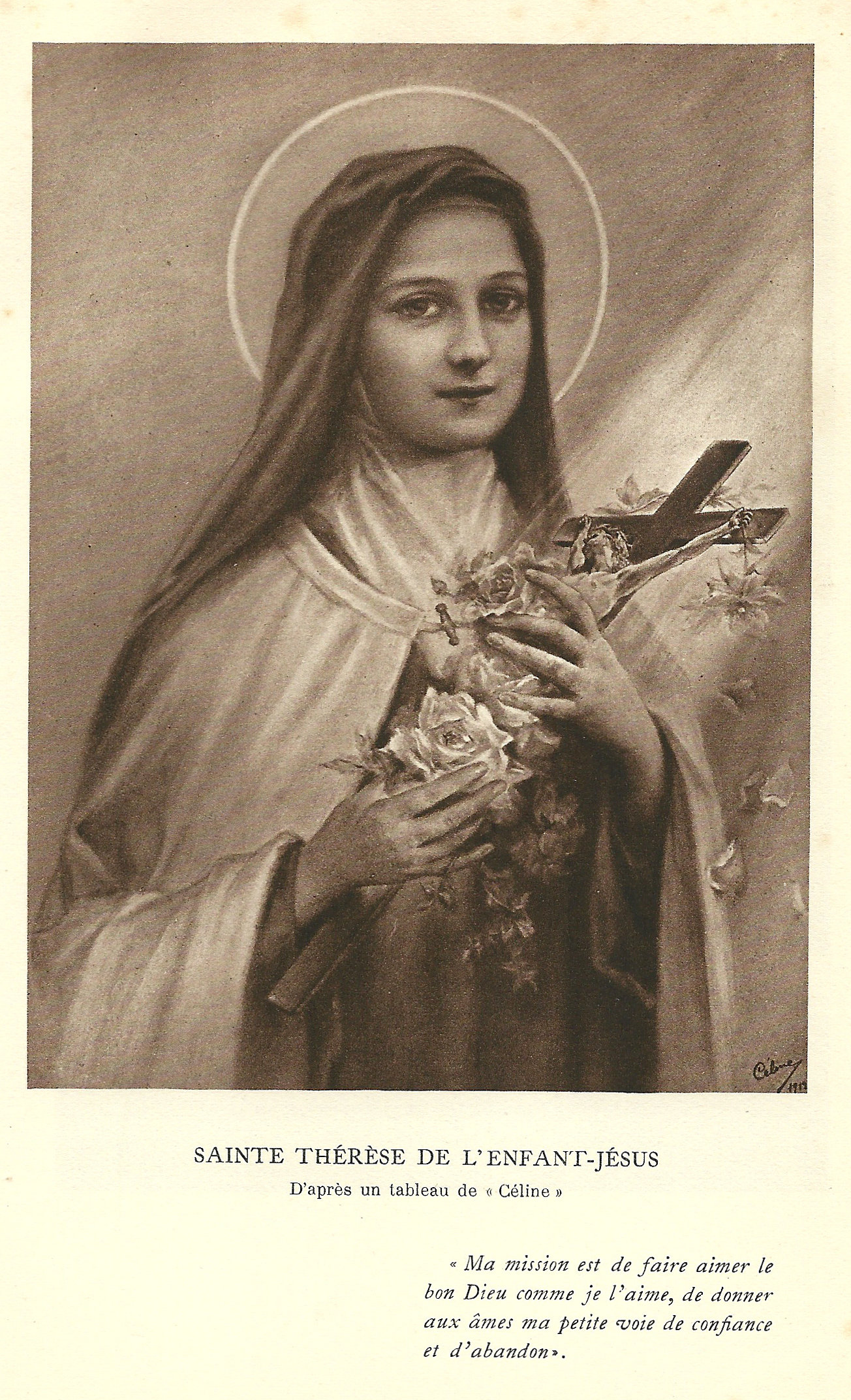
Reproduction du portrait Thérèse aux roses réalisé par Céline Martin en 1912.

La représentation de Thérèse de Lisieux la plus largement répandue est celle en tenue de carmélite tenant contre sa poitrine un crucifix couvert de roses, des attributs qui sont devenus des symboles indissociables de l'iconographie de la sainte.
Cette représentation a pour origine la présence récurrente du thème de la rose dans l’œuvre écrite de Thérèse de Lisieux, que ce soit Histoire d'une âme, ses poèmes et cantiques, où les pétales de la rose effeuillée symbolisent les actes d'amour offerts à Dieu,.
Après sa mort, l'image de la rose s'est surtout imposée pour symboliser les bienfaits spirituels et les miracles rendus possibles par son intercession. Selon les carmélites qui l'ont connue, Thérèse aurait déclaré peu avant de mourir : « Après ma mort, je ferai tomber une pluie de roses. » Cette citation, mise en avant dans les publications du carmel de Lisieux, est rapidement devenue populaire auprès de ceux recourant à son intercession,.
Ce thème a aussi été repris par le carmel pour les titres de deux publications à grand succès : l'édition de poche de Histoire d'une âme sous le titre Une rose effeuillée et l'inventaire des faits miraculeux attribués à Thérèse sous le titre Une pluie de roses.

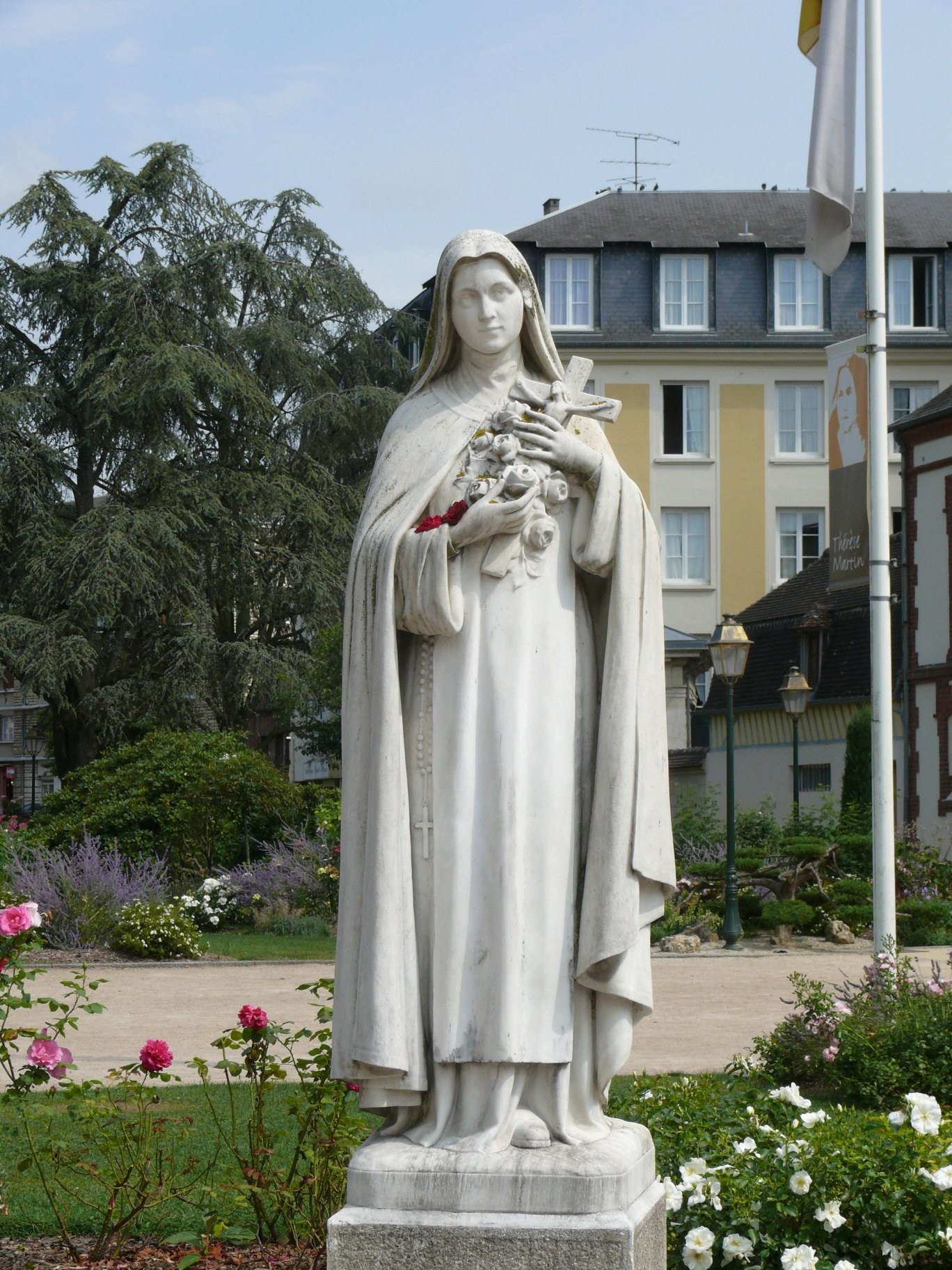
Statue de Thérèse de Lisieux dans le jardin du carmel de Lisieux par Louis Richomme.

Enfin, il existe une photographie de Thérèse de Lisieux sur son lit de malade, dans le cloitre du couvent, en train d'effeuiller des roses et de lancer les pétales sur un crucifix. Céline Martin, sœur de Thérèse également carmélite à Lisieux et auteur de cette photographie, s'en inspira pour réaliser en 1912 un portrait au fusain de Thérèse tenant un crucifix couvert de roses. Cette représentation, connue comme la Thérèse aux roses, fut massivement diffusée sous forme d'images pieuses et dans les publications du carmel. Une version identique en couleur fut réalisée par Céline en 1925 en complément de l'originale.
En 1922, le moine trappiste Louis Richomme réalisa une statue sur le modèle du portrait de la Thérèse aux roses de Céline. Cette statue, qui connut un immense succès, fut commandée à quelque 300 000 exemplaires et figure encore aujourd'hui dans de nombreuses églises en France.

#### Illustrations et photographies
L'iconographie de Thérèse de Lisieux a connu deux grandes périodes pendant lesquelles l'illustration et la photographie ont eu une place variable. Jusqu'au décès de Céline Martin, également carmélite à Lisieux et principale artiste de l'iconographie de sa sœur Thérése, seules étaient diffusées des illustrations très idéalisées ainsi que quelques photographies retouchées, afin que son apparence soit plus conforme à la représentation traditionnelle d'une sainte. Après la mort de Céline en 1959, toutes les photographies qu'elle avait prises de sa sœur au carmel furent publiées, révélant au public le visage non retouché de la sainte,.
Lors de son entrée au carmel de Lisieux en 1894 sous le nom de sœur Geneviève de la Sainte-Face, Céline Martin avait en effet obtenu l'autorisation de prendre avec elle son matériel photographique et d'y réaliser des clichés. De 1894 à 1897, elle réalisa 41 photographies de Thérèse, seule ou parmi un groupe de carmélites, uniques photographies connues de la sainte pendant les dernières années de sa vie. Les autres clichés connus de Thérèse de Lisieux sont quatre photographies prises pendant son enfance et avant son entrée au carmel par des photographes professionnels et deux photographies prises pendant son noviciat par un prêtre. Ces autres clichés ont été récupérés par le carmel de Lisieux après la mort de Thérèse en vue de mieux contrôler la diffusion d'images,.
Selon Céline, les photographies qu'elle avait prises ne restituaient pas l'apparence réelle de Thérèse, ne faisant que figer une expression du visage immobilisé par de longues secondes de pose, tandis que les portraits d'artiste réalisés à partir de ses souvenirs exprimaient de manière fidèle le visage authentique et vivant de sa sœur,.
Les autres carmélites de Lisieux étant du même avis, le carmel de Lisieux diffusa massivement des illustrations réalisées par Céline, idéalisées et inspirées du style sulpicien, ainsi que quelques photographies retouchées. Jusqu'à la béatification de Thérèse de Lisieux en 1923, le carmel de Lisieux a vendu 22 millions d'images pieuses destinées à diffuser sa dévotion.
Ce n'est qu'en 1961, deux ans après la mort de Céline, que les 47 photographies originales sur lesquelles figure Thérèse de Lisieux furent révélées au public, sous le titre Visage de Thérèse de Lisieux.

### Lieux de dévotion

#### Sanctuaire de Lisieux
La ville de Lisieux, où Thérèse Martin a vécu la plus grande partie de sa vie, est aujourd'hui un centre de pèlerinage accueillant en moyenne près d'un million de visiteurs chaque année, ce qui en fait le deuxième lieu de tourisme religieux le plus fréquenté de France après la ville de Lourdes,.
Les différents lieux de commémoration de la vie de Thérèse Martin à Lisieux, bien que répartis dans plusieurs endroits de la ville, forment ensemble le « sanctuaire de Lisieux ». Le sanctuaire regroupe la basilique Sainte-Thérèse de Lisieux construite en l'honneur de la sainte, le carmel de Lisieux où elle vécut sa vie religieuse, la maison de famille des Buissonnets, la cathédrale Saint-Pierre de Lisieux que fréquentait la famille Martin, le cimetière de Lisieux où elle fut inhumée après sa mort,,. Le sanctuaire comprend également deux centres d'hébergement des pèlerins, l'Ermitage Sainte-Thérèse et le Foyer Louis et Zélie Martin, ainsi que des centres d'accueil et d'information.
La basilique, principal lieu de vénération, a été édifiée après sa canonisation, la chapelle du carmel de Lisieux où se trouvaient ses reliques n'étant pas suffisamment vaste pour y accueillir les nombreux pèlerins venus les vénérer. Construite à partir de 1929, sa crypte est bénie en 1932 et l'église principale en 1937. La basilique, officiellement consacrée en 1954, comprend un grand parvis, un campanile d'une quarantaine de mètres de hauteur et un chemin de croix extérieur,. À l'intérieur de la basilique se trouve une partie des reliques de sainte Thérèse, l'essentiel étant conservé au carmel de Lisieux depuis la béatification.
Chaque année depuis 1944, à la fin du mois de septembre et au début du mois d'octobre, le sanctuaire de Lisieux célèbre les « fêtes thérèsiennes » pour la fête liturgique de sainte Thérèse le 1er octobre, rassemblant plusieurs milliers de pèlerins. Ces célébrations comportent des processions avec les reliques de la sainte entre les différents lieux du sanctuaire,.

#### Édifices religieux dans le monde
Plusieurs édifices religieux en France et dans le monde sont dédiées à la mémoire de Thérèse de l'Enfant Jésus. Environ deux mille églises portent son nom dans le monde.
Aux États-Unis, où Thérèse de Lisieux est connue par le surnom de Little flower (petite fleur), en référence au thème récurrent de la fleur dans ses écrits, plusieurs églises et lieux de pèlerinage portent ce nom, en particulier deux sanctuaires nationaux ayant le rang de basiliques mineures, abritant des reliques de la sainte : le sanctuaire Petite-Fleur de San Antonio au Texas, achevé en 1931, et le sanctuaire Petite-Fleur de Royal Oak dans le Michigan, achevé en 1936.
Au Brésil, où la dévotion envers Thérèse s'est diffusée par l'intermédiaire du missionnaire jésuite Henri Rubillon, de nombreux lieux et édifices honorent sa mémoire. Plusieurs localités dans le pays portent le nom de "Santa Terezinha" (littéralement sainte petite Thérèse).
La Côte d'Ivoire compte deux cathédrales portant le nom de Thérèse de l'Enfant-Jésus : la cathédrale Sainte-Thérèse-de-l'Enfant-Jésus d'Abengourou et la cathédrale Sainte-Thérèse-de-l'Enfant-Jésus de Bouaké. Le Togo en compte une, la cathédrale Sainte-Thérèse-de-l'Enfant-Jésus de Sokodé.
Sur le continent asiatique, Thérèse est aussi honorée par des édifices religieux comme la cocathédrale Sainte-Thérèse de Savannakhet au Laos, l'église Sainte-Thérèse-de-l'Enfant-Jésus de Pavlodar au Kazakhstan et l'église Sainte-Thérèse-de-l'Enfant-Jésus de Shanghai, en Chine. Aux Philippines, les villes de Santa Teresita de la province de Batangas et Santa Teresita de la province de Cagayan ont été nommées en son honneur.

### Reliques

#### Inhumation au cimetière
Après la mort de Thérèse de l'Enfant-Jésus le 1er octobre 1897, son corps est enterré au cimetière municipal de Lisieux trois jours après, le 4 octobre. Sa tombe est très vite l'objet de dévotion. Des pèlerins venus de France et d'ailleurs y viennent pour se recueillir et demander son intercession, emportant parfois des fleurs ou la terre du cimetière.
La forte dévotion populaire qui se forme envers Thérèse après sa mort s'accompagne de nombreuses sollicitations envoyées au carmel de Lisieux pour obtenir des reliques. Les carmélites vendent alors des sachets-souvenirs ou des images pieuses contenant des fragments d'objets ayant été en contact avec sœur Thérèse de l'Enfant-Jésus : vêtements, plancher de sa cellule, rideaux du lit, laine de l'oreiller ou du matelas, pétales de roses, ainsi que de la terre du cimetière. Au total, 34 millions de reliques ont ainsi été distribuées jusqu'en 1932.
Dans le cadre du procès de béatification ouvert en 1909, deux exhumations de sa dépouille sont effectuées, le 6 septembre 1910 et le 10 août 1917, lors desquelles ses restes sont transférés dans un nouveau cercueil et un autre caveau afin d'en assurer une meilleure conservation.

#### Translation et vénération

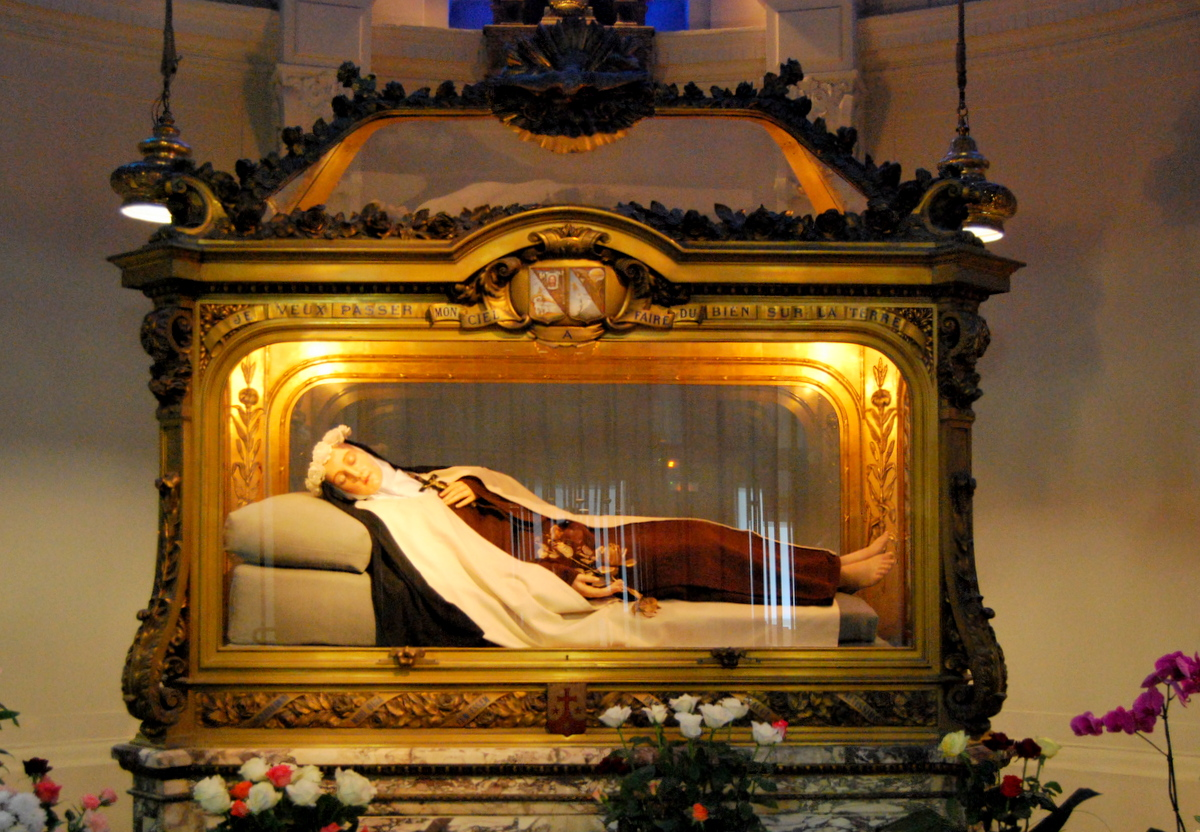
La châsse et le gisant où repose depuis 1923 l'essentiel des restes de Thérèse de Lisieux, dans la chapelle du carmel de Lisieux.

Le 26 mars 1923, à l'annonce de la béatification, les restes de Thérèse de l'Enfant-Jésus sont désormais considérés comme des reliques et font l'objet d'une translation dans la chapelle du carmel de Lisieux. Ils sont placés dans deux coffrets distincts, l'un en vermeil, offert par des admirateurs brésiliens et appelé couramment « reliquaire du Brésil », contenant l'essentiel des ossements, et l'autre en bois de rose, ne contenant qu'une petite partie des ossements. Ces deux reliquaires sont conservés dans une châsse renfermant un gisant sculpté à l'effigie de la sainte.
Pour fêter la béatification, le reliquaire est porté en procession dans Lisieux, suivi d'un cortège de trente prélats, huit cents prêtres et plusieurs dizaines de milliers de personnes.
Lors de la construction de la basilique de Lisieux, commencée en 1929 et achevée en 1954, les os du bras droit sont entreposés dans un autre reliquaire, conservé depuis lors dans une chapelle latérale de la basilique.
À l'occasion des « fêtes thérésiennes » qui se déroulent chaque année à la fin du mois de septembre, le reliquaire principal, ou « reliquaire du Brésil », est porté en procession dans la ville et exposé dans la basilique et la cathédrale.
Au carmel de Lisieux se trouvait également la « salle des reliques », dans laquelle étaient exposés divers objets ayant appartenu à Thérèse ou lui étant associés, y compris sa chevelure, conservée selon l'usage de l'ordre carmélitain lors de la prise d'habits. Cette chevelure est aujourd'hui exposée dans la maison des Buissonnets à Lisieux, où vivait Thérèse Martin avant son entrée au carmel.

#### Reliquaires
Il existe plusieurs reliquaires abritant les reliques de Thérèse de Lisieux, dont certains sont destinés à être transportés pour permettre la vénération des fidèles en dehors de Lisieux.
La châsse initialement construite pour contenir les restes de Thérèse de Lisieux après sa béatification en 1923 demeure aujourd'hui le principal reliquaire, renfermant l'essentiel des reliques de la sainte. Il est situé dans la chapelle du carmel de Lisieux, en dessous du gisant de Thérèse. Initialement utilisé pour les voyages, il ne quitte plus désormais la chapelle du carmel que pour être porté en procession jusque dans la basilique lors des fêtes thérésiennes, qui ont lieu chaque année la dernière semaine de septembre. Il est traditionnellement appelé « châsse du Brésil » ou « reliquaire du Brésil », parce qu'il a été financé par une collecte auprès des catholiques brésiliens, à la suite d'une proposition lancée par les carmélites de Lisieux en 1920. Les restes de la sainte y ont été déposés le 27 mars 1923, au lendemain de l'exhumation du cimetière de Lisieux et de la translation à la chapelle du carmel,.
Le reliquaire dit « châsse du centenaire », qui est une copie du premier reliquaire et a également été financé par des fidèles brésiliens, est celui qui est utilisé pour les voyages internationaux depuis 1997, année du centenaire de la mort de Thérèse de Lisieux,. Le reliquaire appelé « reliquaire gothique » en raison de sa forme est principalement utilisé pour les voyages dans les diocèses français,. La Basilique Sainte-Thérèse de Lisieux dispose également de son propre reliquaire, exposé dans le bras sud du transept.

#### Voyage des reliques
Les reliques de Thérèse de Lisieux font l'objet d'un pèlerinage international depuis 1994 et ont voyagé dans plus de 70 pays, réalisant le désir de Thérèse d'« annoncer l'Évangile dans les cinq parties du monde et jusque dans les îles les plus reculées »,.
En 1945, le principal reliquaire contenant les restes de la religieuse est exposé à Paris pour célébrer sa proclamation comme sainte patronne de la France. En 1947, pour le cinquantenaire de sa mort, la châsse est transportée dans plusieurs diocèses de France.
En 1994, en préparation du centième anniversaire de sa mort, les reliques de sainte Thérèse voyagent à nouveau en France. À partir du 14 octobre, elles sont présentes dans la basilique de Fourvière, à Lyon. Des célébrations sont ensuite organisées à Marseille et à Paris. À la suite du succès populaire de ces voyages, les reliques sont accueillies, les mois et les années suivantes, dans de nombreux diocèses de France.
En 1997, l'année du centenaire, un nouveau reliquaire est réalisé pour une tournée internationale des reliques, qui commence par le Brésil, où il reste une année entière.

### Arts et culture

#### Au cinéma
- 1929 : La Vie miraculeuse de Thérèse Martin, de Julien Duvivier
- 1939 : Thérèse Martin, de Maurice de Canonge
- 1952 : Procès au Vatican, d'André Haguet - vie de sainte Thérèse de Lisieux basée sur des documents originaux en consultation avec l'abbé Combes[80].
- 1964 : Le Vrai Visage de Thérèse de Lisieux (court métrage documentaire), de Philippe Agostini[81].
- 1986 : Thérèse, d'Alain Cavalier - évocation biographique de Thérèse de Lisieux ; film récompensé en 1987 par six César dont celui du meilleur film[Note 9].
- 1997 : Sainte Thérèse de l'Enfant-Jésus (1873-1897), un écho du cœur de Dieu, de Jean-Daniel Jolly Monge - biographie spirituelle, film documentaire sorti en vidéo, réalisé pour le Centenaire de la mort de la Sainte[82]
- 2004 : Thérèse: The Story of Saint Thérèse of Lisieux, de Leonardo Defilippis[83] – évocation biographique de Thérèse de Lisieux ; selon le réalisateur, ce film aurait été approuvé par Jean-Paul II[84].

#### À la télévision
- 2020 : émission Secrets d'Histoire du 4 mai 2020 intitulée Thérèse, la petite sainte de Lisieux avec l'actrice Lou Gala[85].

#### Au théâtre
- Thérèse de Lisieux : pièce écrite par Jean Favre ; jouée de décembre 1994 à février 1995 au Théâtre du Tourtour (Paris), puis en tournée au Luxembourg et en Belgique ; avec Corine Lechat et Anne Vassalo dans les rôles principaux[86].
- En 2010, Michel Pascal écrit une adaptation théâtrale d'Histoire d'une âme[87]. Une représentation est filmée en 2011 au Carmel de Lisieux et est produite en DVD par la société Bonne Pioche.
- Briser la statue : pièce de Gilbert Cesbron.

#### En musique
- Le compositeur brésilien José Antônio de Almeida Prado compose en 1973, au centenaire de naissance de Thérèse, l'oratorio Thérèse, l'Amour de Dieu, pour récitants, voix solistes, chœurs et orchestre, sur des textes de Thérèse organisés par Henri Doublier. L'oratorio fut commandité par le Ministère des Affaires Culturelles français et eut sa création mondiale à Rio de Janeiro en 1975.
- Le carme et musicien Pierre Éliane a édité quatre disques sur les poésies de Thérèse : Thérèse Songs – trois disques, de 1992 à 1994 – et Sainte Thérèse de Lisieux - poésies (1997). Les textes d'origine sont chantés intégralement sur des mélodies composées par Pierre Éliane.
- En 1993, la communauté du Chemin Neuf met en musique la prière d'inspiration thérésienne Je n'ai d'autre désir[88],[89].
- En 2011, la chanteuse libanaise Joumana Mdawar sort son album Salami Sayyidi (Tu es ma paix, Seigneur), aussi le nom d'une des chansons dont les paroles proviennent des Prières et des Poèmes de la Sainte. L'album compte aussi deux titres chantés en Français, Vivre d'amour et Ste Geneviève. La première chanson de l'album, Dinyî b-tefrah fiki (tout le peuple est en joie), décrit la joie du peuple Libanais le jour de l'arrivée du reliquaire de la Sainte au Liban; en septembre 2002[90]. Le vidéo-clip, paru en 2017, documente cet évènement, source de joie et de célébration de dizaines de milliers de croyants[91].
- En 2013, Grégoire met en musique les poèmes de Thérèse dans un album intitulé Thérèse, vivre d'amour, interprété par Natasha St Pier, Anggun, Michael Lonsdale, Grégory Turpin, les Stentors, Sonia Lacen, Elisa Tovati, Jean-Michel Di Falco et les petits chanteurs à la croix de bois.
- Missa Sanctae Theresiae ab Infante Iesu par Serban Nichifor, 2017[92],[93].
- En 2018, la chanteuse canadienne Natasha St-Pier sort un album intitulé Thérèse de Lisieux, aimer c'est tout donner dans lequel les membres du groupe de pop louange Glorious ont mis en musique certains des poèmes de « la petite Thérèse ».

#### En littérature
- Dans La Légende du saint buveur, Joseph Roth fait mention de Thérèse de Lisieux, laquelle permet au croyant mystérieux du début de trouver la foi. Thérèse tient une place particulière dans le livre, puisqu'elle est citée dans le premier et dans le dernier chapitre.
- La romancière Lucie Delarue-Mardrus consacre deux ouvrages à la petite sainte : en 1925, elle publie Sainte Thérèse de Lisieux puis en 1937 La Petite Thérèse de Lisieux. Fascinée par cette figure sainte, elle réalise une statue en pierre, reproduite en bronze[94].
- L'écrivain bolivien Alberto de Villegas (es) écrit un récit sur la petite sainte dans le livre Sombras de mujeres, en 1929[95].
- Le romancier Joseph Malègue évoque le succès de la dévotion à Thérèse de l'Enfant-Jésus dans la France des années 1920, dans son roman Augustin ou Le Maître est là (1933) : alors que le neveu du personnage principal est atteint de méningite tuberculeuse, sa mère et sa sœur offrent une neuvaine de prière à la petite sainte lexovienne[96].
- Louis-Ferdinand Céline évoque deux fois Thérèse de Lisieux dans son roman Féerie pour une autre fois (1952) : pris dans un bombardement, le narrateur se moque des prières faites autour de lui et raille le pouvoir d'intercession de Thérèse. Il se promet ensuite de la retrouver au Paradis, s'il doit mourir accidentellement.
- L'écrivain Gilbert Cesbron mentionne Thérèse dans son roman Les saints vont en enfer (1952) : alors qu'un jeune garçon, Étienne, est en train de mourir à l'hôpital, son ami prêtre (Pierre) invoque plusieurs saints, dont Thérèse, pour obtenir sa guérison. L'enfant guérit peu après[97].

#### En peinture
- Georges Joubin (1888-1983) a peint une Sainte Thérèse de Lisieux conservée en l'église de Digny (Eure-et-Loir).

#### En sculpture
- Louis Richomme, en religion frère Marie-Bernard, né à Vire en 1883 et décédé en 1975[98], a réalisé plusieurs statues représentant Thérèse de Lisieux, la plus diffusée étant la Thérèse aux roses, créée en 1922 et reproduite à plus de 300 000 exemplaires[99] à travers divers ateliers (Rouillard à Angers, Ruicaud à Bordeaux, F.B.M. à Lyon, Marron à Orléans, Giscard à Toulouse...).

#### Commémoration par l'UNESCO
Le 11 novembre 2021, l'UNESCO a entériné la décision d'intégrer Thérèse de Lisieux dans les festivités prévues pendant les années 2022-2023, à l'occasion de son 150e anniversaire. Le samedi 4 décembre, une cérémonie officielle s'est tenue à Lisieux en présence du délégué français auprès de l'ONU, du nonce apostolique en France, et de plusieurs élus locaux. Tout au long des années 2022 et 2023, des événements seront organisés pour honorer la figure et l'œuvre de Thérèse de Lisieux,.

## Doctrine spirituelle
La théologie de Thérèse de Lisieux est issue en grande partie de sa vie et de son autobiographie dans laquelle elle développe une vision de la foi qui a fait école.

### L'appel universel à la sainteté

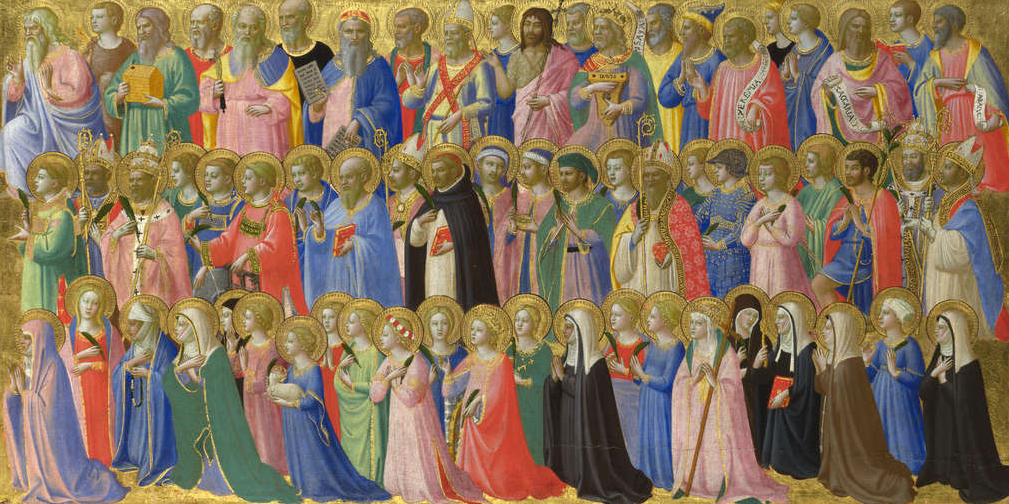
Fra Angelico, Les précurseurs du Christ avec les saints et les martyrs, 1423-1424.

La théologie de Thérèse est avant tout une pédagogie de la sainteté. Son enseignement est un encouragement à rechercher la sainteté, y compris pour les chrétiens qui doutent de leur capacité à répondre à cet appel.
À l'époque de Thérèse, marquée par l'héritage janséniste, beaucoup pensaient que la sainteté était réservée à quelques âmes d'élite, vivant des phénomènes mystiques impressionnants, ou réalisant de grandes choses. Bien que n'ayant rien fait d'extraordinaire, Thérèse a pourtant pensé avec constance qu'elle pouvait devenir sainte. Ainsi, vers l'âge de neuf ans, lisant la vie de Jeanne d'Arc, elle a l'intuition qu'elle peut aussi « devenir une grande sainte !!!… ». Au carmel, en 1890, un prédicateur est choqué quand elle lui dit son espoir de devenir une grande sainte et d'avoir pour Dieu le même amour que celui qu'avait Thérèse d'Avila. À la fin de sa vie, elle écrira à mère Marie de Gonzague : « Vous le savez, ma Mère, j’ai toujours désiré être une sainte ».
Elle veut d'abord arriver à la sainteté d'une façon assez volontaire. Ainsi, à l'âge de seize ans, elle écrit à Céline, citant le père Pichon : « La sainteté ! Il faut la conquérir à la pointe de l'épée, il faut souffrir… ».
Ensuite, et de plus en plus à partir de 1893-1894, elle confie sa petitesse à Dieu et l'invite à agir en elle. En 1895, elle écrit : « […] Je sens toujours la même confiance audacieuse de devenir une grande sainte, car je ne compte pas sur mes mérites, n'en ayant aucun, mais j'espère en Celui qui est la Vertu, la Sainteté Même, c'est Lui seul qui, se contentant de mes faibles efforts, m'élèvera jusqu'à Lui et, me couvrant de ses mérites infinis, me fera Sainte ».
Thérèse a ainsi montré, par sa vie et ses écrits, que la sainteté était accessible à tous. Un autre docteur de l'Église avait eu, trois siècles plus tôt, une intuition aussi forte : François de Sales (1567-1622). Il avait encouragé les chrétiens vivant dans le monde à progresser spirituellement, d'une façon propre à leur état de vie, qui est différent de celui des moines et des moniales,. Cette idée qu'a Thérèse d'une sainteté discrète, sans grands éclats, s'appuyant sur la confiance en Dieu, est adaptée à tous les baptisés. C'est aussi une anticipation du concile Vatican II,. La Constitution dogmatique sur l'Église (Lumen gentium) du concile souligne en effet que tous les chrétiens sont appelés à la sainteté.
Signe que la conception de la sainteté de Thérèse était en avance sur son temps, plusieurs de ses proches ne comprennent pas, dans les années qui suivent sa mort, que l'on pense à elle pour un procès en béatification. Des carmélites, des habitants de Lisieux, des membres de sa propre famille ne trouvent rien d'exceptionnel dans sa vie pour justifier ce projet. À un jeune prêtre qui évoque la canonisation de sœur Thérèse en 1903, mère Marie de Gonzague répond en riant : « Dans ce cas, combien de carmélites faudrait-il canoniser ? »,.

### La petite voie

#### S'appuyer sur Dieu avec confiance

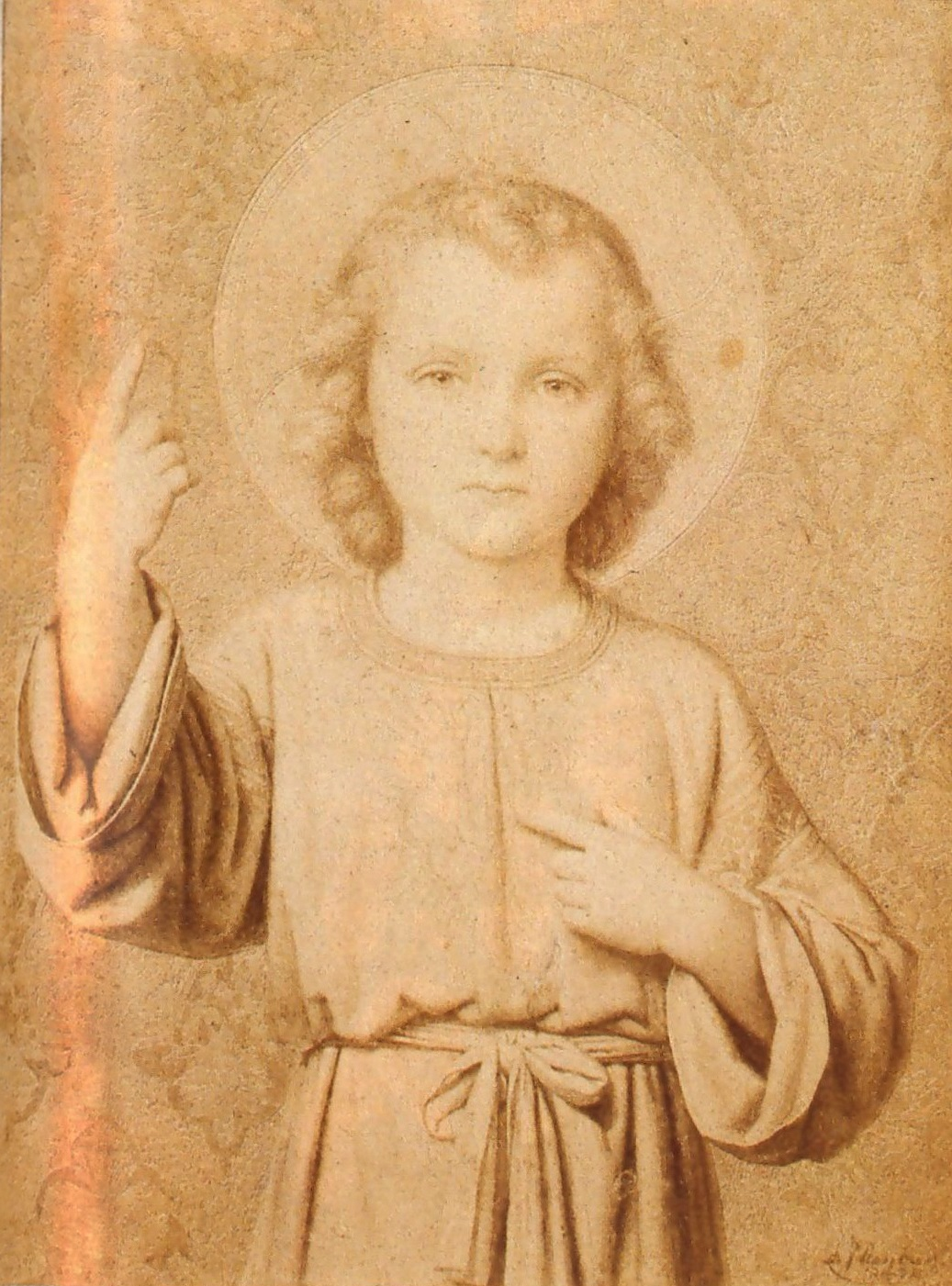
Je suis le Jésus de Thérèse (« Si quelqu'un est tout petit, qu'il vienne à moi »), image de bréviaire confectionnée par Thérèse.

Durant les trois dernières années de sa vie, Thérèse de Lisieux expérimente quotidiennement « la petite voie ». Elle n'a écrit, telle quelle, l'expression qu'une seule fois, dans le manuscrit C, en 1897. Mais elle y fait souvent référence, lorsqu'elle parle aux novices, ou en s'adressant à ses frères spirituels. Elle a conscience que cette petite doctrine est ce qu'elle peut transmettre de mieux, de son vivant, et après sa mort,,.
La « petite voie » consiste, pour Thérèse, à reconnaître sa petitesse, son néant, et à s'appuyer alors avec confiance sur Dieu. Elle naît du désir de la sainteté, et de l'incapacité qu'il y a, à accomplir, par ses propres forces, ce désir.
Thérèse n'a pas ménagé ses efforts pour devenir sainte. Elle a cherché à vivre parfaitement la vocation qui était la sienne, multipliant les actes d'obéissance, de charité, de fidélité. Mais ayant en même temps un grand souci de la vérité, elle voit ses défauts, ses manques de générosité, son incapacité à « monter le rude escalier de la perfection ». Elle qui aurait voulu aimer Dieu avec la même ardeur que Thérèse d'Avila réalise qu'elle est bien faible et petite. Elle passe par l'acceptation de ses limites. Mais sans se décourager pour autant. Car elle a compris que cette faiblesse, cette petitesse, pouvaient attirer la grâce de Dieu. C'est une intuition prophétique qui lui fait écrire : « je veux chercher le moyen d'aller au ciel par une petite voie bien droite, bien courte, une petite voie toute nouvelle ». Dans le Livre des Proverbes, elle lit « Si quelqu'un est tout petit, qu'il vienne à moi. » Ce n'est pas en grandissant, mais au contraire en restant petite, qu'elle s'approchera de Dieu en l'obligeant à s'abaisser vers son néant. Elle écrit : « l'ascenseur qui doit m'élever au ciel, ce sont vos bras, ô Jésus ! Pour cela, je n'ai pas besoin de grandir, au contraire, il faut que je reste petite, que je le devienne de plus en plus ».

#### Une voie de l'enfance spirituelle
La petite voie est aussi parfois appelée voie d'enfance spirituelle. Thérèse fait en effet souvent référence aux enfants qui, tout en étant petits, peuvent manifester une grande confiance envers leurs pères,. Elle comprend que, pour aimer et s'unir à Dieu en vérité, « il s'agit d'abord de se laisser rejoindre par Lui, aimer et façonner par lui. Son amour est gratuit, celui d'un père pour ses enfants. C'est toujours lui qui nous aime le premier. » (Pierre Descouvemont).
Ainsi, dans cette spiritualité, grandir en sainteté, c'est d'abord grandir, par l'action de l'Esprit Saint, dans la confiance filiale qui voit en Dieu un père aimant. Jean-Paul II, lors de son passage à Lisieux en 1980, dira à ce propos : « La "petite voie" est la voie de la "sainte enfance". Dans cette voie, il y a quelque chose d’unique […]. Il y a en même temps la confirmation et le renouvellement de la vérité la plus fondamentale et la plus universelle. Quelle vérité du message évangélique est en effet plus fondamentale et plus universelle que celle-ci : Dieu est notre Père et nous sommes ses enfants ? ».

#### Progresser sans cesse
Le fait de reconnaître sa petitesse ne signifie pas cependant, pour Thérèse, qu'il faut cesser de faire des efforts,. S'entretenant au carmel avec une de ses novices, sœur Marie de la Trinité, elle distingue bien cette voie du quiétisme. Jusqu'au bout, elle fera des sacrifices pour le salut des âmes. Le 8 août 1897, elle confie à mère Agnès : « Bien des âmes disent : Mais je n'ai pas la force d'accomplir tel sacrifice. Qu'elles fassent donc ce que j'ai fait : un grand effort. Le bon Dieu ne refuse jamais cette première grâce qui donne le courage d'agir ». Et, jusqu'à sa mort, elle cherchera à aimer, concrètement et quotidiennement, ses sœurs carmélites. Mais ce sera, selon la voie dont elle témoigne, en union avec Dieu qui supplée à ses faiblesses. Cet accueil de la présence de Dieu, qu'elle veut vivre à travers cette petite voie, va l'amener à approfondir le sens de la charité, et sa confiance en la miséricorde,.

### La charité

#### Aimer Dieu
Thérèse a été appelée, après sa mort, « Docteur de l'amour ». C'est en effet en pratiquant la charité, et en l'enseignant dans ses écrits qu'elle a le plus touché les cœurs.
L'amour de Thérèse se porte avant tout sur la personne du Christ. Dès sa petite enfance, portée par une ambiance familiale très chrétienne, elle cherche à lui « faire plaisir » par ses actions, son sens de la vérité, sa fidélité à la prière du soir. Cet amour pour le Christ, cette conviction et cette conscience qu'elle a de vivre en sa présence se maintiendront toute sa vie. Elle décrit ainsi sa première communion, faite à l'âge de neuf ans : « […] Je me sentais aimée, et je disais aussi : "Je vous aime, je me donne à vous pour toujours" ». Le nom de Jésus est présent à pratiquement chaque page de ses écrits. Il est cité environ mille six cents fois. À la fin de sa vie, lorsqu'elle vit l'épreuve de la nuit de la foi, elle grave ces mots sur la cloison de sa cellule : « Jésus est mon unique amour ». Et ses derniers mots seront pour Dieu, à qui elle dit son amour avant de mourir.
Cet amour est vécu de façon privilégiée dans sa vocation de carmélite, qui fait d'elle, selon le vocabulaire symbolique propre aux religieuses, « l'épouse du Christ »,. Comme l'indique son nom de carmélite (Thérèse de « l'Enfant-Jésus et de la Sainte-Face »), elle médite plus particulièrement sur le mystère de l'incarnation et de l'abaissement du Christ. Elle va surtout témoigner d'un Dieu « qui s'est fait tout petit par amour ».
Même si elle cite moins le Père et l'Esprit Saint que le Christ, sa conception de l'amour de Dieu est profondément trinitaire. Comme en témoigne ce verset de sa poésie Vivre d'amour : « Ah ! tu le sais, Divin Jésus, je t'aime. L'Esprit d'amour m'embrase de son feu. C'est en t'aimant que j'attire le Père ».
Selon François-Marie Léthel, « l'enseignement de Thérèse est entièrement illuminé par l'Amour : en Jésus, Thérèse contemple l'Amour infini dont Dieu nous aime, amour miséricordieux et sauveur, amour fou du créateur pour sa pauvre créature blessée par le péché […] ». Pour Thérèse, il s'agit alors de rendre amour pour amour, d'aimer Dieu en retour, et d'aimer ses proches et ceux pour qui elle prie en témoignant de l'amour de Dieu.

#### Unie à l'amour
À partir de 1894, avec la découverte de la petite voie de confiance et d'amour, Thérèse réalise de plus en plus combien la charité est au centre de sa vie spirituelle. Ayant compris qu'elle ne pourra aimer vraiment qu'en union avec Dieu, elle s'offre, le 11 juin 1895, comme « victime à l'amour miséricordieux », « afin de vivre dans un acte de parfait amour ». Elle veut renouveler cette offrande à chaque instant, un nombre infini de fois. Un tel programme n'est possible que si Dieu répond à son offrande. Quelques jours plus tard, elle est prise d'un amour si fort pour Dieu, qu'elle se croit plongée dans un feu. C'est pour elle le signe que Dieu a répondu à sa prière,.
Elle franchit une nouvelle étape en septembre 1896. Thérèse éprouve des désirs qui lui semblent fous : elle veut être à la fois missionnaire, apôtre, martyr, prêtre, docteur de l'Église. De plus, elle veut vivre pleinement chacune de ces vocations, depuis la création du monde jusqu'à la fin des temps. Elle ouvre alors sa Bible et parcourt le chapitre 12 de la Première épître aux Corinthiens de saint Paul. Paul y compare l'Église à un corps où chaque membre a une place bien définie. Voilà qui lui apporte une réponse et devrait refroidir ses désirs. Mais elle poursuit et lit l'Hymne à la charité, au chapitre 13. Elle réalise soudain que l'amour est au cœur de l'Église : « Je compris que l'amour seul faisait agir les membres de l'Église, que si l'Amour venait à s'éteindre, les Apôtres n'annonceraient plus l'Évangile, les Martyrs refuseraient de verser leur sang… Je compris que l'Amour renfermait toutes les vocations, que l'Amour était tout, qu'il embrassait tous les temps et tous les lieux… en un mot qu'il est Éternel. » Elle comprend alors que sa vocation, c'est l'Amour.
Le mystère qu'elle approfondit là est celui de la communion des saints. Plus elle aimera, là où elle se trouve, et plus elle participera à la vie de l'Église et soutiendra les différentes vocations sur la terre. Elle ne manque pas de faire alors le lien avec sa petitesse et son acte d'offrande à l'amour miséricordieux, suppliant, encore et encore, Jésus de lui donner « son Amour ». Elle écrit, en 1897, l'année de sa mort : « Voici ma prière : je demande à Jésus de m'attirer dans les flammes de son amour, de m'unir si étroitement à Lui qu'il vive et agisse en moi […] »,.
Ce mouvement d'accueil, dans sa petitesse, de l'amour de Dieu, va la conduire à aimer encore plus ses sœurs carmélites.

#### La charité fraternelle
En entrant au Carmel, Thérèse a lu la règle et les constitutions de l'ordre. Elle a noté l'importance de la délicatesse fraternelle, qu'elle va s'appliquer à vivre. L'amour qu'elle a pour les autres religieuses n'est pas éthéré. Il se manifeste au contraire par un grand nombre d'attentions très concrètes. C'est aussi par amour pour les âmes qu'elle prie pour elles et fait quotidiennement de petits sacrifices.
Thérèse considère que la charité ne peut exister que lorsqu'elle est détachée de tout égoïsme et de tout amour propre. Depuis sa conversion de Noël 1886, elle a découvert la joie dans l'oubli d'elle-même : « Je sentis, en un mot, la charité entrer dans mon cœur, le besoin de m'oublier pour faire plaisir, et depuis lors je fus heureuse ». Elle affirme qu'« on ne peut faire aucun bien en se recherchant soi-même ». De cette conception découle une vraie exigence : elle décèle ses moindres fautes pour pouvoir lutter contre elles et, surtout, laisser la place à davantage d'attention et de générosité.
Mais c'est à la fin de sa vie qu'elle réalise à quel point l'amour qu'elle a pour Dieu est étroitement lié à celui qu'elle doit avoir pour les autres. Se confiant en 1897 à mère Marie de Gonzague, elle écrit que Dieu lui a fait la grâce cette année de l'aider à comprendre ce qu'est la charité : « Je m'appliquais surtout à aimer Dieu et c'est en l'aimant que j'ai compris qu'il ne fallait pas que mon amour se traduise seulement par des paroles. » Elle médite sur les commandements de l'amour, présents dans l'évangile, et surtout sur la parole dite par le Christ : « Aimez vous les uns les autres comme je vous ai aimés. » (Jean, ch.13 34-35) Elle se rend compte que sa charité envers ses sœurs est encore imparfaite et décide de les aimer comme le « bon Dieu » les aime. C'est aussi un aboutissement de son offrande à l'amour miséricordieux et de son désir de se faire toute petite pour que Jésus puisse agir en elle : « Oui je le sens lorsque je suis charitable, c'est Jésus seul qui agit en moi ; plus je suis unie à Lui, plus aussi j'aime toutes mes sœurs ».
Ainsi, elle développe une profonde indulgence envers les actes des autres : « Ah, je comprends maintenant que la charité parfaite consiste à supporter les défauts des autres, à ne point s'étonner de leurs faiblesses, à s'édifier des plus petits actes de vertus qu'on leur voit pratiquer… ». Elle s'efforce même d'excuser les coupables ou de leur prêter de bonnes intentions.
Un jour, alors qu'elle s'apprête à rendre un service, elle observe qu'une religieuse a la même intention, et elle retient son geste pour lui en laisser le bénéfice. Mais on prend son acte pour de la paresse. Elle médite cette déconvenue : « […] Je ne saurais dire combien une aussi petite chose me fit de bien à l'âme et me rendit indulgente pour les faiblesses des autres ». Elle découvre combien il est difficile de comprendre les intentions de quelqu'un : « Puisqu'on prend mes petits actes de vertu pour des imperfections, on peut tout aussi bien se tromper en prenant pour vertu ce qui n'est qu'imperfection ». Lorsqu'une sœur ne lui plaît pas, elle essaie d'être particulièrement aimable avec elle.

### Confiance dans la miséricorde
La conscience accrue de la miséricorde de Dieu est un aspect essentiel de la petite voie, découverte fin 1894, par Thérèse. À peine a-t-elle réalisé qu'en restant petite elle peut devenir sainte, qu'elle s'écrie : « O mon Dieu, vous avez dépassé mon attente et moi je veux chanter vos miséricordes ». Elle a compris que la miséricorde de Dieu est particulièrement grande pour ceux qui se savent faibles, imparfaits et qui comptent sur lui. Ce mot « miséricorde », qui était jusqu'alors assez rare dans ses écrits, vient maintenant au premier plan. Ainsi, c'est encore pour « chanter les miséricordes du seigneur » qu'elle accepte d'écrire, en 1895, ses souvenirs d'enfance, dans ce qui sera connu ensuite comme le manuscrit A,. Et dans l'acte d'offrande qu'elle fait en juin de la même année, elle associe cet amour miséricordieux à « des flots de tendresse infinie ».
La miséricorde ne se résume donc pas, pour elle, au pardon de Dieu, même si cette dimension est importante. Elle a aussi trait à la douceur et à la tendresse de Dieu qui se penche sur les plus petits. Dans l'Ancien Testament, le mot hébreu Rah'amim (רחמים) désigne d'abord le sein maternel, puis la tendresse qui en est issue, tendresse miséricordieuse. Ce mot évoque la tendresse maternelle de Dieu pour son peuple et ses enfants, pour les petits et les pauvres. La découverte par Thérèse de la petite voie s'inspire d'ailleurs d'un passage du Livre d'Isaïe (ch 66, 12-13), sur l'amour de Dieu pour son peuple, comparable à celui d'une mère pour ses enfants.
Si la petite voie ouvre, par une plus grande union à Dieu, sur une charité plus parfaite, l'homme demeure pourtant imparfait et peut encore tomber dans le péché. Mais, dans ce cas, il peut recourir, avec confiance, au pardon de Dieu qui le relève. Sur ce point, Thérèse est particulièrement prolixe. Elle dit, s'inspirant, comme souvent, des enfants : « Être petit … c'est ne point se décourager de ses fautes, car les enfants tombent souvent, mais ils sont trop petits pour se faire beaucoup de mal ». Elle qui a longtemps souffert des scrupules rassure maintenant l'abbé Bellière, qui s'inquiète de ses fautes passées. En juin 1897, Thérèse lui écrit : « Le souvenir de mes fautes m'humilie, me porte à ne jamais m'appuyer sur ma force qui n'est que faiblesse, mais plus encore ce souvenir me parle de miséricorde et d'amour. Comment, lorsqu'on jette ses fautes avec une confiance toute filiale dans le brasier dévorant de l'amour, comment ne seraient-elles pas consumées sans retour ? ».
Ce sens de la miséricorde est crucial dans les derniers mois de sa vie, quand elle passe par l'épreuve de la « nuit de la foi ». Durant cette période, elle est assaillie de telles tentations qu'elle comprend mieux ce que vivent les plus grands pécheurs. Pourtant, elle ne cesse de croire en la miséricorde infinie de Dieu pour celui qui revient vers Lui. Elle va jusqu'à dire, en juillet 1897, à sa sœur Pauline : « Dites bien, ma Mère, que si j'avais commis tous les crimes possibles, j'aurais toujours la même confiance, je sens que toute cette multitude d'offenses serait comme une goutte d'eau jetée dans un brasier ardent ».
Sa dernière lettre, à l'abbé Bellière, en août 1897, se termine par ces mots : « Je ne puis craindre un Dieu qui s'est fait pour moi si petit… Je l'aime !… Car il n'est qu'amour et miséricorde ! ».

## Dans les arts et la culture populaire

### Filmographie

#### Cinéma
- 1939 : Thérèse Martin de Maurice de Canonge, jouée par Irène Corday (adulte) et Colette Borelli (enfant).
- 1952 : Procès au Vatican d'André Haguet, jouée par Marie-France (enfant) et France Descaut (adulte).
- 1986 : Thérèse d’Alain Cavalier, jouée par Catherine Mouchet.
- 1988 : La Légende du saint buveur, le personnage sans-abri incarné par Rutger Hauer tente de racheter sa dette d'honneur (une somme qu'un homme lui a confié) auprès de la statue de la sainte, située au sein de l'église Sainte-Marie des Batignolles.

#### Télévision

##### Documentaire
- 2003 : Sainte Thérèse de Lisieux de Fabrice Maze. Une co-production Seven Doc, Office Central de Lisieux et Pèlerinage de Lisieux.
- 2004 : La Petite Thérèse de Fabrice Maze. Une co-production Seven Doc et Office Central de Lisieux.

### Infographies
- Philippe Legueltel, « Sainte Thérèse, l'enfant de l'Eglise et de Lisieux », sur Les Echos, 24 août 2005 (consulté le 2 septembre 2019)
- Nicolas Offenstadt, « "En somme. Pour un usage analytique de la scolastique médiévale", d'Alain Boureau et "La Vie écrite. Thérèse de Lisieux", de Philippe Artières : Freud, Thérèse et les autres », sur Le Monde, 24 mars 2011 (consulté le 5 septembre 2019)
- Camille Lestienne, « Que savez-vous de la famille de Sainte-Thérèse de Lisieux ? », sur Le Figaro, 16 octobre 2015 (consulté le 7 septembre 2019)
- Nathalie Chuc, « Marie-Anne Chazel entre dans les ordres : La comédienne tourne pour Meurtres à Lisieux », sur Le Figaro, 30 octobre 2018 (consulté le 7 septembre 2019)
- Astrid de Larminat, « Dictionnaire amoureux des saints, de Christiane Rancé: la parole est aux saints », sur Le Figaro, 9 mai 2019 (consulté le 7 septembre 2019)
- Sabine Audrerie, « Histoire d’une âme, de Thérèse de Lisieux », sur La Croix, 29 août 2019 (consulté le 31 août 2019)